# Dinastía fatimí
La dinastía fatimí (en árabe: الفاطميون, romanizado: al-Fāṭimiyyūn) fue una dinastía árabe que gobernó el califato fatimí entre el año 909 y el año 1171. Descendientes de Fátima y Alí, y seguidores del chiismo ismailí, ostentaban el imamato ismailí y eran considerados los líderes legítimos de la comunidad musulmana. La línea de imanes ismailíes nizaríes, representada hoy por los aga jan, reivindica su descendencia de una rama de los fatimíes. Los Bohras Alavíes, afincados principalmente en Vadodara, también reivindican su ascendencia de los fatimíes.
En el siglo IX de nuestra era, la dinastía fatimí surgió como líder del primer movimiento misionero (da'wa) ismailí clandestino, que actuaba supuestamente en nombre de un imam oculto, que en aquella época se creía que era Muhammad ibn Ismail. La da'wa ismailí se extendió por todo el mundo islámico, gobernado entonces por el califato abbasí. En 899, el futuro primer califa fatimí, Abdallah, se autoproclamó el imam esperado, lo que provocó una ruptura en la da'wa ismailí, ya que los qarmatiíes, que no reconocían su imamato, se separaron. Entretanto, los agentes ismailíes habían logrado conquistar amplias zonas de Yemen e Ifriquía, así como lanzar sublevaciones en Siria e Irak. Huyendo de la persecución abbasí a Ifriqiya, Abdallah se proclamó abiertamente y estableció el califato fatimí en 909. Desde allí, los imanes-califas fatimíes extendieron su dominio por la mayor parte del Magreb, así como por Sicilia, antes de conquistar Egipto en 969. Los fatimíes fundaron El Cairo como su nueva capital y, durante los dos siglos siguientes, se establecieron en Egipto y se identificaron con el país. En su apogeo, los fatimíes reclamaron el control o la soberanía de gran parte del norte de África, Sicilia, Egipto, Levante, el Hiyaz, Yemen y Multán.
El árbol genealógico de Fátima y Alí que los fatimíes reivindicaban era fundamental para su legitimidad como imanes legítimos en una línea ininterrumpida y divinamente ordenada desde Alí en adelante. Su oscuridad inicial y la publicación de genealogías contradictorias e incorrectas por parte del primer califa fatimí, Abdallah al-Mahdi Billah (conocido por sus detractores con el diminutivo de Ubayd Allah), pusieron en duda la exactitud de estas afirmaciones, que solían ser rechazadas tanto por los suníes contemporáneos como por los chiíes duodecimanos, que los consideraban impostores y usurpadores. Por ello, hasta el siglo XX, muchas fuentes se referían a los fatimíes con el nombre despectivo de ubaydíes.
La expansión fatimí por Levante y el desafío ideológico que supuso el ascenso de los regímenes chiíes hicieron que los suníes se unieran en torno al califato abbasí, lo que desencadenó el renacimiento suní del siglo XI. A finales del siglo XI, el poder fatimí empezó a declinar debido a la agitación interna, la llegada de los turcos selyúcidas y las Cruzadas. La dinastía se salvó gracias al traspaso de poder a poderosos visires militares, pero esto también significó que los imanes-califas fueran a menudo meros gobernantes títeres. El dinamismo inicial de la da'wa se vio mermado por amargas disputas sucesorias, que provocaron que gran parte de la comunidad ismailí, como los drusos, los nizaríes y los tayyibíes, rompieran su lealtad a los fatimíes y empañaran el prestigio y la autoridad de la dinastía. Los últimos imanes-califas fatimíes eran niños gobernantes impotentes, peones en manos de sus visires. El último de estos visires, Saladino, depuso a la dinastía en 1171, tras la muerte del califa al-Adid. Los restantes miembros de la dinastía y su descendencia fueron sometidos a arresto domiciliario en El Cairo hasta su muerte; los últimos miembros de la dinastía murieron a mediados del siglo XIII.

## Origen

### Antecedentes: chiismo primitivo
Desde la muerte del califa Ali (r. 656-661) en 661, que dio lugar al establecimiento del califato omeya, una parte de la comunidad musulmana rechazó a los omeyas por usurpadores y reclamó el establecimiento de un régimen dirigido por un miembro de la Ahl al-Bayt, la familia de Mahoma. Los abbasíes, que reivindicaban su ascendencia del tío paterno de Mahoma, Abbás ibn Abd al-Muttálib, y por tanto su pertenencia a la familia más amplia, se beneficiaron de ello durante su ascenso al poder contra los omeyas; pero su reivindicación fue rechazada por los chiíes, que insistían en el derecho exclusivo de los descendientes de Hasan (m. 670) y Husáyn (m. 680), hijos de Alí con Fátima, la hija de Mahoma. De la descendencia de Husáyn surgió una línea de imanes que no reclamaban abiertamente el califato, pero que eran considerados por sus seguidores como los verdaderos representantes de Dios en la tierra. Esta doctrina se basaba en la designación (nass) de Alí por Mahoma en Ghadir Jumm, y posteriormente los eruditos fatimíes sostuvieron que seguiría una cadena ininterrumpida de imanes designados hasta el fin del mundo; de hecho, estos eruditos sostenían que la existencia de los imanes era una necesidad inevitable.
El sexto de estos imanes, Yáafar al-Sádiq, nombró sucesor (nass) a su hijo Ismaíl al-Mubárak, pero Ismaíl murió antes que su padre y, cuando el propio al-Sádiq murió en 765, la sucesión quedó abierta. Una facción de los seguidores de al-Sádiq sostenía que éste había designado heredero a otro hijo, Musa al-Kázim. Otros seguían a otros hijos, Muhámmad al-Dibaj y Abd Allah al-Aftah –como este último murió poco después, sus seguidores se pasaron al bando de Musa– o incluso se negaban a creer que al-Sádiq hubiera muerto y esperaban su regreso como mesías. Los partidarios de Musa, que constituían la mayoría de los seguidores de al-Sádiq, siguieron su línea hasta un duodécimo imam que supuestamente desapareció en 874. A los seguidores de esta línea se les conoce como los Duodecimanos. Otra rama creía que a Yá'far al-Sádiq le seguía un séptimo imam, que también se había ocultado; de ahí que a este partido se le conozca como los Septimanos. La identidad exacta de ese séptimo imam era discutida, pero a finales del siglo IX se solía identificar con Mahoma, hijo de Ismaíl y nieto de al-Sádiq. Del padre de Mahoma, Ismaíl, la secta recibe el nombre de "ismailí". No se conocen bien ni la vida de Ismaíl ni la de Mahoma, y tras la supuesta muerte de Mahoma durante el reinado de Harún al-Rashid (r. 786-809), la historia del movimiento ismailí se vuelve oscura.

### Genealogías y controversias fatimíes
La doctrina fatimí oficial reivindicaba una línea de sucesión ininterrumpida entre el primer califa fatimí, Abd Allah al-Mahdi Billah (r. 909-934), y Alí y Fátima, a través de Muhámmad ibn Ismaíl. Esta descendencia fue aceptada y cuestionada ya en la Edad Media, y sigue siendo tema de debate entre los eruditos en la actualidad. Como comenta el historiador del islam chií Heinz Halm, "la supuesta descendencia de la dinastía de Ali ibn Abi Tálib y la hija de Mahoma, Fátima, ha sido cuestionada por los contemporáneos desde el principio y no puede probarse", mientras que Michael Brett, experto en los fatimíes, afirma que "es imposible dar una respuesta objetiva a la cuestión de su identidad".
El principal problema surge con la sucesión que vincula a al-Mahdi con Yá'far al-Sádiq. Según la doctrina ismailí, los imames que siguieron a Muhámmad ibn Ismaíl estaban ocultos (satr), pero las primeras fuentes ismailíes no los mencionan, e incluso más tarde, las genealogías oficiales ismailíes divergen en cuanto al número, los nombres y las identidades de estos "imames ocultos" (al-a'imma al-masturin), un problema complicado por las afirmaciones ismailíes de que los imames ocultos asumieron varios alias por seguridad. Así, el príncipe pro-ismailí Peter Hagop Mamour, en su obra apologética de 1934 Polemics on the Origin of the Fatimi Caliphs (Polémica sobre el origen de los califas fatimíes), enumera no menos de cincuenta variaciones de la línea de los cuatro imanes ocultos entre Ismaíl ibn Yá‘far y al-Mahdi, afirmando que los diversos nombres representan seudónimos. Las primeras fuentes ismailíes tienden a guardar silencio al respecto, por una mezcla de imperativo religioso –dado que Dios ha decretado que sus imanes estén ocultos, así deben permanecer– y aparente ignorancia. El propio al-Mahdi, en una carta enviada a la comunidad ismailí de Yemen, llegó a afirmar que no descendía de Ismaíl ibn Yá‘far, sino de su hermano mayor Abdallah al-Aftah, de quien generalmente se considera que no tuvo descendencia. Las genealogías fatimíes oficiales posteriores rechazaron esta versión. Además, parece que el primer antepasado conocido de la línea fatimí, Abdallah al-Akbar, bisabuelo del primer califa fatimí, en un principio no afirmaba descender de Alí, sino de su hermano Aqil ibn Abi Tálib, y así lo aceptaron los aqilíes de Basora. Según Brett, la línea de descendencia reivindicada por los fatimíes entre Yá‘far al-Sádiq y al-Mahdi refleja "creencias históricas más que figuras históricas, para las que hay poca o ninguna confirmación independiente", ya que incluso Ismaíl ibn Yá‘far es una figura oscura, por no hablar de sus supuestos sucesores ocultos.
Aunque las fuentes profatimíes hacen hincapié en su ascendencia alí –la dinastía se autodenominaba simplemente "dinastía alí" (al-dawla al-alawiyya)–, muchas fuentes suníes se refieren a ellos como los "ubaydíes" (en árabe: بنو عبيد, romanizado: Banu Ubayd), por la forma diminutiva Ubayd Allah del nombre de al-Mahdi, utilizada habitualmente en las fuentes suníes con una intención aparentemente peyorativa. Los polemistas medievales antifatimíes, empezando por Ibn Rizam y Akhu Muhsin, estaban muy interesados en desacreditar el ismailismo como herejía antinómica y, en general, consideraban fraudulentas las afirmaciones fatimíes sobre la ascendencia alí. En su lugar, propusieron como contrapartida que al-Mahdi descendía de Abdallah, hijo de un tal Maymún al-Qaddah de Juzistán, que el verdadero nombre de al-Mahdi era Sa'id, o que el padre de al-Mahdi era en realidad un judío (un tropo antisemita común entre los autores árabes medievales). Aunque varios autores suníes medievales y potentados contemporáneos –incluidos los impecables sharifs alíes de La Meca y Medina– aceptaron o parecieron aceptar las afirmaciones fatimíes al pie de la letra, esta "leyenda negra" antiismailí, como la denomina el erudito moderno Farhad Daftary, influyó en los historiógrafos suníes a lo largo de los siglos siguientes y se convirtió en doctrina oficial con el Manifiesto de Bagdad de 1011. Debido a la escasez de material ismailí real hasta que las fuentes ismailíes empezaron a estar disponibles y a ser examinadas por los eruditos durante el siglo XX, la versión suní fue adoptada incluso por algunos orientalistas de principios de la Edad Moderna.
Las primeras fuentes ismailíes ignoraban la existencia de Maymún al-Qaddah, pero más tarde, las fuentes de la época fatimí se vieron obligadas a enfrentarse a las afirmaciones de sus oponentes sobre su persona e intentaron conciliar las genealogías contradictorias. Algunas fuentes sectarias ismailíes –especialmente drusas– llegaron a afirmar que durante el periodo de ocultación de los imanes ismailíes, el movimiento ismailí estuvo dirigido en realidad por los descendientes de Maymún al-Qaddah, hasta la restauración de la verdadera línea con los califas fatimíes. Autores ismailíes tayibíes posteriores también utilizaron las figuras de Maymún al-Qaddah y su hijo Abdallah para defender la legalidad de que hubiera un sustituto o representante del imam, siempre que éste fuera menor de edad. Otra controversia que surgió ya en época medieval es si el segundo califa fatimí, Muhámmad al-Qa'im bi-Amr Allah, era hijo de al-Mahdi, o si éste no hacía más que usurpar el puesto de un imam aún oculto; eso significaría que al-Qa'im fue el primer verdadero imam-califa fatimí.
Los autores modernos han intentado conciliar las genealogías. El arabista Bernard Lewis sugirió la existencia de dos series paralelas de imanes: los imanes fiduciarios (mustawda'), descendientes de Maymun al-Qaddah, cuya tarea consistía en ocultar y proteger la existencia de los imanes reales (mustakarr, lit. 'permanentes'). Lewis afirmó que al-Mahdi fue el último de esa línea y que al-Qa'im fue el primero de los imanes mustakarr en sentarse en el trono. Por otra parte, las investigaciones de Vladímir Ivánov han demostrado de forma concluyente que la supuesta ascendencia qaddahí de los fatimíes es una leyenda, probablemente inventada por el propio Ibn Rizam: ahora se sabe que el Maymún al-Qaddah histórico fue discípulo de Muhámmad al-Báqir (reconocido como imam tanto por los ismailíes como por los duodecimanos), y que tanto él como su hijo Abdallah procedían del Hiyaz. Por tanto, la versión de Ibn Rizam resulta insostenible sólo por razones cronológicas. Además, el acceso a más fuentes ha permitido conciliar parcialmente los relatos contradictorios al proponer que algunos de los nombres variantes de las genealogías eran en realidad nombres tapadera de los imanes ismailíes: así, se sugiere Maymún ("el Afortunado") como sobrenombre de Muhámmad ibn Ismaíl, sobre todo porque una fuente lo relaciona con una secta conocida como los Maymuniyya. Esta explicación también aparece en una epístola del cuarto califa fatimí, al-Mu'izz, en 965. Esto haría que la afirmación de la descendencia de al-Mahdi de un "Abdallah ibn Maymún" fuera realmente correcta, y llevaría a las fuentes hostiles a confundirlo con la figura chií anterior. Otra sugerencia, de Abbas Hamdani y F. de Blois, es que las genealogías publicadas oficialmente representan un compromiso entre dos líneas diferentes de descendencia de Yá'far al-Sádiq, una de Isma'il y otra (según la carta de al-Mahdi a los yemeníes) de Abdallah al-Aftah. Otros estudiosos, como Halm, se muestran escépticos, mientras que Omert Schrier y Michael Brett descartan por completo las afirmaciones fatimíes de ascendencia alí como una ficción piadosa.

### Los fatimíes y la primerada'wa ismailí

Caligrafía chií simbolizando a Alí como Tigre de Dios

Tanto los Duodecimanos como los Septimanos sostenían que sus últimos imanes no habían muerto, sino que simplemente se habían ocultado, y que pronto regresarían como un mesías, el mahdi ('el correctamente guiado') o qa'im ('el que surge'), para marcar el comienzo del fin de los tiempos. El mahdi derrocaría rápidamente a los abbasíes usurpadores y destruiría su capital, Bagdad, restauraría la unidad de los musulmanes, conquistaría Constantinopla, aseguraría el triunfo final del islam y establecería un reino de paz y justicia. Los ismailíes, en particular, creían que el mahdi revelaría el verdadero significado "interior" (batin) de la religión, reservado hasta entonces a unos pocos iniciados selectos. El mahdi aboliría las formas y restricciones "externas" (zahir) del islam, ya que en adelante la verdadera religión, la religión de Adán, se manifestaría sin necesidad de símbolos ni otros artificios mediadores.
Sin embargo, mientras el mahdi Muhámmad ibn Isma'il permaneciera oculto, necesitaría ser representado por agentes que reunieran a los fieles, difundieran la palabra (da'wa, 'invitación, llamada') y prepararan su regreso. El jefe de esta red secreta era la prueba viviente de la existencia del imam, el hujja (lit. 'sello'). El primer hujja conocido fue Abdallah al-Akbar, un rico mercader de Askar Mukram, en lo que hoy es el suroeste de Irán. Aparte de las inverosímiles historias difundidas por posteriores polemistas antiismailíes, se desconoce su origen exacto. Sus enseñanzas le obligaron a huir de su ciudad natal para escapar de la persecución de las autoridades abbasíes y refugiarse en Basora. Una vez más, sus enseñanzas llamaron la atención de las autoridades, por lo que se trasladó a la pequeña ciudad de Salamiyah, en el extremo occidental del desierto sirio. Allí se estableció como mercader de Basora y tuvo dos hijos, Áhmad e Ibrahim. Cuando Abdallah murió hacia 827/8, Áhmad sucedió a su padre al frente del movimiento ismailí y, a su vez, fue sucedido por su hijo menor, Muhámmad, conocido como Abu al-Shalaghlagh. En la doctrina fatimí posterior, Abdallah al-Akbar se presentaba como el hijo mayor de Muhámmad ibn Ismaíl y su sucesor como imam, seguido de Áhmad. Sin embargo, mientras Muhammad Abu'l-Shalaghlagh fue el jefe de los da'wa, el imamato pasó a otro hijo, al-Husáyn (m. 881/2), y de ahí al hijo de al-Husáyn, Abdallah o Sa'id, el futuro califa al-Mahdi, que nació en 873/4. Los textos ismailíes sugieren que Abu al-Shalaghlagh fue el guardián y tutor de al-Mahdi, pero también que intentó usurpar la sucesión para sus propios hijos, pero fracasó, ya que todos ellos murieron prematuramente.
A finales del siglo IX, las expectativas milenaristas aumentaron en el mundo musulmán, coincidiendo con una profunda crisis del califato abbasí durante la anarquía de Samarra, que duró una década, el surgimiento de regímenes disidentes y autónomos en las provincias y la rebelión a gran escala del Zanj, cuyo líder reivindicó su ascendencia alí y se proclamó mahdi.  En este ambiente caótico, y con los abbasíes preocupados por reprimir la revuelta del Zanj, la da'wa ismailí se extendió rápidamente, ayudada por el descontento de los seguidores de los duodecimanos con el quietismo político de sus líderes y la reciente desaparición de su duodécimo imam. Misioneros (da'is) como Hamdan Qarmat y su cuñado Abu Muhámmad Abdan extendieron la red de agentes a los alrededores de Kufa a finales de la década de 870, y desde allí a Yemen (Ibn Hawshab, 882) y de allí a la India (884), Baréin (Abu Sa'id al-Yannabi, 899), Persia e Ifriqiya (Abu Abdallah al-Shi'i, 893). El verdadero liderazgo del movimiento permaneció oculto en Salamiyah, y sólo los principales da'is de cada región, como Hamdan Qarmat, lo conocían y mantenían correspondencia con él. Sin embargo, el verdadero jefe del movimiento permaneció oculto incluso para los misioneros más veteranos, y un tal Fayruz actuó como misionero principal (da'i al-du'at) y "puerta de entrada" (bab) al líder oculto.

### Cisma de Qarmatia y huida al Magreb
Hacia 899, Abdallah ibn al-Husáyn asumió el liderazgo de la da'wa. Pronto empezó a introducir alteraciones en la doctrina, lo que preocupó a Hamdan Qarmat. Abdan fue a Salamiyah para investigar el asunto y se enteró de que Abdallah afirmaba que el mahdi esperado no era Muhámmad ibn Isma'il, como se propagaba comúnmente, sino el propio Abdallah, y que los antepasados de Abdallah, lejos de ser simples hujjas de los imanes, eran en realidad los propios imanes. En una carta a la comunidad yemení, Abdallah afirmaba que "Muhámmad ibn Isma'il" era en realidad un nombre encubierto asumido por cada imam titular, y negaba cualquier papel concreto de Muhámmad ibn Isma'il como el esperado mahdi que iba a marcar el comienzo del fin de los tiempos. Estas innovaciones doctrinales provocaron una importante división en el movimiento, ya que Hamdan denunció a los dirigentes de Salamiyah, reunió a los da'is iraquíes y les ordenó que cesaran en su empeño misionero. Poco después, Hamdan "desapareció" de su cuartel general y Abdan fue asesinado por Zakarawayh ibn Mihrawayh, que había permanecido leal a Salamiyah.
El cisma dejó a los primeros da'wa ismailíes divididos en dos facciones: los que aceptaron las afirmaciones de Abdallah y continuaron siguiéndole, y se convirtieron en los ismailíes propiamente dichos, y los que las rechazaron y siguieron creyendo en el regreso de Muhámmad ibn Ismaíl como mahdi, que pasaron a conocerse como los qarmatianos (aunque las fuentes antifatimíes también utilizaron el calificativo para los propios fatimíes). En Irak y Persia, la comunidad se dividió entre las dos facciones, pero en Baréin, los da'is locales se separaron de Salamiyah y establecieron un estado qarmatita independiente que duró hasta la década de 1070. Por otro lado, Zakarawayh y sus leales iniciaron ahora una serie de levantamientos antiabasíes en Irak y Siria en 902-907, con el apoyo de las tribus beduinas. Los sublevados, que se autodenominaron Fatimiyyun, tuvieron un éxito efímero, pero acabaron siendo reprimidos por el todavía poderoso ejército abbasí. Al parecer, Zakarawayh actuó sin la autorización ni el conocimiento previo de Abdallah, lo que le puso en peligro: las autoridades abbasíes comenzaron a reprimir la da'wa, y los hijos de Zakarawayh revelaron sin saberlo la ubicación y la identidad de Abdallah a los abbasíes, que iniciaron una persecución contra él. Ya en 902, Abdallah abandonó Salamiyah con su familia para dirigirse a Ramla. Al reprimirse las revueltas instigadas por Zakarawayh, Abdallah se trasladó al Egipto tuluní a principios de 904. Cuando los abbasíes recuperaron el control de Egipto al año siguiente, el pequeño grupo huyó de nuevo. Mientras sus compañeros esperaban dirigirse a Yemen, donde la da'wa ismailí había cosechado grandes éxitos, Abdallah se dirigió hacia el oeste y se estableció en la ciudad oasis de Siyilmasa, en lo que hoy es el sureste de Marruecos, en agosto de 905.

## Gobernar un imperio

### Instauración del califato fatimí
Mientras tanto, en Ifriquía, el da'i Abu Abdallah al-Shi'i había conseguido convertir a la tribu bereber de los Kutama a la causa ismailí. A partir del año 902, los Kutama habían ido conquistando poco a poco la región a sus clientes abbasíes, los aglabíes. El 25 de marzo de 909, Abu Abdallah y su Kutama entraron triunfantes en la ciudad palatina aglabí de Raqqada. El da'i proclamó un régimen chií, pero mantuvo aún en secreto el nombre de su señor, utilizando únicamente el título de hujjat Allah, 'prueba de Dios'; y pronto partió hacia el oeste, al frente de un gran ejército, para llevar a su imam a Ifriqiya. El ejército de Kutama destruyó el emirato jariyí de los Rustámidas en su camino, y llegó a Siyilmasa en agosto de 909. Allí Abdallah fue aclamado califa por las tropas. El 4 de enero de 910, Abdallah entró en Raqqada, donde se proclamó públicamente califa con el título regio de al-imam al-mahdi bi-llah, "el imam correctamente guiado por Dios".
La primera crisis del nuevo régimen se produjo rápidamente. Abu Abdallah al-Shi'i y su hermano exigían pruebas de que Abdallah era el mahdi, o estaban resentidos por las limitaciones a su autoridad impuestas por el nuevo gobernante. Al-Mahdi Billah consiguió eliminarlos en 911, pero esto provocó una revuelta en Kutama, liderada por un niño mahdi como figura decorativa. El levantamiento fue derrotado y se consolidó el control fatimí sobre los Kutama. No obstante, el poder fatimí seguía siendo frágil, ya que se basaba casi exclusivamente en los kutama, a menudo truculentos, y más tarde también en la tribu sanhaya. Por el contrario, los árabes locales de Ifriqiya eran suníes malikíes, mientras que la mayoría de las tribus bereberes situadas más al oeste –sobre todo la confederación zenata– se adherían a diversas formas de jariyismo y, por tanto, se oponían al régimen ismailí de los fatimíes.

### Expansión imperial
Dado el estatus semidivino que reclamaban como legítimos imanes del islam, las ambiciones de los fatimíes no se limitaban a Ifriqiya. Los califas fatimíes pretendían derrocar no sólo a los monarcas musulmanes rivales –los abbasíes de Bagdad y los omeyas de Córdoba–, sino también al Imperio bizantino, reivindicando un derecho divino a la soberanía universal.
El poder fatimí se extendió rápidamente por el mar hasta Sicilia, que había sido conquistada por los aglabíes a los bizantinos, pero el dominio fatimí sólo se estableció allí después de que se reprimieran una serie de revueltas de los musulmanes locales, que en ocasiones se declararon a favor de los abbasíes. Sicilia también fue importante como campo de batalla contra los bizantinos, lo que entre otras cosas permitió a los fatimíes presentarse como campeones del Islam, comprometidos en la guerra santa contra los infieles. En la práctica, las relaciones eran a menudo más pragmáticas, y la guerra se alternaba con periodos de tregua. A partir de 948, una serie de gobernadores hereditarios, la dinastía Kalbid, gobernó Sicilia en nombre de los fatimíes.
Los fatimíes también se expandieron hacia el oeste, al resto del Magreb, donde capturaron Fez y Siyilmasa en 920-921, aunque estas conquistas fueron difíciles de mantener y pusieron a los fatimíes en conflicto con los omeyas de Córdoba. En un intento de suplantar a los abbasíes, el hijo y heredero de al-Mahdi, al-Qa'im bi-Amr Allah, dirigió campañas hacia el este para capturar Egipto en 914 y 919. Ambos intentos fracasaron, dejando sólo Cirenaica en manos de los fatimíes.

### Rebelión de Abu Yazid

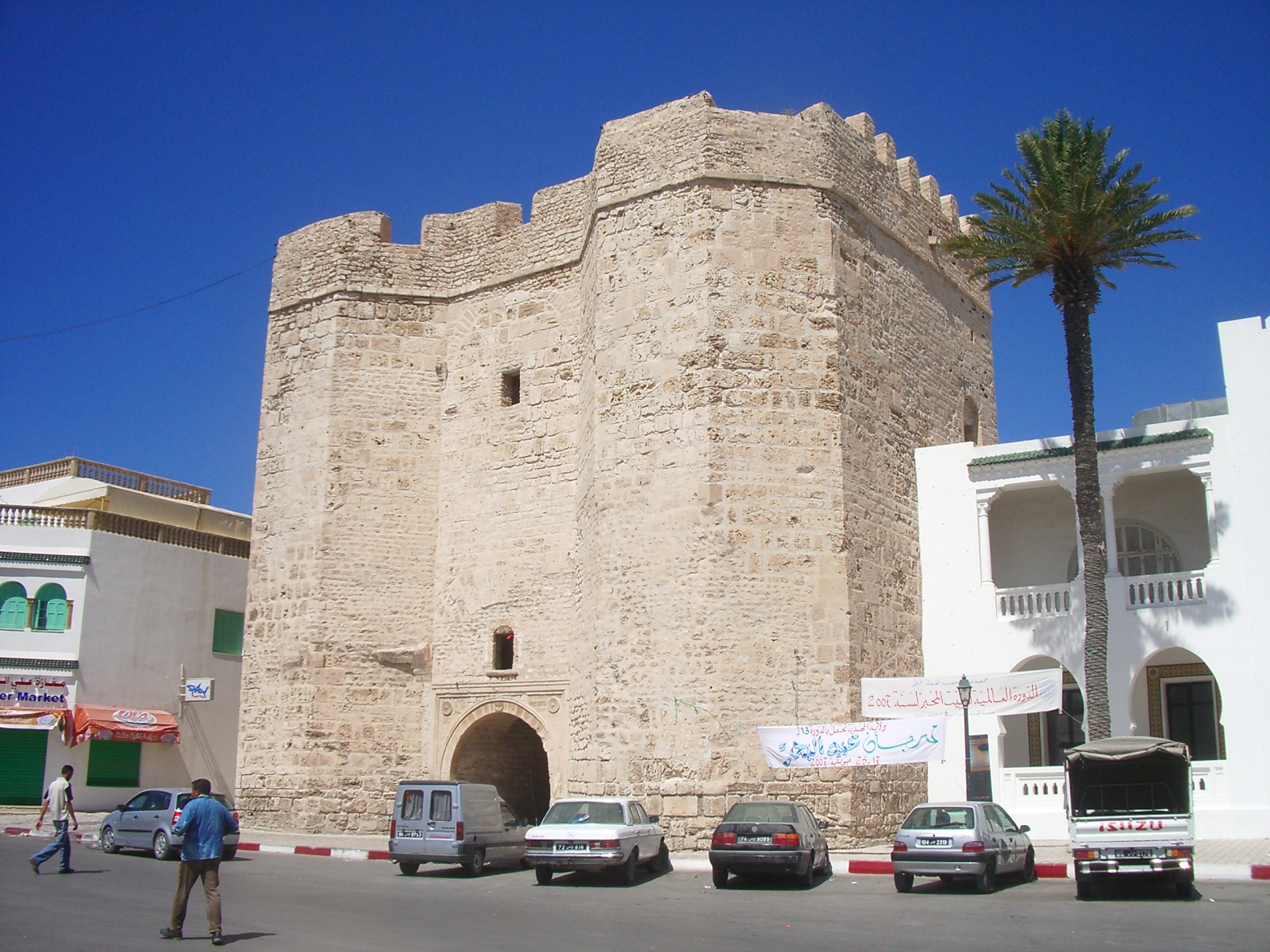
La entrada fortificada a al-Mahdiyya en la actualidad

Entre 916 y 921, al-Mahdi construyó una nueva residencia, la ciudad palaciega fortificada de Mahdía, en un promontorio rocoso de la costa de Ifriqiya. A la muerte de al-Mahdi en 934, le sucedió su hijo, al-Qa'im (r. 934-946), que continuó la política de su padre (934-946). En 935, el nuevo caudillo del país, Muhámmad ibn Tugŷ al-Ijshid, derrotó otro intento de invasión de Egipto.
El acontecimiento más notable del reinado de al-Qa'im fue la revuelta de los bereberes zenata bajo el mando del predicador jariyí Abu Yazid en 943/44: casi toda Ifriqiya sucumbió a los rebeldes y, en enero de 945, éstos sitiaron la propia Mahdiyya. Al-Qa'im murió durante el asedio y le sucedió su hijo, Abu Tahir Isma'il (r. 946-953). El nuevo califa ocultó la muerte de su padre, salió al campo de batalla y, en una serie de batallas, derrotó a los ejércitos rebeldes y capturó a Abu Yazid en agosto de 947. La victoria sobre el líder rebelde, que casi había destruido el Estado fatimí y al que los da'wa ismailíes llamaban simbólicamente el Dajjal ('el falso Mesías'), fue el momento en que Abu Tahir se declaró imam y califa sucesor de su padre, con el nombre de al-Mansur bi-Nasr Allah ('El vencedor con la ayuda de Dios'). Al-Mansur trasladó la corte fatimí a una nueva ciudad palatina, al-Mansuriyya, cerca de Cairuán, pero murió poco después y le sucedió su hijo, al-Mu'izz li-Din Allah (r. 953-975).

### Conquista de Egipto y traslado de la capital a El Cairo
Al-Mu'izz era un excelente planificador y organizador, y el Estado que heredó había recuperado la estabilidad interna, tras las turbulencias de la revuelta de Abu Yazid.  En los primeros años de su reinado cosechó éxitos contra los bizantinos, extinguiéndose los últimos reductos bizantinos con la caída de Rometta en 965, así como la reconquista del Magreb occidental por el general fatimí Jawhar en 958-960, expulsando temporalmente la influencia omeya de la región y extendiendo el dominio fatimí hasta las costas del océano Atlántico.
Tras estos éxitos, al-Mu'izz se volvió de nuevo hacia el abandonado proyecto de la conquista de Egipto. Se llevaron a cabo meticulosos preparativos militares y políticos, y los agentes de la da'wa ismailí se comprometieron a promover la causa fatimí en Egipto y a sobornar a los funcionarios del debilitado régimen ijshidí. Como resultado, cuando el ejército fatimí al mando de Jawhar llegó a Egipto en el verano de 969, apenas encontró resistencia organizada. Jawhar entró en la capital egipcia, Fustat, en julio de 969, y reclamó el país para su señor. Inmediatamente comenzó a establecer una nueva capital cerca de Fustat, que llegó a conocerse como al-Qahira al-Mu'izziyya ("la Victoriosa de al-Mu'izz"), la actual El Cairo.
Jawhar gobernó Egipto durante los cuatro años siguientes como virrey de al-Mu'izz, restableciendo las finanzas del país. No fue hasta agosto de 972 cuando al-Mu'izz abandonó Ifriqiya, nombrando al bereber Buluggin ibn Ziri como su virrey allí. En junio de 973, la corte fatimí llegó a Egipto y al-Mu'izz fijó su residencia en El Cairo.

### Expansión a Siria
Entretanto, inmediatamente después de la conquista de Egipto, Yá'far había intentado extender el dominio fatimí a Siria. La primera invasión fatimí fracasó en gran parte debido a la oposición de los qarmatíes de Bahráyn, que no dudaron en alinearse con el califa abbasí y denunciar a al-Mu'izz en público. El líder qarmatita al-Hasan al-A'sam dirigió dos invasiones de Egipto en 971 y de nuevo, a pesar de los esfuerzos de al-Mu'izz por ganárselo, en 974. Ambas invasiones fueron rechazadas a las puertas de El Cairo, obligando a los qármatas a retirarse a Bahrayn y abriendo el camino a un nuevo intento fatimí de conquistar Siria. Al mismo tiempo, hacia 970/71, las dos ciudades santas de La Meca y Medina reconocieron la soberanía fatimí, lo que supuso una importante victoria simbólica para los fatimíes.
En 978, el califa al-Aziz (r. 975-996) capturó Damasco, pero el poder fatimí en Siria continuó siendo desafiado, ya fuera por poderosos generales o por los inquietos beduinos de Palestina bajo los jarrahíes. Los intentos de Al-Aziz de apoderarse del emirato hamdaní de Alepo pusieron a los fatimíes en conflicto con los bizantinos, que consideraban la ciudad su protectorado. Los intentos de apoderarse de Alepo fracasaron en 983, 992/3 y 994/5, y el poder efectivo fatimí apenas llegó más allá de Trípoli, en el norte. En 987, la soberanía fatimí fue reconocida por los yafuríes en Yemen, pero los intentos fatimíes de inducir a los gobernantes chiíes de Irak, los buyíes, a reconocer su soberanía fracasaron; los buyíes rechazaron las reivindicaciones fatimíes de ascendencia alí. Durante el reinado de Al-Aziz también se produjo una transformación en la estructura y naturaleza del Estado fatimí: los kutama, que habían sido el principal pilar del régimen fatimí inicial, se complementaron con esclavos militares turcos (ghilman) y soldados esclavos negroafricanos, mientras que, bajo la dirección de Ya'qub ibn Killis, la administración fatimí se organizó y regularizó.

### Reinado de al-Hákim
Al-Aziz murió en 996, mientras preparaba una gran campaña contra los bizantinos y los hamdaníes. Le sucedió su hijo de once años, al-Hákim (r. 996-1021), que al principio estuvo bajo la tutela de poderosos oficiales, pero logró hacerse con las riendas del poder en el año 1000. Los primeros años de su reinado fueron testigos de la firma de la paz con Bizancio en 1001, así como de las grandes revueltas tribales de Abu Rukwa en Cirenaica en 1005 y de Mufarrij ibn Daghfal en Palestina en 1012-13. En el norte, los uqaylíes de Mosul reconocieron brevemente la soberanía fatimí en 1010, y en 1015, Alepo hizo lo mismo, con tropas fatimíes entrando en la ciudad e imponiendo el control directo en 1017. Las relaciones con los ziríes, que pronto habían comenzado a distanciarse de la autoridad de El Cairo, se volvieron más tensas bajo al-Hákim debido a disputas sobre Cirenaica y Trípoli, y en 1016/7, el nuevo emir zirí, al-Mu'izz ibn Badis, lanzó un pogromo contra los ismailíes que quedaban en Ifriquía.
A partir de 1015, el califato fatimí y la comunidad ismailí se enfrentaron a un aumento del sectarismo: aparecieron una serie de predicadores que propagaban versiones extremistas del ismailismo, predicando la inminencia del fin de los tiempos, la divinidad de al-Hakim y la abolición de la sharía. El estamento religioso fatimí se oponía a estas opiniones antinómicas, pero al-Hákim parece haberlas tolerado, cuando no alentado. Aunque al-Hákim nunca se adhirió oficialmente a sus opiniones, las enseñanzas de hombres como al-Darzi y Hamza ibn Ali dieron lugar al nacimiento de la fe drusa. Al mismo tiempo, al-Hákim introdujo curiosas innovaciones en la sucesión, al dividir su cargo en dos: uno para suceder al califato, es decir, el cargo secular, y otro para suceder como imam, es decir, como líder de la comunidad ismailí. Además, marginó a su propio hijo y nombró a dos primos para los cargos, despertando así la hostilidad de las élites fatimíes. Como resultado de una conspiración entre estas últimas, al-Hákim fue asesinado durante uno de sus paseos nocturnos por las afueras de El Cairo, y su cadáver fue eliminado, para nunca ser encontrado.

## La dinastía en el poder
Durante su dominio sobre Egipto, los miembros de la dinastía disfrutaron de inmensas riquezas, fundadas en la posesión de propiedades en la capital, El Cairo, y sus alrededores, así como en el comercio. Según el viajero Nasir Khusraw, a mediados del siglo XI, las 20 000 tiendas de la ciudad, así como sus caravasares y baños, y otros 8000 edificios pagaban un alquiler mensual a la bolsa privada del califa (diwan al-khass) o al tesoro privado (khizana al-khass). También consta que las princesas fatimíes eran extremadamente ricas, en parte por las propiedades que se les asignaban y en parte por sus propias actividades comerciales y empresariales. Así, a su muerte en 1050/51, dos hijas del califa al-Mu'izz dejaron heredades de alrededor de 1,7 millones de dinares de oro cada una, mientras que se sabe que Sitt al-Mulk empleó a un extenso personal de hábiles administradores de ambos sexos para sus intereses económicos a lo largo y ancho del país.

## Árboles genealógicos

### Descendencia de Alí aceptada por los ismaelitas posteriores
| Descendencia de los califas fatimíes \| \| \| \| \| \| \| \| \| \| \| \| \| \| \| \| \| Profeta Mahoma \| \| \| \| \| \| \| \| \| \| \| \| \| \| \| \| \| \| \| \| \| \| \| \| \| \| \| \| \| \| \| \| \| \| \| \| \| \| \| \| \| \| \| \| \| \| \| \| \| \| \| \| \| \| \| \| \| \| \| \| \| \| \| \| \| \| \| \| \| \| Ali ibn Abi Talib (asas) \| Ali ibn Abi Talib (asas) \| Ali ibn Abi Talib (asas) \| Ali ibn Abi Talib (asas) \| Ali ibn Abi Talib (asas) \| Ali ibn Abi Talib (asas) \| \| \| \| \| \| \| Fatima \| Fatima \| Fatima \| Fatima \| Fatima \| Fatima \| \| \| \| \| \| \| \| \| \| \| \| \| \| \| \| \| \| \| \| \| \| \| \| Ali ibn Abi Talib (asas) \| Ali ibn Abi Talib (asas) \| Ali ibn Abi Talib (asas) \| Ali ibn Abi Talib (asas) \| Ali ibn Abi Talib (asas) \| Ali ibn Abi Talib (asas) \| \| \| \| \| \| \| Fatima \| Fatima \| Fatima \| Fatima \| Fatima \| Fatima \| \| \| \| \| \| \| \| \| \| \| \| \| \| \| \| \| \| \| \| \| \| \| \| \| \| \| \| \| \| \| \| \| \| \| \| \| \| \| \| \| \| \| \| \| \| \| \| \| \| \| \| \| \| \| \| \| \| \| \| \| \| \| \| \| \| \| \| \| \| \| \| \| \| \| \| \| \| \| \| \| \| \| \| \| \| \| \| \| \| \| \| \| \| \| \| \| \| \| \| \| \| al-Hasan ibn Ali (1.er imán) \| al-Hasan ibn Ali (1.er imán) \| al-Hasan ibn Ali (1.er imán) \| al-Hasan ibn Ali (1.er imán) \| al-Hasan ibn Ali (1.er imán) \| al-Hasan ibn Ali (1.er imán) \| \| \| \| \| \| \| \| \| \| \| al-Husayn ibn Ali (2.º imán) \| al-Husayn ibn Ali (2.º imán) \| al-Husayn ibn Ali (2.º imán) \| al-Husayn ibn Ali (2.º imán) \| al-Husayn ibn Ali (2.º imán) \| al-Husayn ibn Ali (2.º imán) \| \| \| \| \| \| \| \| \| \| \| \| \| \| \| \| \| \| \| \| al-Hasan ibn Ali (1.er imán) \| al-Hasan ibn Ali (1.er imán) \| al-Hasan ibn Ali (1.er imán) \| al-Hasan ibn Ali (1.er imán) \| al-Hasan ibn Ali (1.er imán) \| al-Hasan ibn Ali (1.er imán) \| \| \| \| \| \| \| \| \| \| \| al-Husayn ibn Ali (2.º imán) \| al-Husayn ibn Ali (2.º imán) \| al-Husayn ibn Ali (2.º imán) \| al-Husayn ibn Ali (2.º imán) \| al-Husayn ibn Ali (2.º imán) \| al-Husayn ibn Ali (2.º imán) \| \| \| \| \| \| \| \| \| \| \| \| \| \| \| \| \| \| \| \| \| \| \| \| \| \| \| \| \| \| \| \| \| \| \| \| Ali ibn Husayn Zayn al-Abidin (3.er imán) \| \| \| \| \| \| \| \| \| \| \| \| \| \| \| \| \| \| \| \| \| \| \| \| \| \| \| \| \| \| \| \| \| \| \| \| \| \| \| \| \| \| \| \| \| \| \| \| \| \| \| \| \| \| \| \| \| \| \| \| \| \| \| \| \| \| \| \| \| \| \| \| \| \| \| \| \| \| \| \| \| \| \| \| \| \| \| \| \| \| \| \| \| \| \| \| \| \| \| \| \| \| \| \| \| \| \| Zayd ibn Ali \| Zayd ibn Ali \| Zayd ibn Ali \| Zayd ibn Ali \| Zayd ibn Ali \| Zayd ibn Ali \| \| \| \| \| \| \| \| \| \| \| Muhammad al-Baqir (4.º imán) \| Muhammad al-Baqir (4.º imán) \| Muhammad al-Baqir (4.º imán) \| Muhammad al-Baqir (4.º imán) \| Muhammad al-Baqir (4.º imán) \| Muhammad al-Baqir (4.º imán) \| \| \| \| \| \| \| \| \| \| \| \| \| \| \| \| \| \| \| \| Zayd ibn Ali \| Zayd ibn Ali \| Zayd ibn Ali \| Zayd ibn Ali \| Zayd ibn Ali \| Zayd ibn Ali \| \| \| \| \| \| \| \| \| \| \| Muhammad al-Baqir (4.º imán) \| Muhammad al-Baqir (4.º imán) \| Muhammad al-Baqir (4.º imán) \| Muhammad al-Baqir (4.º imán) \| Muhammad al-Baqir (4.º imán) \| Muhammad al-Baqir (4.º imán) \| \| \| \| \| \| \| \| \| \| \| \| \| \| \| \| \| \| \| \| Zaydi imán \| Zaydi imán \| Zaydi imán \| Zaydi imán \| Zaydi imán \| Zaydi imán \| \| \| \| \| \| \| \| \| \| \| Ya'far al-Sadiq (5.º imán) \| Ya'far al-Sadiq (5.º imán) \| Ya'far al-Sadiq (5.º imán) \| Ya'far al-Sadiq (5.º imán) \| Ya'far al-Sadiq (5.º imán) \| Ya'far al-Sadiq (5.º imán) \| \| \| \| \| \| \| \| \| \| \| \| \| \| \| \| \| \| \| \| Zaydi imán \| Zaydi imán \| Zaydi imán \| Zaydi imán \| Zaydi imán \| Zaydi imán \| \| \| \| \| \| \| \| \| \| \| Ya'far al-Sadiq (5.º imán) \| Ya'far al-Sadiq (5.º imán) \| Ya'far al-Sadiq (5.º imán) \| Ya'far al-Sadiq (5.º imán) \| Ya'far al-Sadiq (5.º imán) \| Ya'far al-Sadiq (5.º imán) \| \| \| \| \| \| \| \| \| \| \| \| \| \| \| \| \| \| \| \| \| \| \| \| \| \| \| \| \| \| \| \| \| \| \| \| \| \| \| \| \| \| \| \| \| \| \| \| \| \| \| \| \| \| \| \| \| \| \| \| \| Abdallah al-Aftah \| Abdallah al-Aftah \| Abdallah al-Aftah \| Abdallah al-Aftah \| Abdallah al-Aftah \| Abdallah al-Aftah \| \| \| Musa al-Kadhim \| Musa al-Kadhim \| Musa al-Kadhim \| Musa al-Kadhim \| Musa al-Kadhim \| Musa al-Kadhim \| \| \| Isma'il ibn Ja'far (6.º imán) \| Isma'il ibn Ja'far (6.º imán) \| Isma'il ibn Ja'far (6.º imán) \| Isma'il ibn Ja'far (6.º imán) \| Isma'il ibn Ja'far (6.º imán) \| Isma'il ibn Ja'far (6.º imán) \| \| \| \| \| \| \| \| \| \| \| \| \| \| \| \| \| \| \| \| Abdallah al-Aftah \| Abdallah al-Aftah \| Abdallah al-Aftah \| Abdallah al-Aftah \| Abdallah al-Aftah \| Abdallah al-Aftah \| \| \| Musa al-Kadhim \| Musa al-Kadhim \| Musa al-Kadhim \| Musa al-Kadhim \| Musa al-Kadhim \| Musa al-Kadhim \| \| \| Isma'il ibn Ja'far (6.º imán) \| Isma'il ibn Ja'far (6.º imán) \| Isma'il ibn Ja'far (6.º imán) \| Isma'il ibn Ja'far (6.º imán) \| Isma'il ibn Ja'far (6.º imán) \| Isma'il ibn Ja'far (6.º imán) \| \| \| \| \| \| \| \| \| \| \| \| \| \| \| \| \| \| \| \| Imanes Fatitas \| Imanes Fatitas \| Imanes Fatitas \| Imanes Fatitas \| Imanes Fatitas \| Imanes Fatitas \| \| \| Imanes Duodecimanos \| Imanes Duodecimanos \| Imanes Duodecimanos \| Imanes Duodecimanos \| Imanes Duodecimanos \| Imanes Duodecimanos \| \| \| Muhammad ibn Isma'il (7.º imán) \| Muhammad ibn Isma'il (7.º imán) \| Muhammad ibn Isma'il (7.º imán) \| Muhammad ibn Isma'il (7.º imán) \| Muhammad ibn Isma'il (7.º imán) \| Muhammad ibn Isma'il (7.º imán) \| \| \| \| \| \| \| \| \| \| \| \| \| \| \| \| \| \| \| \| Imanes Fatitas \| Imanes Fatitas \| Imanes Fatitas \| Imanes Fatitas \| Imanes Fatitas \| Imanes Fatitas \| \| \| Imanes Duodecimanos \| Imanes Duodecimanos \| Imanes Duodecimanos \| Imanes Duodecimanos \| Imanes Duodecimanos \| Imanes Duodecimanos \| \| \| Muhammad ibn Isma'il (7.º imán) \| Muhammad ibn Isma'il (7.º imán) \| Muhammad ibn Isma'il (7.º imán) \| Muhammad ibn Isma'il (7.º imán) \| Muhammad ibn Isma'il (7.º imán) \| Muhammad ibn Isma'il (7.º imán) \| \| \| \| \| \| \| \| \| \| \| \| \| \| \| \| \| \| \| \| \| \| \| \| \| \| \| \| \| \| \| \| \| \| \| \| Abdallah (8.º imán, en la clandestinidad) \| \| \| \| \| \| \| \| \| \| \| \| \| \| \| \| \| \| \| \| \| \| \| \| \| \| \| \| \| \| \| \| \| \| \| \| \| \| \| \| \| \| \| \| \| \| \| \| \| \| \| \| \| \| \| \| \| \| \| \| \| \| \| \| \| \| \| \| \| \| \| \| \| \| \| \| \| \| \| \| \| \| Ahmad (9.º imán, en la clandestinidad) \| \| \| \| \| \| \| \| \| \| \| \| \| \| \| \| \| \| \| \| \| \| \| \| \| \| \| \| \| \| \| \| \| \| \| \| \| \| \| \| \| \| \| \| \| \| \| \| \| \| \| \| \| \| \| \| \| \| \| \| \| \| \| \| \| \| \| \| \| \| \| \| \| \| \| \| \| \| \| \| \| \| \| \| \| \| \| \| \| \| \| \| \| \| \| \| \| \| \| \| \| \| \| \| \| \| \| Abu Ali Muhammad (Abu'l-Shalaghlagh) \| Abu Ali Muhammad (Abu'l-Shalaghlagh) \| Abu Ali Muhammad (Abu'l-Shalaghlagh) \| Abu Ali Muhammad (Abu'l-Shalaghlagh) \| Abu Ali Muhammad (Abu'l-Shalaghlagh) \| Abu Ali Muhammad (Abu'l-Shalaghlagh) \| \| \| \| \| \| \| \| \| \| \| al-Husayn (10.º imán, en la clandestinidad) \| al-Husayn (10.º imán, en la clandestinidad) \| al-Husayn (10.º imán, en la clandestinidad) \| al-Husayn (10.º imán, en la clandestinidad) \| al-Husayn (10.º imán, en la clandestinidad) \| al-Husayn (10.º imán, en la clandestinidad) \| \| \| \| \| \| \| \| \| \| \| \| \| \| \| \| \| \| \| \| Abu Ali Muhammad (Abu'l-Shalaghlagh) \| Abu Ali Muhammad (Abu'l-Shalaghlagh) \| Abu Ali Muhammad (Abu'l-Shalaghlagh) \| Abu Ali Muhammad (Abu'l-Shalaghlagh) \| Abu Ali Muhammad (Abu'l-Shalaghlagh) \| Abu Ali Muhammad (Abu'l-Shalaghlagh) \| \| \| \| \| \| \| \| \| \| \| al-Husayn (10.º imán, en la clandestinidad) \| al-Husayn (10.º imán, en la clandestinidad) \| al-Husayn (10.º imán, en la clandestinidad) \| al-Husayn (10.º imán, en la clandestinidad) \| al-Husayn (10.º imán, en la clandestinidad) \| al-Husayn (10.º imán, en la clandestinidad) \| \| \| \| \| \| \| \| \| \| \| \| \| \| \| \| \| \| \| \| {{{DAU}}} \| {{{DAU}}} \| {{{DAU}}} \| {{{DAU}}} \| {{{DAU}}} \| {{{DAU}}} \| \| \| \| \| \| \| \| \| \| \| Abdallah al-Mahdi bi'llah (11.º imán, 1.er califa fatimí) \| Abdallah al-Mahdi bi'llah (11.º imán, 1.er califa fatimí) \| Abdallah al-Mahdi bi'llah (11.º imán, 1.er califa fatimí) \| Abdallah al-Mahdi bi'llah (11.º imán, 1.er califa fatimí) \| Abdallah al-Mahdi bi'llah (11.º imán, 1.er califa fatimí) \| Abdallah al-Mahdi bi'llah (11.º imán, 1.er califa fatimí) \| \| \| \| \| \| \| \| \| \| \| \| \| \| \| \| \| \| \| \| {{{DAU}}} \| {{{DAU}}} \| {{{DAU}}} \| {{{DAU}}} \| {{{DAU}}} \| {{{DAU}}} \| \| \| \| \| \| \| \| \| \| \| Abdallah al-Mahdi bi'llah (11.º imán, 1.er califa fatimí) \| Abdallah al-Mahdi bi'llah (11.º imán, 1.er califa fatimí) \| Abdallah al-Mahdi bi'llah (11.º imán, 1.er califa fatimí) \| Abdallah al-Mahdi bi'llah (11.º imán, 1.er califa fatimí) \| Abdallah al-Mahdi bi'llah (11.º imán, 1.er califa fatimí) \| Abdallah al-Mahdi bi'llah (11.º imán, 1.er califa fatimí) \| \| \| \| \| \| \| \| \| \| \| \| \| \| \| \| \| \| \| \| \| \| \| \| \| \| \| \| \| \| \| \| \| \| \| \| \| \| \| \| \| \| \| \| \| \| \| \| \| \| \| \| \| \| \| \| \| \| \| \| \| \| \| \| \| \| \| \| \| Muhammad al-Qa'im bi-Amr Allah (12.º imán, 2.º califa fatimí) \| \| \| \| \| \| \| \| \| \| \| \| \| \| \| \| \| \| \| \| \| \| \| \| \| \| \| \| \| \| \| \| |                                      |                                      |                                      |                                      |                                      |                          |                          |                                                               |                          |                     |                     |                     |                     |  |  |                                                           |                                                           |                                                           |                                                           |                                                           |                                                           |  |  |  |  |  |  |  |  |  |  |  |  |  |  |  |  |  |  |
| |                                      |                                      |                                      |                                      |                                      |                          |                          |                                                               |                          |                     |                     |                     |                     |  |  | Profeta Mahoma                                            |                                                           |                                                           |                                                           |                                                           |                                                           |  |  |  |  |  |  |  |  |  |  |  |  |  |  |  |  |  |  |
| |                                      |                                      |                                      |                                      |                                      |                          |                          |                                                               |                          |                     |                     |                     |                     |  |  |                                                           |                                                           |                                                           |                                                           |                                                           |                                                           |  |  |  |  |  |  |  |  |  |  |  |  |  |  |  |  |  |  |
| |                                      |                                      |                                      | Ali ibn Abi Talib (asas)             | Ali ibn Abi Talib (asas)             | Ali ibn Abi Talib (asas) | Ali ibn Abi Talib (asas) | Ali ibn Abi Talib (asas)                                      | Ali ibn Abi Talib (asas) |                     |                     |                     |                     |  |  | Fatima                                                    | Fatima                                                    | Fatima                                                    | Fatima                                                    | Fatima                                                    | Fatima                                                    |  |  |  |  |  |  |  |  |  |  |  |  |  |  |  |  |  |  |
| |                                      |                                      |                                      | Ali ibn Abi Talib (asas)             | Ali ibn Abi Talib (asas)             | Ali ibn Abi Talib (asas) | Ali ibn Abi Talib (asas) | Ali ibn Abi Talib (asas)                                      | Ali ibn Abi Talib (asas) |                     |                     |                     |                     |  |  | Fatima                                                    | Fatima                                                    | Fatima                                                    | Fatima                                                    | Fatima                                                    | Fatima                                                    |  |  |  |  |  |  |  |  |  |  |  |  |  |  |  |  |  |  |
| |                                      |                                      |                                      |                                      |                                      |                          |                          |                                                               |                          |                     |                     |                     |                     |  |  |                                                           |                                                           |                                                           |                                                           |                                                           |                                                           |  |  |  |  |  |  |  |  |  |  |  |  |  |  |  |  |  |  |
| |                                      |                                      |                                      |                                      |                                      |                          |                          |                                                               |                          |                     |                     |                     |                     |  |  |                                                           |                                                           |                                                           |                                                           |                                                           |                                                           |  |  |  |  |  |  |  |  |  |  |  |  |  |  |  |  |  |  |
| al-Hasan ibn Ali (1.er imán) | al-Hasan ibn Ali (1.er imán)         | al-Hasan ibn Ali (1.er imán)         | al-Hasan ibn Ali (1.er imán)         | al-Hasan ibn Ali (1.er imán)         | al-Hasan ibn Ali (1.er imán)         |                          |                          |                                                               |                          |                     |                     |                     |                     |  |  | al-Husayn ibn Ali (2.º imán)                              | al-Husayn ibn Ali (2.º imán)                              | al-Husayn ibn Ali (2.º imán)                              | al-Husayn ibn Ali (2.º imán)                              | al-Husayn ibn Ali (2.º imán)                              | al-Husayn ibn Ali (2.º imán)                              |  |  |  |  |  |  |  |  |  |  |  |  |  |  |  |  |  |  |
| al-Hasan ibn Ali (1.er imán) | al-Hasan ibn Ali (1.er imán)         | al-Hasan ibn Ali (1.er imán)         | al-Hasan ibn Ali (1.er imán)         | al-Hasan ibn Ali (1.er imán)         | al-Hasan ibn Ali (1.er imán)         |                          |                          |                                                               |                          |                     |                     |                     |                     |  |  | al-Husayn ibn Ali (2.º imán)                              | al-Husayn ibn Ali (2.º imán)                              | al-Husayn ibn Ali (2.º imán)                              | al-Husayn ibn Ali (2.º imán)                              | al-Husayn ibn Ali (2.º imán)                              | al-Husayn ibn Ali (2.º imán)                              |  |  |  |  |  |  |  |  |  |  |  |  |  |  |  |  |  |  |
| |                                      |                                      |                                      |                                      |                                      |                          |                          |                                                               |                          |                     |                     |                     |                     |  |  | Ali ibn Husayn Zayn al-Abidin (3.er imán)                 |                                                           |                                                           |                                                           |                                                           |                                                           |  |  |  |  |  |  |  |  |  |  |  |  |  |  |  |  |  |  |
| |                                      |                                      |                                      |                                      |                                      |                          |                          |                                                               |                          |                     |                     |                     |                     |  |  |                                                           |                                                           |                                                           |                                                           |                                                           |                                                           |  |  |  |  |  |  |  |  |  |  |  |  |  |  |  |  |  |  |
| |                                      |                                      |                                      |                                      |                                      |                          |                          |                                                               |                          |                     |                     |                     |                     |  |  |                                                           |                                                           |                                                           |                                                           |                                                           |                                                           |  |  |  |  |  |  |  |  |  |  |  |  |  |  |  |  |  |  |
| Zayd ibn Ali | Zayd ibn Ali                         | Zayd ibn Ali                         | Zayd ibn Ali                         | Zayd ibn Ali                         | Zayd ibn Ali                         |                          |                          |                                                               |                          |                     |                     |                     |                     |  |  | Muhammad al-Baqir (4.º imán)                              | Muhammad al-Baqir (4.º imán)                              | Muhammad al-Baqir (4.º imán)                              | Muhammad al-Baqir (4.º imán)                              | Muhammad al-Baqir (4.º imán)                              | Muhammad al-Baqir (4.º imán)                              |  |  |  |  |  |  |  |  |  |  |  |  |  |  |  |  |  |  |
| Zayd ibn Ali | Zayd ibn Ali                         | Zayd ibn Ali                         | Zayd ibn Ali                         | Zayd ibn Ali                         | Zayd ibn Ali                         |                          |                          |                                                               |                          |                     |                     |                     |                     |  |  | Muhammad al-Baqir (4.º imán)                              | Muhammad al-Baqir (4.º imán)                              | Muhammad al-Baqir (4.º imán)                              | Muhammad al-Baqir (4.º imán)                              | Muhammad al-Baqir (4.º imán)                              | Muhammad al-Baqir (4.º imán)                              |  |  |  |  |  |  |  |  |  |  |  |  |  |  |  |  |  |  |
| Zaydi imán | Zaydi imán                           | Zaydi imán                           | Zaydi imán                           | Zaydi imán                           | Zaydi imán                           |                          |                          |                                                               |                          |                     |                     |                     |                     |  |  | Ya'far al-Sadiq (5.º imán)                                | Ya'far al-Sadiq (5.º imán)                                | Ya'far al-Sadiq (5.º imán)                                | Ya'far al-Sadiq (5.º imán)                                | Ya'far al-Sadiq (5.º imán)                                | Ya'far al-Sadiq (5.º imán)                                |  |  |  |  |  |  |  |  |  |  |  |  |  |  |  |  |  |  |
| Zaydi imán | Zaydi imán                           | Zaydi imán                           | Zaydi imán                           | Zaydi imán                           | Zaydi imán                           |                          |                          |                                                               |                          |                     |                     |                     |                     |  |  | Ya'far al-Sadiq (5.º imán)                                | Ya'far al-Sadiq (5.º imán)                                | Ya'far al-Sadiq (5.º imán)                                | Ya'far al-Sadiq (5.º imán)                                | Ya'far al-Sadiq (5.º imán)                                | Ya'far al-Sadiq (5.º imán)                                |  |  |  |  |  |  |  |  |  |  |  |  |  |  |  |  |  |  |
| |                                      |                                      |                                      |                                      |                                      |                          |                          |                                                               |                          |                     |                     |                     |                     |  |  |                                                           |                                                           |                                                           |                                                           |                                                           |                                                           |  |  |  |  |  |  |  |  |  |  |  |  |  |  |  |  |  |  |
| Abdallah al-Aftah | Abdallah al-Aftah                    | Abdallah al-Aftah                    | Abdallah al-Aftah                    | Abdallah al-Aftah                    | Abdallah al-Aftah                    |                          |                          | Musa al-Kadhim                                                | Musa al-Kadhim           | Musa al-Kadhim      | Musa al-Kadhim      | Musa al-Kadhim      | Musa al-Kadhim      |  |  | Isma'il ibn Ja'far (6.º imán)                             | Isma'il ibn Ja'far (6.º imán)                             | Isma'il ibn Ja'far (6.º imán)                             | Isma'il ibn Ja'far (6.º imán)                             | Isma'il ibn Ja'far (6.º imán)                             | Isma'il ibn Ja'far (6.º imán)                             |  |  |  |  |  |  |  |  |  |  |  |  |  |  |  |  |  |  |
| Abdallah al-Aftah | Abdallah al-Aftah                    | Abdallah al-Aftah                    | Abdallah al-Aftah                    | Abdallah al-Aftah                    | Abdallah al-Aftah                    |                          |                          | Musa al-Kadhim                                                | Musa al-Kadhim           | Musa al-Kadhim      | Musa al-Kadhim      | Musa al-Kadhim      | Musa al-Kadhim      |  |  | Isma'il ibn Ja'far (6.º imán)                             | Isma'il ibn Ja'far (6.º imán)                             | Isma'il ibn Ja'far (6.º imán)                             | Isma'il ibn Ja'far (6.º imán)                             | Isma'il ibn Ja'far (6.º imán)                             | Isma'il ibn Ja'far (6.º imán)                             |  |  |  |  |  |  |  |  |  |  |  |  |  |  |  |  |  |  |
| Imanes Fatitas | Imanes Fatitas                       | Imanes Fatitas                       | Imanes Fatitas                       | Imanes Fatitas                       | Imanes Fatitas                       |                          |                          | Imanes Duodecimanos                                           | Imanes Duodecimanos      | Imanes Duodecimanos | Imanes Duodecimanos | Imanes Duodecimanos | Imanes Duodecimanos |  |  | Muhammad ibn Isma'il (7.º imán)                           | Muhammad ibn Isma'il (7.º imán)                           | Muhammad ibn Isma'il (7.º imán)                           | Muhammad ibn Isma'il (7.º imán)                           | Muhammad ibn Isma'il (7.º imán)                           | Muhammad ibn Isma'il (7.º imán)                           |  |  |  |  |  |  |  |  |  |  |  |  |  |  |  |  |  |  |
| Imanes Fatitas | Imanes Fatitas                       | Imanes Fatitas                       | Imanes Fatitas                       | Imanes Fatitas                       | Imanes Fatitas                       |                          |                          | Imanes Duodecimanos                                           | Imanes Duodecimanos      | Imanes Duodecimanos | Imanes Duodecimanos | Imanes Duodecimanos | Imanes Duodecimanos |  |  | Muhammad ibn Isma'il (7.º imán)                           | Muhammad ibn Isma'il (7.º imán)                           | Muhammad ibn Isma'il (7.º imán)                           | Muhammad ibn Isma'il (7.º imán)                           | Muhammad ibn Isma'il (7.º imán)                           | Muhammad ibn Isma'il (7.º imán)                           |  |  |  |  |  |  |  |  |  |  |  |  |  |  |  |  |  |  |
| |                                      |                                      |                                      |                                      |                                      |                          |                          |                                                               |                          |                     |                     |                     |                     |  |  | Abdallah (8.º imán, en la clandestinidad)                 |                                                           |                                                           |                                                           |                                                           |                                                           |  |  |  |  |  |  |  |  |  |  |  |  |  |  |  |  |  |  |
| |                                      |                                      |                                      |                                      |                                      |                          |                          |                                                               |                          |                     |                     |                     |                     |  |  |                                                           |                                                           |                                                           |                                                           |                                                           |                                                           |  |  |  |  |  |  |  |  |  |  |  |  |  |  |  |  |  |  |
| |                                      |                                      |                                      |                                      |                                      |                          |                          |                                                               |                          |                     |                     |                     |                     |  |  | Ahmad (9.º imán, en la clandestinidad)                    |                                                           |                                                           |                                                           |                                                           |                                                           |  |  |  |  |  |  |  |  |  |  |  |  |  |  |  |  |  |  |
| |                                      |                                      |                                      |                                      |                                      |                          |                          |                                                               |                          |                     |                     |                     |                     |  |  |                                                           |                                                           |                                                           |                                                           |                                                           |                                                           |  |  |  |  |  |  |  |  |  |  |  |  |  |  |  |  |  |  |
| |                                      |                                      |                                      |                                      |                                      |                          |                          |                                                               |                          |                     |                     |                     |                     |  |  |                                                           |                                                           |                                                           |                                                           |                                                           |                                                           |  |  |  |  |  |  |  |  |  |  |  |  |  |  |  |  |  |  |
| Abu Ali Muhammad (Abu'l-Shalaghlagh) | Abu Ali Muhammad (Abu'l-Shalaghlagh) | Abu Ali Muhammad (Abu'l-Shalaghlagh) | Abu Ali Muhammad (Abu'l-Shalaghlagh) | Abu Ali Muhammad (Abu'l-Shalaghlagh) | Abu Ali Muhammad (Abu'l-Shalaghlagh) |                          |                          |                                                               |                          |                     |                     |                     |                     |  |  | al-Husayn (10.º imán, en la clandestinidad)               | al-Husayn (10.º imán, en la clandestinidad)               | al-Husayn (10.º imán, en la clandestinidad)               | al-Husayn (10.º imán, en la clandestinidad)               | al-Husayn (10.º imán, en la clandestinidad)               | al-Husayn (10.º imán, en la clandestinidad)               |  |  |  |  |  |  |  |  |  |  |  |  |  |  |  |  |  |  |
| Abu Ali Muhammad (Abu'l-Shalaghlagh) | Abu Ali Muhammad (Abu'l-Shalaghlagh) | Abu Ali Muhammad (Abu'l-Shalaghlagh) | Abu Ali Muhammad (Abu'l-Shalaghlagh) | Abu Ali Muhammad (Abu'l-Shalaghlagh) | Abu Ali Muhammad (Abu'l-Shalaghlagh) |                          |                          |                                                               |                          |                     |                     |                     |                     |  |  | al-Husayn (10.º imán, en la clandestinidad)               | al-Husayn (10.º imán, en la clandestinidad)               | al-Husayn (10.º imán, en la clandestinidad)               | al-Husayn (10.º imán, en la clandestinidad)               | al-Husayn (10.º imán, en la clandestinidad)               | al-Husayn (10.º imán, en la clandestinidad)               |  |  |  |  |  |  |  |  |  |  |  |  |  |  |  |  |  |  |
| {{{DAU}}} | {{{DAU}}}                            | {{{DAU}}}                            | {{{DAU}}}                            | {{{DAU}}}                            | {{{DAU}}}                            |                          |                          |                                                               |                          |                     |                     |                     |                     |  |  | Abdallah al-Mahdi bi'llah (11.º imán, 1.er califa fatimí) | Abdallah al-Mahdi bi'llah (11.º imán, 1.er califa fatimí) | Abdallah al-Mahdi bi'llah (11.º imán, 1.er califa fatimí) | Abdallah al-Mahdi bi'llah (11.º imán, 1.er califa fatimí) | Abdallah al-Mahdi bi'llah (11.º imán, 1.er califa fatimí) | Abdallah al-Mahdi bi'llah (11.º imán, 1.er califa fatimí) |  |  |  |  |  |  |  |  |  |  |  |  |  |  |  |  |  |  |
| {{{DAU}}} | {{{DAU}}}                            | {{{DAU}}}                            | {{{DAU}}}                            | {{{DAU}}}                            | {{{DAU}}}                            |                          |                          |                                                               |                          |                     |                     |                     |                     |  |  | Abdallah al-Mahdi bi'llah (11.º imán, 1.er califa fatimí) | Abdallah al-Mahdi bi'llah (11.º imán, 1.er califa fatimí) | Abdallah al-Mahdi bi'llah (11.º imán, 1.er califa fatimí) | Abdallah al-Mahdi bi'llah (11.º imán, 1.er califa fatimí) | Abdallah al-Mahdi bi'llah (11.º imán, 1.er califa fatimí) | Abdallah al-Mahdi bi'llah (11.º imán, 1.er califa fatimí) |  |  |  |  |  |  |  |  |  |  |  |  |  |  |  |  |  |  |
| |                                      |                                      |                                      |                                      |                                      |                          |                          |                                                               |                          |                     |                     |                     |                     |  |  |                                                           |                                                           |                                                           |                                                           |                                                           |                                                           |  |  |  |  |  |  |  |  |  |  |  |  |  |  |  |  |  |  |
| |                                      |                                      |                                      |                                      |                                      |                          |                          | Muhammad al-Qa'im bi-Amr Allah (12.º imán, 2.º califa fatimí) |                          |                     |                     |                     |                     |  |  |                                                           |                                                           |                                                           |                                                           |                                                           |                                                           |  |  |  |  |  |  |  |  |  |  |  |  |  |  |  |  |  |  |

### Genealogía según la carta de al-Mahdi a la comunidad yemení
En una carta enviada a la comunidad ismailí de Yemen por al-Mahdi Billah, reproducida por Ya'far ibn Mansur al-Yaman, se ofrece la siguiente genealogía:(color verde designa a los imanes reconocidos por los ismailíes)

|                                      |                                      | Ali ibn Abi Tálib                    | Ali ibn Abi Tálib                    | Ali ibn Abi Tálib                    | Ali ibn Abi Tálib                    | Ali ibn Abi Tálib | Ali ibn Abi Tálib |                                |                     |                     |                     |                     |                     | Fátimah bint Muhámmad | Fátimah bint Muhámmad | Fátimah bint Muhámmad                    | Fátimah bint Muhámmad                    | Fátimah bint Muhámmad                    | Fátimah bint Muhámmad                    |                                          |                                          |  |  |  |  |  |  |  |  |  |  |  |  |  |  |  |  |  |  |
|                                      |                                      | Ali ibn Abi Tálib                    | Ali ibn Abi Tálib                    | Ali ibn Abi Tálib                    | Ali ibn Abi Tálib                    | Ali ibn Abi Tálib | Ali ibn Abi Tálib |                                |                     |                     |                     |                     |                     | Fátimah bint Muhámmad | Fátimah bint Muhámmad | Fátimah bint Muhámmad                    | Fátimah bint Muhámmad                    | Fátimah bint Muhámmad                    | Fátimah bint Muhámmad                    |                                          |                                          |  |  |  |  |  |  |  |  |  |  |  |  |  |  |  |  |  |  |
|                                      |                                      |                                      |                                      |                                      |                                      |                   |                   |                                |                     |                     |                     |                     |                     |                       |                       |                                          |                                          |                                          |                                          |                                          |                                          |  |  |  |  |  |  |  |  |  |  |  |  |  |  |  |  |  |  |
|                                      |                                      |                                      |                                      |                                      |                                      |                   |                   |                                |                     |                     |                     |                     |                     |                       |                       |                                          |                                          |                                          |                                          |                                          |                                          |  |  |  |  |  |  |  |  |  |  |  |  |  |  |  |  |  |  |
| al-Hasan ibn Ali                     | al-Hasan ibn Ali                     | al-Hasan ibn Ali                     | al-Hasan ibn Ali                     | al-Hasan ibn Ali                     | al-Hasan ibn Ali                     |                   |                   |                                |                     |                     |                     |                     |                     |                       |                       | al-Husáyn ibn Ali                        | al-Husáyn ibn Ali                        | al-Husáyn ibn Ali                        | al-Husáyn ibn Ali                        | al-Husáyn ibn Ali                        | al-Husáyn ibn Ali                        |  |  |  |  |  |  |  |  |  |  |  |  |  |  |  |  |  |  |
| al-Hasan ibn Ali                     | al-Hasan ibn Ali                     | al-Hasan ibn Ali                     | al-Hasan ibn Ali                     | al-Hasan ibn Ali                     | al-Hasan ibn Ali                     |                   |                   |                                |                     |                     |                     |                     |                     |                       |                       | al-Husáyn ibn Ali                        | al-Husáyn ibn Ali                        | al-Husáyn ibn Ali                        | al-Husáyn ibn Ali                        | al-Husáyn ibn Ali                        | al-Husáyn ibn Ali                        |  |  |  |  |  |  |  |  |  |  |  |  |  |  |  |  |  |  |
|                                      |                                      |                                      |                                      |                                      |                                      |                   |                   |                                |                     |                     |                     |                     |                     |                       |                       | Ali ibn Husáyn Zayn al-Abidín            |                                          |                                          |                                          |                                          |                                          |  |  |  |  |  |  |  |  |  |  |  |  |  |  |  |  |  |  |
|                                      |                                      |                                      |                                      |                                      |                                      |                   |                   |                                |                     |                     |                     |                     |                     |                       |                       |                                          |                                          |                                          |                                          |                                          |                                          |  |  |  |  |  |  |  |  |  |  |  |  |  |  |  |  |  |  |
|                                      |                                      |                                      |                                      |                                      |                                      |                   |                   |                                |                     |                     |                     |                     |                     |                       |                       |                                          |                                          |                                          |                                          |                                          |                                          |  |  |  |  |  |  |  |  |  |  |  |  |  |  |  |  |  |  |
| Zayd ibn Ali                         | Zayd ibn Ali                         | Zayd ibn Ali                         | Zayd ibn Ali                         | Zayd ibn Ali                         | Zayd ibn Ali                         |                   |                   |                                |                     |                     |                     |                     |                     |                       |                       | Muhámmad al-Báqir                        | Muhámmad al-Báqir                        | Muhámmad al-Báqir                        | Muhámmad al-Báqir                        | Muhámmad al-Báqir                        | Muhámmad al-Báqir                        |  |  |  |  |  |  |  |  |  |  |  |  |  |  |  |  |  |  |
| Zayd ibn Ali                         | Zayd ibn Ali                         | Zayd ibn Ali                         | Zayd ibn Ali                         | Zayd ibn Ali                         | Zayd ibn Ali                         |                   |                   |                                |                     |                     |                     |                     |                     |                       |                       | Muhámmad al-Báqir                        | Muhámmad al-Báqir                        | Muhámmad al-Báqir                        | Muhámmad al-Báqir                        | Muhámmad al-Báqir                        | Muhámmad al-Báqir                        |  |  |  |  |  |  |  |  |  |  |  |  |  |  |  |  |  |  |
|                                      |                                      |                                      |                                      |                                      |                                      |                   |                   |                                |                     |                     |                     |                     |                     |                       |                       | Yá'far al-Sádiq                          |                                          |                                          |                                          |                                          |                                          |  |  |  |  |  |  |  |  |  |  |  |  |  |  |  |  |  |  |
|                                      |                                      |                                      |                                      |                                      |                                      |                   |                   |                                |                     |                     |                     |                     |                     |                       |                       |                                          |                                          |                                          |                                          |                                          |                                          |  |  |  |  |  |  |  |  |  |  |  |  |  |  |  |  |  |  |
|                                      |                                      |                                      |                                      |                                      |                                      |                   |                   |                                |                     |                     |                     |                     |                     |                       |                       |                                          |                                          |                                          |                                          |                                          |                                          |  |  |  |  |  |  |  |  |  |  |  |  |  |  |  |  |  |  |
| Isma'il ibn Ya'far                   | Isma'il ibn Ya'far                   | Isma'il ibn Ya'far                   | Isma'il ibn Ya'far                   | Isma'il ibn Ya'far                   | Isma'il ibn Ya'far                   |                   |                   | Musa al-Kádhim                 | Musa al-Kádhim      | Musa al-Kádhim      | Musa al-Kádhim      | Musa al-Kádhim      | Musa al-Kádhim      |                       |                       | Abdallah al-Aftah                        | Abdallah al-Aftah                        | Abdallah al-Aftah                        | Abdallah al-Aftah                        | Abdallah al-Aftah                        | Abdallah al-Aftah                        |  |  |  |  |  |  |  |  |  |  |  |  |  |  |  |  |  |  |
| Isma'il ibn Ya'far                   | Isma'il ibn Ya'far                   | Isma'il ibn Ya'far                   | Isma'il ibn Ya'far                   | Isma'il ibn Ya'far                   | Isma'il ibn Ya'far                   |                   |                   | Musa al-Kádhim                 | Musa al-Kádhim      | Musa al-Kádhim      | Musa al-Kádhim      | Musa al-Kádhim      | Musa al-Kádhim      |                       |                       | Abdallah al-Aftah                        | Abdallah al-Aftah                        | Abdallah al-Aftah                        | Abdallah al-Aftah                        | Abdallah al-Aftah                        | Abdallah al-Aftah                        |  |  |  |  |  |  |  |  |  |  |  |  |  |  |  |  |  |  |
| Muhammad ibn Isma'il                 | Muhammad ibn Isma'il                 | Muhammad ibn Isma'il                 | Muhammad ibn Isma'il                 | Muhammad ibn Isma'il                 | Muhammad ibn Isma'il                 |                   |                   | Imanes Duodecimanos            | Imanes Duodecimanos | Imanes Duodecimanos | Imanes Duodecimanos | Imanes Duodecimanos | Imanes Duodecimanos |                       |                       | Abdallah al-Akbar (en la clandestinidad) | Abdallah al-Akbar (en la clandestinidad) | Abdallah al-Akbar (en la clandestinidad) | Abdallah al-Akbar (en la clandestinidad) | Abdallah al-Akbar (en la clandestinidad) | Abdallah al-Akbar (en la clandestinidad) |  |  |  |  |  |  |  |  |  |  |  |  |  |  |  |  |  |  |
| Muhammad ibn Isma'il                 | Muhammad ibn Isma'il                 | Muhammad ibn Isma'il                 | Muhammad ibn Isma'il                 | Muhammad ibn Isma'il                 | Muhammad ibn Isma'il                 |                   |                   | Imanes Duodecimanos            | Imanes Duodecimanos | Imanes Duodecimanos | Imanes Duodecimanos | Imanes Duodecimanos | Imanes Duodecimanos |                       |                       | Abdallah al-Akbar (en la clandestinidad) | Abdallah al-Akbar (en la clandestinidad) | Abdallah al-Akbar (en la clandestinidad) | Abdallah al-Akbar (en la clandestinidad) | Abdallah al-Akbar (en la clandestinidad) | Abdallah al-Akbar (en la clandestinidad) |  |  |  |  |  |  |  |  |  |  |  |  |  |  |  |  |  |  |
|                                      |                                      |                                      |                                      |                                      |                                      |                   |                   |                                |                     |                     |                     |                     |                     |                       |                       | Áhmad (en la clandestinidad)             |                                          |                                          |                                          |                                          |                                          |  |  |  |  |  |  |  |  |  |  |  |  |  |  |  |  |  |  |
|                                      |                                      |                                      |                                      |                                      |                                      |                   |                   |                                |                     |                     |                     |                     |                     |                       |                       |                                          |                                          |                                          |                                          |                                          |                                          |  |  |  |  |  |  |  |  |  |  |  |  |  |  |  |  |  |  |
|                                      |                                      |                                      |                                      |                                      |                                      |                   |                   |                                |                     |                     |                     |                     |                     |                       |                       |                                          |                                          |                                          |                                          |                                          |                                          |  |  |  |  |  |  |  |  |  |  |  |  |  |  |  |  |  |  |
| Abu Ali Muhammad (Abu'l-Shalaghlagh) | Abu Ali Muhammad (Abu'l-Shalaghlagh) | Abu Ali Muhammad (Abu'l-Shalaghlagh) | Abu Ali Muhammad (Abu'l-Shalaghlagh) | Abu Ali Muhammad (Abu'l-Shalaghlagh) | Abu Ali Muhammad (Abu'l-Shalaghlagh) |                   |                   |                                |                     |                     |                     |                     |                     |                       |                       | al-Husáyn (en la clandestinidad)         | al-Husáyn (en la clandestinidad)         | al-Husáyn (en la clandestinidad)         | al-Husáyn (en la clandestinidad)         | al-Husáyn (en la clandestinidad)         | al-Husáyn (en la clandestinidad)         |  |  |  |  |  |  |  |  |  |  |  |  |  |  |  |  |  |  |
| Abu Ali Muhammad (Abu'l-Shalaghlagh) | Abu Ali Muhammad (Abu'l-Shalaghlagh) | Abu Ali Muhammad (Abu'l-Shalaghlagh) | Abu Ali Muhammad (Abu'l-Shalaghlagh) | Abu Ali Muhammad (Abu'l-Shalaghlagh) | Abu Ali Muhammad (Abu'l-Shalaghlagh) |                   |                   |                                |                     |                     |                     |                     |                     |                       |                       | al-Husáyn (en la clandestinidad)         | al-Husáyn (en la clandestinidad)         | al-Husáyn (en la clandestinidad)         | al-Husáyn (en la clandestinidad)         | al-Husáyn (en la clandestinidad)         | al-Husáyn (en la clandestinidad)         |  |  |  |  |  |  |  |  |  |  |  |  |  |  |  |  |  |  |
| Hija                                 | Hija                                 | Hija                                 | Hija                                 | Hija                                 | Hija                                 |                   |                   |                                |                     |                     |                     |                     |                     |                       |                       | Abdallah al-Mahdi bi-Illah               | Abdallah al-Mahdi bi-Illah               | Abdallah al-Mahdi bi-Illah               | Abdallah al-Mahdi bi-Illah               | Abdallah al-Mahdi bi-Illah               | Abdallah al-Mahdi bi-Illah               |  |  |  |  |  |  |  |  |  |  |  |  |  |  |  |  |  |  |
| Hija                                 | Hija                                 | Hija                                 | Hija                                 | Hija                                 | Hija                                 |                   |                   |                                |                     |                     |                     |                     |                     |                       |                       | Abdallah al-Mahdi bi-Illah               | Abdallah al-Mahdi bi-Illah               | Abdallah al-Mahdi bi-Illah               | Abdallah al-Mahdi bi-Illah               | Abdallah al-Mahdi bi-Illah               | Abdallah al-Mahdi bi-Illah               |  |  |  |  |  |  |  |  |  |  |  |  |  |  |  |  |  |  |
|                                      |                                      |                                      |                                      |                                      |                                      |                   |                   |                                |                     |                     |                     |                     |                     |                       |                       |                                          |                                          |                                          |                                          |                                          |                                          |  |  |  |  |  |  |  |  |  |  |  |  |  |  |  |  |  |  |
|                                      |                                      |                                      |                                      |                                      |                                      |                   |                   | Muhámmad al-Qa'im bi-Amr Allah |                     |                     |                     |                     |                     |                       |                       |                                          |                                          |                                          |                                          |                                          |                                          |  |  |  |  |  |  |  |  |  |  |  |  |  |  |  |  |  |  |

### Genealogía según Bernard Lewis, Hamdani, de Blois y la carta de ʿAbd Allāh al-Mahdi Billah
Según Bernard Lewis hubo dos líneas de imanes, la de Mustawda' - Qaddāḥí  y la de Mustaqarr - Alí; Hamdani y de Blois construyeron dos líneas paralelas de descendientes de Ŷā‘far al-Sādiq. Maymūn al-Qaddāḥ fue el principal da'i y el guardián de Muḥammad ibn Ismā'il y ʿAbd Allāh ibn Maymūn al-Qaddāḥ que sucedió a su padre como principal da'i en fideicomiso y lo legó a sus propios descendientes y a ʿAbdullah al-Mahdi bi-l-Lāh. Estos fueron Mustawda' o Imāms Qaddāḥíes fiduciarios. Hubo una segunda línea de Imāms ocultos o Mustaqarr Alid que comenzó con Muḥammad ibn Ismā'il y terminó con el segundo califa fatimí Al-Qa'im bi-Amrillah.
| Yāʿfar al-Sādiq ( Imamāh Shi‘ā ) Fatima bint al-Hussain'l-Athram bin al- Hasan-al-mujtaba 'ʿAbd Allāh al-Aftāh' ( Aftāhīyyah ) Ismāʿīl ibn Ŷa‘far al-Mubārak ( Ismā‘il’īyyah ) Muhammad ibn Abdullah al-Aftah ( Maymūn al-Qaddāḥ ) Muḥammad ibn Ismā‘īl Imanes Mustawda‘-Qaddāḥid 'Mustaqarr-Alid Imāms' Al-Wāfī Aḥmad ʿAbadullāh At-Tāqī Muḥammad Aḥmad ibn ʿAbadullāh Ar-Rāḍī ʿAbdullāh al-Ḥusayn ibn Aḥmad ʿAbdullah Mahdi ʿAlī ibn al-Ḥusayn Fatimíes ( Ismailismo ) 'Al-Qā'im' 'Al-Mansur' 'Al-Mu'izz' 'Al-Aziz' 'Al-Hakim' 'Az-Zahir' 'Al-Mustansir' Nizār al-Muṣṭafá ( Nizārīyyah ) Muhammad Al-Mustā‘lī ( Mustā‘līyyah ) 'Al-Āmīr' Alamut Castle ( Hassasins ) 'Al-Hāfeez' ( Ḥāfīzīyyah ) Aṭ-Ṭāyyīb ( Ṭāyyībīyyah ) 'Al-Zāfīr' Yūssuf 'Nizārī Imāmah' 'Al-Fā'īz' Taiyabi Dā'ĩs Al-'Āḍīd 'Nizārī Ismāilism' Dawoodi Dā'ĩs |  |  |  |  |  |  |  |  |  |  |  |  |  |  |  |  |  |  |  |  |  |  |  |  |  |  |  |  |  |                               |                               |                               |                               |                                                   |                                                   |                                                   |                                                   |                                                   |                                                   |                          |                          |                                                         |                                                         |                                                         |                                                         |                                                         |                                                         |                            |                            |                            |                            |  |  |  |  |  |  |  |  |  |  |  |  |  |  |  |  |  |  |  |  |  |  |  |  |  |  |
| |  |  |  |  |  |  |  |  |  |  |  |  |  |  |  |  |  |  |  |  |  |  |  |  |  |  |  |  |  |                               |                               |                               |                               | Yāʿfar al-Sādiq (Imamāh Shi‘ā)                    | Yāʿfar al-Sādiq (Imamāh Shi‘ā)                    | Yāʿfar al-Sādiq (Imamāh Shi‘ā)                    | Yāʿfar al-Sādiq (Imamāh Shi‘ā)                    | Yāʿfar al-Sādiq (Imamāh Shi‘ā)                    | Yāʿfar al-Sādiq (Imamāh Shi‘ā)                    |                          |                          | Fatima bint al-Hussain'l-Athram bin al-Hasan-al-mujtaba | Fatima bint al-Hussain'l-Athram bin al-Hasan-al-mujtaba | Fatima bint al-Hussain'l-Athram bin al-Hasan-al-mujtaba | Fatima bint al-Hussain'l-Athram bin al-Hasan-al-mujtaba | Fatima bint al-Hussain'l-Athram bin al-Hasan-al-mujtaba | Fatima bint al-Hussain'l-Athram bin al-Hasan-al-mujtaba |                            |                            |                            |                            |  |  |  |  |  |  |  |  |  |  |  |  |  |  |  |  |  |  |  |  |  |  |  |  |  |  |
| |  |  |  |  |  |  |  |  |  |  |  |  |  |  |  |  |  |  |  |  |  |  |  |  |  |  |  |  |  |                               |                               |                               |                               | Yāʿfar al-Sādiq (Imamāh Shi‘ā)                    | Yāʿfar al-Sādiq (Imamāh Shi‘ā)                    | Yāʿfar al-Sādiq (Imamāh Shi‘ā)                    | Yāʿfar al-Sādiq (Imamāh Shi‘ā)                    | Yāʿfar al-Sādiq (Imamāh Shi‘ā)                    | Yāʿfar al-Sādiq (Imamāh Shi‘ā)                    |                          |                          | Fatima bint al-Hussain'l-Athram bin al-Hasan-al-mujtaba | Fatima bint al-Hussain'l-Athram bin al-Hasan-al-mujtaba | Fatima bint al-Hussain'l-Athram bin al-Hasan-al-mujtaba | Fatima bint al-Hussain'l-Athram bin al-Hasan-al-mujtaba | Fatima bint al-Hussain'l-Athram bin al-Hasan-al-mujtaba | Fatima bint al-Hussain'l-Athram bin al-Hasan-al-mujtaba |                            |                            |                            |                            |  |  |  |  |  |  |  |  |  |  |  |  |  |  |  |  |  |  |  |  |  |  |  |  |  |  |
| |  |  |  |  |  |  |  |  |  |  |  |  |  |  |  |  |  |  |  |  |  |  |  |  |  |  |  |  |  |                               |                               |                               |                               |                                                   |                                                   |                                                   |                                                   |                                                   |                                                   |                          |                          |                                                         |                                                         |                                                         |                                                         |                                                         |                                                         |                            |                            |                            |                            |  |  |  |  |  |  |  |  |  |  |  |  |  |  |  |  |  |  |  |  |  |  |  |  |  |  |
| |  |  |  |  |  |  |  |  |  |  |  |  |  |  |  |  |  |  |  |  |  |  |  |  |  |  |  |  |  |                               |                               |                               |                               |                                                   |                                                   |                                                   |                                                   |                                                   |                                                   |                          |                          |                                                         |                                                         |                                                         |                                                         |                                                         |                                                         |                            |                            |                            |                            |  |  |  |  |  |  |  |  |  |  |  |  |  |  |  |  |  |  |  |  |  |  |  |  |  |  |
| |  |  |  |  |  |  |  |  |  |  |  |  |  |  |  |  |  |  |  |  |  |  |  |  |  |  |  |  |  |                               |                               |                               |                               | 'ʿAbd Allāh al-Aftāh' (Aftāhīyyah)                | 'ʿAbd Allāh al-Aftāh' (Aftāhīyyah)                | 'ʿAbd Allāh al-Aftāh' (Aftāhīyyah)                | 'ʿAbd Allāh al-Aftāh' (Aftāhīyyah)                | 'ʿAbd Allāh al-Aftāh' (Aftāhīyyah)                | 'ʿAbd Allāh al-Aftāh' (Aftāhīyyah)                |                          |                          | Ismāʿīl ibn Ŷa‘far al-Mubārak (Ismā‘il’īyyah)           | Ismāʿīl ibn Ŷa‘far al-Mubārak (Ismā‘il’īyyah)           | Ismāʿīl ibn Ŷa‘far al-Mubārak (Ismā‘il’īyyah)           | Ismāʿīl ibn Ŷa‘far al-Mubārak (Ismā‘il’īyyah)           | Ismāʿīl ibn Ŷa‘far al-Mubārak (Ismā‘il’īyyah)           | Ismāʿīl ibn Ŷa‘far al-Mubārak (Ismā‘il’īyyah)           |                            |                            |                            |                            |  |  |  |  |  |  |  |  |  |  |  |  |  |  |  |  |  |  |  |  |  |  |  |  |  |  |
| |  |  |  |  |  |  |  |  |  |  |  |  |  |  |  |  |  |  |  |  |  |  |  |  |  |  |  |  |  |                               |                               |                               |                               | 'ʿAbd Allāh al-Aftāh' (Aftāhīyyah)                | 'ʿAbd Allāh al-Aftāh' (Aftāhīyyah)                | 'ʿAbd Allāh al-Aftāh' (Aftāhīyyah)                | 'ʿAbd Allāh al-Aftāh' (Aftāhīyyah)                | 'ʿAbd Allāh al-Aftāh' (Aftāhīyyah)                | 'ʿAbd Allāh al-Aftāh' (Aftāhīyyah)                |                          |                          | Ismāʿīl ibn Ŷa‘far al-Mubārak (Ismā‘il’īyyah)           | Ismāʿīl ibn Ŷa‘far al-Mubārak (Ismā‘il’īyyah)           | Ismāʿīl ibn Ŷa‘far al-Mubārak (Ismā‘il’īyyah)           | Ismāʿīl ibn Ŷa‘far al-Mubārak (Ismā‘il’īyyah)           | Ismāʿīl ibn Ŷa‘far al-Mubārak (Ismā‘il’īyyah)           | Ismāʿīl ibn Ŷa‘far al-Mubārak (Ismā‘il’īyyah)           |                            |                            |                            |                            |  |  |  |  |  |  |  |  |  |  |  |  |  |  |  |  |  |  |  |  |  |  |  |  |  |  |
| |  |  |  |  |  |  |  |  |  |  |  |  |  |  |  |  |  |  |  |  |  |  |  |  |  |  |  |  |  |                               |                               |                               |                               |                                                   |                                                   |                                                   |                                                   |                                                   |                                                   |                          |                          |                                                         |                                                         |                                                         |                                                         |                                                         |                                                         |                            |                            |                            |                            |  |  |  |  |  |  |  |  |  |  |  |  |  |  |  |  |  |  |  |  |  |  |  |  |  |  |
| |  |  |  |  |  |  |  |  |  |  |  |  |  |  |  |  |  |  |  |  |  |  |  |  |  |  |  |  |  |                               |                               |                               |                               |                                                   |                                                   |                                                   |                                                   |                                                   |                                                   |                          |                          |                                                         |                                                         |                                                         |                                                         |                                                         |                                                         |                            |                            |                            |                            |  |  |  |  |  |  |  |  |  |  |  |  |  |  |  |  |  |  |  |  |  |  |  |  |  |  |
| |  |  |  |  |  |  |  |  |  |  |  |  |  |  |  |  |  |  |  |  |  |  |  |  |  |  |  |  |  |                               |                               |                               |                               | Muhammad ibn Abdullah al-Aftah (Maymūn al-Qaddāḥ) | Muhammad ibn Abdullah al-Aftah (Maymūn al-Qaddāḥ) | Muhammad ibn Abdullah al-Aftah (Maymūn al-Qaddāḥ) | Muhammad ibn Abdullah al-Aftah (Maymūn al-Qaddāḥ) | Muhammad ibn Abdullah al-Aftah (Maymūn al-Qaddāḥ) | Muhammad ibn Abdullah al-Aftah (Maymūn al-Qaddāḥ) |                          |                          | Muḥammad ibn Ismā‘īl                                    | Muḥammad ibn Ismā‘īl                                    | Muḥammad ibn Ismā‘īl                                    | Muḥammad ibn Ismā‘īl                                    | Muḥammad ibn Ismā‘īl                                    | Muḥammad ibn Ismā‘īl                                    |                            |                            |                            |                            |  |  |  |  |  |  |  |  |  |  |  |  |  |  |  |  |  |  |  |  |  |  |  |  |  |  |
| |  |  |  |  |  |  |  |  |  |  |  |  |  |  |  |  |  |  |  |  |  |  |  |  |  |  |  |  |  |                               |                               |                               |                               | Muhammad ibn Abdullah al-Aftah (Maymūn al-Qaddāḥ) | Muhammad ibn Abdullah al-Aftah (Maymūn al-Qaddāḥ) | Muhammad ibn Abdullah al-Aftah (Maymūn al-Qaddāḥ) | Muhammad ibn Abdullah al-Aftah (Maymūn al-Qaddāḥ) | Muhammad ibn Abdullah al-Aftah (Maymūn al-Qaddāḥ) | Muhammad ibn Abdullah al-Aftah (Maymūn al-Qaddāḥ) |                          |                          | Muḥammad ibn Ismā‘īl                                    | Muḥammad ibn Ismā‘īl                                    | Muḥammad ibn Ismā‘īl                                    | Muḥammad ibn Ismā‘īl                                    | Muḥammad ibn Ismā‘īl                                    | Muḥammad ibn Ismā‘īl                                    |                            |                            |                            |                            |  |  |  |  |  |  |  |  |  |  |  |  |  |  |  |  |  |  |  |  |  |  |  |  |  |  |
| |  |  |  |  |  |  |  |  |  |  |  |  |  |  |  |  |  |  |  |  |  |  |  |  |  |  |  |  |  |                               |                               |                               |                               |                                                   |                                                   |                                                   |                                                   |                                                   |                                                   |                          |                          |                                                         |                                                         |                                                         |                                                         |                                                         |                                                         |                            |                            |                            |                            |  |  |  |  |  |  |  |  |  |  |  |  |  |  |  |  |  |  |  |  |  |  |  |  |  |  |
| |  |  |  |  |  |  |  |  |  |  |  |  |  |  |  |  |  |  |  |  |  |  |  |  |  |  |  |  |  |                               |                               |                               |                               | Imanes Mustawda‘-Qaddāḥid                         | Imanes Mustawda‘-Qaddāḥid                         | Imanes Mustawda‘-Qaddāḥid                         | Imanes Mustawda‘-Qaddāḥid                         | Imanes Mustawda‘-Qaddāḥid                         | Imanes Mustawda‘-Qaddāḥid                         |                          |                          | 'Mustaqarr-Alid Imāms'                                  | 'Mustaqarr-Alid Imāms'                                  | 'Mustaqarr-Alid Imāms'                                  | 'Mustaqarr-Alid Imāms'                                  | 'Mustaqarr-Alid Imāms'                                  | 'Mustaqarr-Alid Imāms'                                  |                            |                            |                            |                            |  |  |  |  |  |  |  |  |  |  |  |  |  |  |  |  |  |  |  |  |  |  |  |  |  |  |
| |  |  |  |  |  |  |  |  |  |  |  |  |  |  |  |  |  |  |  |  |  |  |  |  |  |  |  |  |  |                               |                               |                               |                               | Imanes Mustawda‘-Qaddāḥid                         | Imanes Mustawda‘-Qaddāḥid                         | Imanes Mustawda‘-Qaddāḥid                         | Imanes Mustawda‘-Qaddāḥid                         | Imanes Mustawda‘-Qaddāḥid                         | Imanes Mustawda‘-Qaddāḥid                         |                          |                          | 'Mustaqarr-Alid Imāms'                                  | 'Mustaqarr-Alid Imāms'                                  | 'Mustaqarr-Alid Imāms'                                  | 'Mustaqarr-Alid Imāms'                                  | 'Mustaqarr-Alid Imāms'                                  | 'Mustaqarr-Alid Imāms'                                  |                            |                            |                            |                            |  |  |  |  |  |  |  |  |  |  |  |  |  |  |  |  |  |  |  |  |  |  |  |  |  |  |
| |  |  |  |  |  |  |  |  |  |  |  |  |  |  |  |  |  |  |  |  |  |  |  |  |  |  |  |  |  |                               |                               |                               |                               |                                                   |                                                   |                                                   |                                                   |                                                   |                                                   |                          |                          |                                                         |                                                         |                                                         |                                                         |                                                         |                                                         |                            |                            |                            |                            |  |  |  |  |  |  |  |  |  |  |  |  |  |  |  |  |  |  |  |  |  |  |  |  |  |  |
| |  |  |  |  |  |  |  |  |  |  |  |  |  |  |  |  |  |  |  |  |  |  |  |  |  |  |  |  |  |                               |                               |                               |                               |                                                   |                                                   |                                                   |                                                   |                                                   |                                                   |                          |                          |                                                         |                                                         |                                                         |                                                         |                                                         |                                                         |                            |                            |                            |                            |  |  |  |  |  |  |  |  |  |  |  |  |  |  |  |  |  |  |  |  |  |  |  |  |  |  |
| |  |  |  |  |  |  |  |  |  |  |  |  |  |  |  |  |  |  |  |  |  |  |  |  |  |  |  |  |  |                               |                               |                               |                               | Al-Wāfī Aḥmad                                     | Al-Wāfī Aḥmad                                     | Al-Wāfī Aḥmad                                     | Al-Wāfī Aḥmad                                     | Al-Wāfī Aḥmad                                     | Al-Wāfī Aḥmad                                     |                          |                          | ʿAbadullāh                                              | ʿAbadullāh                                              | ʿAbadullāh                                              | ʿAbadullāh                                              | ʿAbadullāh                                              | ʿAbadullāh                                              |                            |                            |                            |                            |  |  |  |  |  |  |  |  |  |  |  |  |  |  |  |  |  |  |  |  |  |  |  |  |  |  |
| |  |  |  |  |  |  |  |  |  |  |  |  |  |  |  |  |  |  |  |  |  |  |  |  |  |  |  |  |  |                               |                               |                               |                               | Al-Wāfī Aḥmad                                     | Al-Wāfī Aḥmad                                     | Al-Wāfī Aḥmad                                     | Al-Wāfī Aḥmad                                     | Al-Wāfī Aḥmad                                     | Al-Wāfī Aḥmad                                     |                          |                          | ʿAbadullāh                                              | ʿAbadullāh                                              | ʿAbadullāh                                              | ʿAbadullāh                                              | ʿAbadullāh                                              | ʿAbadullāh                                              |                            |                            |                            |                            |  |  |  |  |  |  |  |  |  |  |  |  |  |  |  |  |  |  |  |  |  |  |  |  |  |  |
| |  |  |  |  |  |  |  |  |  |  |  |  |  |  |  |  |  |  |  |  |  |  |  |  |  |  |  |  |  |                               |                               |                               |                               |                                                   |                                                   |                                                   |                                                   |                                                   |                                                   |                          |                          |                                                         |                                                         |                                                         |                                                         |                                                         |                                                         |                            |                            |                            |                            |  |  |  |  |  |  |  |  |  |  |  |  |  |  |  |  |  |  |  |  |  |  |  |  |  |  |
| |  |  |  |  |  |  |  |  |  |  |  |  |  |  |  |  |  |  |  |  |  |  |  |  |  |  |  |  |  |                               |                               |                               |                               | At-Tāqī Muḥammad                                  | At-Tāqī Muḥammad                                  | At-Tāqī Muḥammad                                  | At-Tāqī Muḥammad                                  | At-Tāqī Muḥammad                                  | At-Tāqī Muḥammad                                  |                          |                          | Aḥmad ibn ʿAbadullāh                                    | Aḥmad ibn ʿAbadullāh                                    | Aḥmad ibn ʿAbadullāh                                    | Aḥmad ibn ʿAbadullāh                                    | Aḥmad ibn ʿAbadullāh                                    | Aḥmad ibn ʿAbadullāh                                    |                            |                            |                            |                            |  |  |  |  |  |  |  |  |  |  |  |  |  |  |  |  |  |  |  |  |  |  |  |  |  |  |
| |  |  |  |  |  |  |  |  |  |  |  |  |  |  |  |  |  |  |  |  |  |  |  |  |  |  |  |  |  |                               |                               |                               |                               | At-Tāqī Muḥammad                                  | At-Tāqī Muḥammad                                  | At-Tāqī Muḥammad                                  | At-Tāqī Muḥammad                                  | At-Tāqī Muḥammad                                  | At-Tāqī Muḥammad                                  |                          |                          | Aḥmad ibn ʿAbadullāh                                    | Aḥmad ibn ʿAbadullāh                                    | Aḥmad ibn ʿAbadullāh                                    | Aḥmad ibn ʿAbadullāh                                    | Aḥmad ibn ʿAbadullāh                                    | Aḥmad ibn ʿAbadullāh                                    |                            |                            |                            |                            |  |  |  |  |  |  |  |  |  |  |  |  |  |  |  |  |  |  |  |  |  |  |  |  |  |  |
| |  |  |  |  |  |  |  |  |  |  |  |  |  |  |  |  |  |  |  |  |  |  |  |  |  |  |  |  |  |                               |                               |                               |                               |                                                   |                                                   |                                                   |                                                   |                                                   |                                                   |                          |                          |                                                         |                                                         |                                                         |                                                         |                                                         |                                                         |                            |                            |                            |                            |  |  |  |  |  |  |  |  |  |  |  |  |  |  |  |  |  |  |  |  |  |  |  |  |  |  |
| |  |  |  |  |  |  |  |  |  |  |  |  |  |  |  |  |  |  |  |  |  |  |  |  |  |  |  |  |  |                               |                               |                               |                               | Ar-Rāḍī ʿAbdullāh                                 | Ar-Rāḍī ʿAbdullāh                                 | Ar-Rāḍī ʿAbdullāh                                 | Ar-Rāḍī ʿAbdullāh                                 | Ar-Rāḍī ʿAbdullāh                                 | Ar-Rāḍī ʿAbdullāh                                 |                          |                          | al-Ḥusayn ibn Aḥmad                                     | al-Ḥusayn ibn Aḥmad                                     | al-Ḥusayn ibn Aḥmad                                     | al-Ḥusayn ibn Aḥmad                                     | al-Ḥusayn ibn Aḥmad                                     | al-Ḥusayn ibn Aḥmad                                     |                            |                            |                            |                            |  |  |  |  |  |  |  |  |  |  |  |  |  |  |  |  |  |  |  |  |  |  |  |  |  |  |
| |  |  |  |  |  |  |  |  |  |  |  |  |  |  |  |  |  |  |  |  |  |  |  |  |  |  |  |  |  |                               |                               |                               |                               | Ar-Rāḍī ʿAbdullāh                                 | Ar-Rāḍī ʿAbdullāh                                 | Ar-Rāḍī ʿAbdullāh                                 | Ar-Rāḍī ʿAbdullāh                                 | Ar-Rāḍī ʿAbdullāh                                 | Ar-Rāḍī ʿAbdullāh                                 |                          |                          | al-Ḥusayn ibn Aḥmad                                     | al-Ḥusayn ibn Aḥmad                                     | al-Ḥusayn ibn Aḥmad                                     | al-Ḥusayn ibn Aḥmad                                     | al-Ḥusayn ibn Aḥmad                                     | al-Ḥusayn ibn Aḥmad                                     |                            |                            |                            |                            |  |  |  |  |  |  |  |  |  |  |  |  |  |  |  |  |  |  |  |  |  |  |  |  |  |  |
| |  |  |  |  |  |  |  |  |  |  |  |  |  |  |  |  |  |  |  |  |  |  |  |  |  |  |  |  |  |                               |                               |                               |                               |                                                   |                                                   |                                                   |                                                   |                                                   |                                                   |                          |                          |                                                         |                                                         |                                                         |                                                         |                                                         |                                                         |                            |                            |                            |                            |  |  |  |  |  |  |  |  |  |  |  |  |  |  |  |  |  |  |  |  |  |  |  |  |  |  |
| |  |  |  |  |  |  |  |  |  |  |  |  |  |  |  |  |  |  |  |  |  |  |  |  |  |  |  |  |  |                               |                               |                               |                               | ʿAbdullah Mahdi                                   | ʿAbdullah Mahdi                                   | ʿAbdullah Mahdi                                   | ʿAbdullah Mahdi                                   | ʿAbdullah Mahdi                                   | ʿAbdullah Mahdi                                   |                          |                          | ʿAlī ibn al-Ḥusayn                                      | ʿAlī ibn al-Ḥusayn                                      | ʿAlī ibn al-Ḥusayn                                      | ʿAlī ibn al-Ḥusayn                                      | ʿAlī ibn al-Ḥusayn                                      | ʿAlī ibn al-Ḥusayn                                      |                            |                            |                            |                            |  |  |  |  |  |  |  |  |  |  |  |  |  |  |  |  |  |  |  |  |  |  |  |  |  |  |
| |  |  |  |  |  |  |  |  |  |  |  |  |  |  |  |  |  |  |  |  |  |  |  |  |  |  |  |  |  |                               |                               |                               |                               | ʿAbdullah Mahdi                                   | ʿAbdullah Mahdi                                   | ʿAbdullah Mahdi                                   | ʿAbdullah Mahdi                                   | ʿAbdullah Mahdi                                   | ʿAbdullah Mahdi                                   |                          |                          | ʿAlī ibn al-Ḥusayn                                      | ʿAlī ibn al-Ḥusayn                                      | ʿAlī ibn al-Ḥusayn                                      | ʿAlī ibn al-Ḥusayn                                      | ʿAlī ibn al-Ḥusayn                                      | ʿAlī ibn al-Ḥusayn                                      |                            |                            |                            |                            |  |  |  |  |  |  |  |  |  |  |  |  |  |  |  |  |  |  |  |  |  |  |  |  |  |  |
| |  |  |  |  |  |  |  |  |  |  |  |  |  |  |  |  |  |  |  |  |  |  |  |  |  |  |  |  |  |                               |                               |                               |                               |                                                   |                                                   |                                                   |                                                   |                                                   |                                                   |                          |                          |                                                         |                                                         |                                                         |                                                         |                                                         |                                                         |                            |                            |                            |                            |  |  |  |  |  |  |  |  |  |  |  |  |  |  |  |  |  |  |  |  |  |  |  |  |  |  |
| |  |  |  |  |  |  |  |  |  |  |  |  |  |  |  |  |  |  |  |  |  |  |  |  |  |  |  |  |  |                               |                               |                               |                               |                                                   |                                                   |                                                   |                                                   |                                                   |                                                   |                          |                          |                                                         |                                                         |                                                         |                                                         |                                                         |                                                         |                            |                            |                            |                            |  |  |  |  |  |  |  |  |  |  |  |  |  |  |  |  |  |  |  |  |  |  |  |  |  |  |
| |  |  |  |  |  |  |  |  |  |  |  |  |  |  |  |  |  |  |  |  |  |  |  |  |  |  |  |  |  |                               |                               |                               |                               |                                                   |                                                   |                                                   |                                                   | Fatimíes (Ismailismo)                             |                                                   |                          |                          |                                                         |                                                         |                                                         |                                                         |                                                         |                                                         |                            |                            |                            |                            |  |  |  |  |  |  |  |  |  |  |  |  |  |  |  |  |  |  |  |  |  |  |  |  |  |  |
| |  |  |  |  |  |  |  |  |  |  |  |  |  |  |  |  |  |  |  |  |  |  |  |  |  |  |  |  |  |                               |                               |                               |                               |                                                   |                                                   |                                                   |                                                   |                                                   |                                                   |                          |                          |                                                         |                                                         |                                                         |                                                         |                                                         |                                                         |                            |                            |                            |                            |  |  |  |  |  |  |  |  |  |  |  |  |  |  |  |  |  |  |  |  |  |  |  |  |  |  |
| |  |  |  |  |  |  |  |  |  |  |  |  |  |  |  |  |  |  |  |  |  |  |  |  |  |  |  |  |  |                               |                               |                               |                               |                                                   |                                                   |                                                   |                                                   |                                                   |                                                   |                          |                          |                                                         |                                                         |                                                         |                                                         |                                                         |                                                         |                            |                            |                            |                            |  |  |  |  |  |  |  |  |  |  |  |  |  |  |  |  |  |  |  |  |  |  |  |  |  |  |
| |  |  |  |  |  |  |  |  |  |  |  |  |  |  |  |  |  |  |  |  |  |  |  |  |  |  |  |  |  |                               |                               |                               |                               |                                                   |                                                   |                                                   |                                                   | 'Al-Qā'im'                                        |                                                   |                          |                          |                                                         |                                                         |                                                         |                                                         |                                                         |                                                         |                            |                            |                            |                            |  |  |  |  |  |  |  |  |  |  |  |  |  |  |  |  |  |  |  |  |  |  |  |  |  |  |
| |  |  |  |  |  |  |  |  |  |  |  |  |  |  |  |  |  |  |  |  |  |  |  |  |  |  |  |  |  |                               |                               |                               |                               |                                                   |                                                   |                                                   |                                                   |                                                   |                                                   |                          |                          |                                                         |                                                         |                                                         |                                                         |                                                         |                                                         |                            |                            |                            |                            |  |  |  |  |  |  |  |  |  |  |  |  |  |  |  |  |  |  |  |  |  |  |  |  |  |  |
| |  |  |  |  |  |  |  |  |  |  |  |  |  |  |  |  |  |  |  |  |  |  |  |  |  |  |  |  |  |                               |                               |                               |                               |                                                   |                                                   |                                                   |                                                   | 'Al-Mansur'                                       |                                                   |                          |                          |                                                         |                                                         |                                                         |                                                         |                                                         |                                                         |                            |                            |                            |                            |  |  |  |  |  |  |  |  |  |  |  |  |  |  |  |  |  |  |  |  |  |  |  |  |  |  |
| |  |  |  |  |  |  |  |  |  |  |  |  |  |  |  |  |  |  |  |  |  |  |  |  |  |  |  |  |  |                               |                               |                               |                               |                                                   |                                                   |                                                   |                                                   |                                                   |                                                   |                          |                          |                                                         |                                                         |                                                         |                                                         |                                                         |                                                         |                            |                            |                            |                            |  |  |  |  |  |  |  |  |  |  |  |  |  |  |  |  |  |  |  |  |  |  |  |  |  |  |
| |  |  |  |  |  |  |  |  |  |  |  |  |  |  |  |  |  |  |  |  |  |  |  |  |  |  |  |  |  |                               |                               |                               |                               |                                                   |                                                   |                                                   |                                                   | 'Al-Mu'izz'                                       |                                                   |                          |                          |                                                         |                                                         |                                                         |                                                         |                                                         |                                                         |                            |                            |                            |                            |  |  |  |  |  |  |  |  |  |  |  |  |  |  |  |  |  |  |  |  |  |  |  |  |  |  |
| |  |  |  |  |  |  |  |  |  |  |  |  |  |  |  |  |  |  |  |  |  |  |  |  |  |  |  |  |  |                               |                               |                               |                               |                                                   |                                                   |                                                   |                                                   |                                                   |                                                   |                          |                          |                                                         |                                                         |                                                         |                                                         |                                                         |                                                         |                            |                            |                            |                            |  |  |  |  |  |  |  |  |  |  |  |  |  |  |  |  |  |  |  |  |  |  |  |  |  |  |
| |  |  |  |  |  |  |  |  |  |  |  |  |  |  |  |  |  |  |  |  |  |  |  |  |  |  |  |  |  |                               |                               |                               |                               |                                                   |                                                   |                                                   |                                                   | 'Al-Aziz'                                         |                                                   |                          |                          |                                                         |                                                         |                                                         |                                                         |                                                         |                                                         |                            |                            |                            |                            |  |  |  |  |  |  |  |  |  |  |  |  |  |  |  |  |  |  |  |  |  |  |  |  |  |  |
| |  |  |  |  |  |  |  |  |  |  |  |  |  |  |  |  |  |  |  |  |  |  |  |  |  |  |  |  |  |                               |                               |                               |                               |                                                   |                                                   |                                                   |                                                   |                                                   |                                                   |                          |                          |                                                         |                                                         |                                                         |                                                         |                                                         |                                                         |                            |                            |                            |                            |  |  |  |  |  |  |  |  |  |  |  |  |  |  |  |  |  |  |  |  |  |  |  |  |  |  |
| |  |  |  |  |  |  |  |  |  |  |  |  |  |  |  |  |  |  |  |  |  |  |  |  |  |  |  |  |  |                               |                               |                               |                               |                                                   |                                                   |                                                   |                                                   | 'Al-Hakim'                                        |                                                   |                          |                          |                                                         |                                                         |                                                         |                                                         |                                                         |                                                         |                            |                            |                            |                            |  |  |  |  |  |  |  |  |  |  |  |  |  |  |  |  |  |  |  |  |  |  |  |  |  |  |
| |  |  |  |  |  |  |  |  |  |  |  |  |  |  |  |  |  |  |  |  |  |  |  |  |  |  |  |  |  |                               |                               |                               |                               |                                                   |                                                   |                                                   |                                                   |                                                   |                                                   |                          |                          |                                                         |                                                         |                                                         |                                                         |                                                         |                                                         |                            |                            |                            |                            |  |  |  |  |  |  |  |  |  |  |  |  |  |  |  |  |  |  |  |  |  |  |  |  |  |  |
| |  |  |  |  |  |  |  |  |  |  |  |  |  |  |  |  |  |  |  |  |  |  |  |  |  |  |  |  |  |                               |                               |                               |                               |                                                   |                                                   |                                                   |                                                   | 'Az-Zahir'                                        |                                                   |                          |                          |                                                         |                                                         |                                                         |                                                         |                                                         |                                                         |                            |                            |                            |                            |  |  |  |  |  |  |  |  |  |  |  |  |  |  |  |  |  |  |  |  |  |  |  |  |  |  |
| |  |  |  |  |  |  |  |  |  |  |  |  |  |  |  |  |  |  |  |  |  |  |  |  |  |  |  |  |  |                               |                               |                               |                               |                                                   |                                                   |                                                   |                                                   |                                                   |                                                   |                          |                          |                                                         |                                                         |                                                         |                                                         |                                                         |                                                         |                            |                            |                            |                            |  |  |  |  |  |  |  |  |  |  |  |  |  |  |  |  |  |  |  |  |  |  |  |  |  |  |
| |  |  |  |  |  |  |  |  |  |  |  |  |  |  |  |  |  |  |  |  |  |  |  |  |  |  |  |  |  |                               |                               |                               |                               |                                                   |                                                   |                                                   |                                                   | 'Al-Mustansir'                                    |                                                   |                          |                          |                                                         |                                                         |                                                         |                                                         |                                                         |                                                         |                            |                            |                            |                            |  |  |  |  |  |  |  |  |  |  |  |  |  |  |  |  |  |  |  |  |  |  |  |  |  |  |
| |  |  |  |  |  |  |  |  |  |  |  |  |  |  |  |  |  |  |  |  |  |  |  |  |  |  |  |  |  |                               |                               |                               |                               |                                                   |                                                   |                                                   |                                                   |                                                   |                                                   |                          |                          |                                                         |                                                         |                                                         |                                                         |                                                         |                                                         |                            |                            |                            |                            |  |  |  |  |  |  |  |  |  |  |  |  |  |  |  |  |  |  |  |  |  |  |  |  |  |  |
| |  |  |  |  |  |  |  |  |  |  |  |  |  |  |  |  |  |  |  |  |  |  |  |  |  |  |  |  |  |                               |                               |                               |                               |                                                   |                                                   |                                                   |                                                   |                                                   |                                                   |                          |                          |                                                         |                                                         |                                                         |                                                         |                                                         |                                                         |                            |                            |                            |                            |  |  |  |  |  |  |  |  |  |  |  |  |  |  |  |  |  |  |  |  |  |  |  |  |  |  |
| |  |  |  |  |  |  |  |  |  |  |  |  |  |  |  |  |  |  |  |  |  |  |  |  |  |  |  |  |  | Nizār al-Muṣṭafá (Nizārīyyah) | Nizār al-Muṣṭafá (Nizārīyyah) | Nizār al-Muṣṭafá (Nizārīyyah) | Nizār al-Muṣṭafá (Nizārīyyah) | Nizār al-Muṣṭafá (Nizārīyyah)                     | Nizār al-Muṣṭafá (Nizārīyyah)                     |                                                   |                                                   | Muhammad                                          | Muhammad                                          | Muhammad                 | Muhammad                 | Muhammad                                                | Muhammad                                                |                                                         |                                                         | Al-Mustā‘lī (Mustā‘līyyah)                              | Al-Mustā‘lī (Mustā‘līyyah)                              | Al-Mustā‘lī (Mustā‘līyyah) | Al-Mustā‘lī (Mustā‘līyyah) | Al-Mustā‘lī (Mustā‘līyyah) | Al-Mustā‘lī (Mustā‘līyyah) |  |  |  |  |  |  |  |  |  |  |  |  |  |  |  |  |  |  |  |  |  |  |  |  |  |  |
| |  |  |  |  |  |  |  |  |  |  |  |  |  |  |  |  |  |  |  |  |  |  |  |  |  |  |  |  |  | Nizār al-Muṣṭafá (Nizārīyyah) | Nizār al-Muṣṭafá (Nizārīyyah) | Nizār al-Muṣṭafá (Nizārīyyah) | Nizār al-Muṣṭafá (Nizārīyyah) | Nizār al-Muṣṭafá (Nizārīyyah)                     | Nizār al-Muṣṭafá (Nizārīyyah)                     |                                                   |                                                   | Muhammad                                          | Muhammad                                          | Muhammad                 | Muhammad                 | Muhammad                                                | Muhammad                                                |                                                         |                                                         | Al-Mustā‘lī (Mustā‘līyyah)                              | Al-Mustā‘lī (Mustā‘līyyah)                              | Al-Mustā‘lī (Mustā‘līyyah) | Al-Mustā‘lī (Mustā‘līyyah) | Al-Mustā‘lī (Mustā‘līyyah) | Al-Mustā‘lī (Mustā‘līyyah) |  |  |  |  |  |  |  |  |  |  |  |  |  |  |  |  |  |  |  |  |  |  |  |  |  |  |
| |  |  |  |  |  |  |  |  |  |  |  |  |  |  |  |  |  |  |  |  |  |  |  |  |  |  |  |  |  |                               |                               |                               |                               |                                                   |                                                   |                                                   |                                                   |                                                   |                                                   |                          |                          |                                                         |                                                         |                                                         |                                                         | 'Al-Āmīr'                                               |                                                         |                            |                            |                            |                            |  |  |  |  |  |  |  |  |  |  |  |  |  |  |  |  |  |  |  |  |  |  |  |  |  |  |
| |  |  |  |  |  |  |  |  |  |  |  |  |  |  |  |  |  |  |  |  |  |  |  |  |  |  |  |  |  |                               |                               |                               |                               |                                                   |                                                   |                                                   |                                                   |                                                   |                                                   |                          |                          |                                                         |                                                         |                                                         |                                                         |                                                         |                                                         |                            |                            |                            |                            |  |  |  |  |  |  |  |  |  |  |  |  |  |  |  |  |  |  |  |  |  |  |  |  |  |  |
| |  |  |  |  |  |  |  |  |  |  |  |  |  |  |  |  |  |  |  |  |  |  |  |  |  |  |  |  |  |                               |                               |                               |                               |                                                   |                                                   |                                                   |                                                   |                                                   |                                                   |                          |                          |                                                         |                                                         |                                                         |                                                         |                                                         |                                                         |                            |                            |                            |                            |  |  |  |  |  |  |  |  |  |  |  |  |  |  |  |  |  |  |  |  |  |  |  |  |  |  |
| |  |  |  |  |  |  |  |  |  |  |  |  |  |  |  |  |  |  |  |  |  |  |  |  |  |  |  |  |  | Alamut Castle (Hassasins)     | Alamut Castle (Hassasins)     | Alamut Castle (Hassasins)     | Alamut Castle (Hassasins)     | Alamut Castle (Hassasins)                         | Alamut Castle (Hassasins)                         |                                                   |                                                   | 'Al-Hāfeez' (Ḥāfīzīyyah)                          | 'Al-Hāfeez' (Ḥāfīzīyyah)                          | 'Al-Hāfeez' (Ḥāfīzīyyah) | 'Al-Hāfeez' (Ḥāfīzīyyah) | 'Al-Hāfeez' (Ḥāfīzīyyah)                                | 'Al-Hāfeez' (Ḥāfīzīyyah)                                |                                                         |                                                         | Aṭ-Ṭāyyīb (Ṭāyyībīyyah)                                 | Aṭ-Ṭāyyīb (Ṭāyyībīyyah)                                 | Aṭ-Ṭāyyīb (Ṭāyyībīyyah)    | Aṭ-Ṭāyyīb (Ṭāyyībīyyah)    | Aṭ-Ṭāyyīb (Ṭāyyībīyyah)    | Aṭ-Ṭāyyīb (Ṭāyyībīyyah)    |  |  |  |  |  |  |  |  |  |  |  |  |  |  |  |  |  |  |  |  |  |  |  |  |  |  |
| |  |  |  |  |  |  |  |  |  |  |  |  |  |  |  |  |  |  |  |  |  |  |  |  |  |  |  |  |  | Alamut Castle (Hassasins)     | Alamut Castle (Hassasins)     | Alamut Castle (Hassasins)     | Alamut Castle (Hassasins)     | Alamut Castle (Hassasins)                         | Alamut Castle (Hassasins)                         |                                                   |                                                   | 'Al-Hāfeez' (Ḥāfīzīyyah)                          | 'Al-Hāfeez' (Ḥāfīzīyyah)                          | 'Al-Hāfeez' (Ḥāfīzīyyah) | 'Al-Hāfeez' (Ḥāfīzīyyah) | 'Al-Hāfeez' (Ḥāfīzīyyah)                                | 'Al-Hāfeez' (Ḥāfīzīyyah)                                |                                                         |                                                         | Aṭ-Ṭāyyīb (Ṭāyyībīyyah)                                 | Aṭ-Ṭāyyīb (Ṭāyyībīyyah)                                 | Aṭ-Ṭāyyīb (Ṭāyyībīyyah)    | Aṭ-Ṭāyyīb (Ṭāyyībīyyah)    | Aṭ-Ṭāyyīb (Ṭāyyībīyyah)    | Aṭ-Ṭāyyīb (Ṭāyyībīyyah)    |  |  |  |  |  |  |  |  |  |  |  |  |  |  |  |  |  |  |  |  |  |  |  |  |  |  |
| |  |  |  |  |  |  |  |  |  |  |  |  |  |  |  |  |  |  |  |  |  |  |  |  |  |  |  |  |  |                               |                               |                               |                               |                                                   |                                                   |                                                   |                                                   |                                                   |                                                   |                          |                          |                                                         |                                                         |                                                         |                                                         |                                                         |                                                         |                            |                            |                            |                            |  |  |  |  |  |  |  |  |  |  |  |  |  |  |  |  |  |  |  |  |  |  |  |  |  |  |
| |  |  |  |  |  |  |  |  |  |  |  |  |  |  |  |  |  |  |  |  |  |  |  |  |  |  |  |  |  |                               |                               |                               |                               |                                                   |                                                   |                                                   |                                                   |                                                   |                                                   |                          |                          |                                                         |                                                         |                                                         |                                                         |                                                         |                                                         |                            |                            |                            |                            |  |  |  |  |  |  |  |  |  |  |  |  |  |  |  |  |  |  |  |  |  |  |  |  |  |  |
| |  |  |  |  |  |  |  |  |  |  |  |  |  |  |  |  |  |  |  |  |  |  |  |  |  |  |  |  |  |                               |                               |                               |                               | 'Al-Zāfīr'                                        | 'Al-Zāfīr'                                        | 'Al-Zāfīr'                                        | 'Al-Zāfīr'                                        | 'Al-Zāfīr'                                        | 'Al-Zāfīr'                                        |                          |                          | Yūssuf                                                  | Yūssuf                                                  | Yūssuf                                                  | Yūssuf                                                  | Yūssuf                                                  | Yūssuf                                                  |                            |                            |                            |                            |  |  |  |  |  |  |  |  |  |  |  |  |  |  |  |  |  |  |  |  |  |  |  |  |  |  |
| |  |  |  |  |  |  |  |  |  |  |  |  |  |  |  |  |  |  |  |  |  |  |  |  |  |  |  |  |  |                               |                               |                               |                               | 'Al-Zāfīr'                                        | 'Al-Zāfīr'                                        | 'Al-Zāfīr'                                        | 'Al-Zāfīr'                                        | 'Al-Zāfīr'                                        | 'Al-Zāfīr'                                        |                          |                          | Yūssuf                                                  | Yūssuf                                                  | Yūssuf                                                  | Yūssuf                                                  | Yūssuf                                                  | Yūssuf                                                  |                            |                            |                            |                            |  |  |  |  |  |  |  |  |  |  |  |  |  |  |  |  |  |  |  |  |  |  |  |  |  |  |
| |  |  |  |  |  |  |  |  |  |  |  |  |  |  |  |  |  |  |  |  |  |  |  |  |  |  |  |  |  |                               |                               |                               |                               |                                                   |                                                   |                                                   |                                                   |                                                   |                                                   |                          |                          |                                                         |                                                         |                                                         |                                                         |                                                         |                                                         |                            |                            |                            |                            |  |  |  |  |  |  |  |  |  |  |  |  |  |  |  |  |  |  |  |  |  |  |  |  |  |  |
| |  |  |  |  |  |  |  |  |  |  |  |  |  |  |  |  |  |  |  |  |  |  |  |  |  |  |  |  |  | 'Nizārī Imāmah'               | 'Nizārī Imāmah'               | 'Nizārī Imāmah'               | 'Nizārī Imāmah'               | 'Nizārī Imāmah'                                   | 'Nizārī Imāmah'                                   |                                                   |                                                   | 'Al-Fā'īz'                                        | 'Al-Fā'īz'                                        | 'Al-Fā'īz'               | 'Al-Fā'īz'               | 'Al-Fā'īz'                                              | 'Al-Fā'īz'                                              |                                                         |                                                         | Taiyabi Dā'ĩs                                           | Taiyabi Dā'ĩs                                           | Taiyabi Dā'ĩs              | Taiyabi Dā'ĩs              | Taiyabi Dā'ĩs              | Taiyabi Dā'ĩs              |  |  |  |  |  |  |  |  |  |  |  |  |  |  |  |  |  |  |  |  |  |  |  |  |  |  |
| |  |  |  |  |  |  |  |  |  |  |  |  |  |  |  |  |  |  |  |  |  |  |  |  |  |  |  |  |  | 'Nizārī Imāmah'               | 'Nizārī Imāmah'               | 'Nizārī Imāmah'               | 'Nizārī Imāmah'               | 'Nizārī Imāmah'                                   | 'Nizārī Imāmah'                                   |                                                   |                                                   | 'Al-Fā'īz'                                        | 'Al-Fā'īz'                                        | 'Al-Fā'īz'               | 'Al-Fā'īz'               | 'Al-Fā'īz'                                              | 'Al-Fā'īz'                                              |                                                         |                                                         | Taiyabi Dā'ĩs                                           | Taiyabi Dā'ĩs                                           | Taiyabi Dā'ĩs              | Taiyabi Dā'ĩs              | Taiyabi Dā'ĩs              | Taiyabi Dā'ĩs              |  |  |  |  |  |  |  |  |  |  |  |  |  |  |  |  |  |  |  |  |  |  |  |  |  |  |
| |  |  |  |  |  |  |  |  |  |  |  |  |  |  |  |  |  |  |  |  |  |  |  |  |  |  |  |  |  |                               |                               |                               |                               |                                                   |                                                   |                                                   |                                                   |                                                   |                                                   |                          |                          |                                                         |                                                         |                                                         |                                                         |                                                         |                                                         |                            |                            |                            |                            |  |  |  |  |  |  |  |  |  |  |  |  |  |  |  |  |  |  |  |  |  |  |  |  |  |  |
| |  |  |  |  |  |  |  |  |  |  |  |  |  |  |  |  |  |  |  |  |  |  |  |  |  |  |  |  |  |                               |                               |                               |                               |                                                   |                                                   |                                                   |                                                   |                                                   |                                                   |                          |                          |                                                         |                                                         |                                                         |                                                         |                                                         |                                                         |                            |                            |                            |                            |  |  |  |  |  |  |  |  |  |  |  |  |  |  |  |  |  |  |  |  |  |  |  |  |  |  |
| |  |  |  |  |  |  |  |  |  |  |  |  |  |  |  |  |  |  |  |  |  |  |  |  |  |  |  |  |  |                               |                               |                               |                               |                                                   |                                                   |                                                   |                                                   | Al-'Āḍīd                                          |                                                   |                          |                          |                                                         |                                                         |                                                         |                                                         |                                                         |                                                         |                            |                            |                            |                            |  |  |  |  |  |  |  |  |  |  |  |  |  |  |  |  |  |  |  |  |  |  |  |  |  |  |
| |  |  |  |  |  |  |  |  |  |  |  |  |  |  |  |  |  |  |  |  |  |  |  |  |  |  |  |  |  |                               |                               |                               |                               |                                                   |                                                   |                                                   |                                                   |                                                   |                                                   |                          |                          |                                                         |                                                         |                                                         |                                                         |                                                         |                                                         |                            |                            |                            |                            |  |  |  |  |  |  |  |  |  |  |  |  |  |  |  |  |  |  |  |  |  |  |  |  |  |  |
| |  |  |  |  |  |  |  |  |  |  |  |  |  |  |  |  |  |  |  |  |  |  |  |  |  |  |  |  |  |                               |                               |                               |                               |                                                   |                                                   |                                                   |                                                   |                                                   |                                                   |                          |                          |                                                         |                                                         |                                                         |                                                         |                                                         |                                                         |                            |                            |                            |                            |  |  |  |  |  |  |  |  |  |  |  |  |  |  |  |  |  |  |  |  |  |  |  |  |  |  |
| |  |  |  |  |  |  |  |  |  |  |  |  |  |  |  |  |  |  |  |  |  |  |  |  |  |  |  |  |  | 'Nizārī Ismāilism'            | 'Nizārī Ismāilism'            | 'Nizārī Ismāilism'            | 'Nizārī Ismāilism'            | 'Nizārī Ismāilism'                                | 'Nizārī Ismāilism'                                |                                                   |                                                   |                                                   |                                                   |                          |                          |                                                         |                                                         |                                                         |                                                         | Dawoodi Dā'ĩs                                           | Dawoodi Dā'ĩs                                           | Dawoodi Dā'ĩs              | Dawoodi Dā'ĩs              | Dawoodi Dā'ĩs              | Dawoodi Dā'ĩs              |  |  |  |  |  |  |  |  |  |  |  |  |  |  |  |  |  |  |  |  |  |  |  |  |  |  |
| |  |  |  |  |  |  |  |  |  |  |  |  |  |  |  |  |  |  |  |  |  |  |  |  |  |  |  |  |  | 'Nizārī Ismāilism'            | 'Nizārī Ismāilism'            | 'Nizārī Ismāilism'            | 'Nizārī Ismāilism'            | 'Nizārī Ismāilism'                                | 'Nizārī Ismāilism'                                |                                                   |                                                   |                                                   |                                                   |                          |                          |                                                         |                                                         |                                                         |                                                         | Dawoodi Dā'ĩs                                           | Dawoodi Dā'ĩs                                           | Dawoodi Dā'ĩs              | Dawoodi Dā'ĩs              | Dawoodi Dā'ĩs              | Dawoodi Dā'ĩs              |  |  |  |  |  |  |  |  |  |  |  |  |  |  |  |  |  |  |  |  |  |  |  |  |  |  |
| |  |  |  |  |  |  |  |  |  |  |  |  |  |  |  |  |  |  |  |  |  |  |  |  |  |  |  |  |  |                               |                               |                               |                               |                                                   |                                                   |                                                   |                                                   |                                                   |                                                   |                          |                          |                                                         |                                                         |                                                         |                                                         |                                                         |                                                         |                            |                            |                            |                            |  |  |  |  |  |  |  |  |  |  |  |  |  |  |  |  |  |  |  |  |  |  |  |  |  |  |

|  |  |  |  |  |  |  |  |  |  |  |  |  |  |  |  |  |  |  |  |  |  |  |  |  |  |  |  |  |  |                               |                               |                               |                               | Yāʿfar al-Sādiq (Imamāh Shi‘ā)                    | Yāʿfar al-Sādiq (Imamāh Shi‘ā)                    | Yāʿfar al-Sādiq (Imamāh Shi‘ā)                    | Yāʿfar al-Sādiq (Imamāh Shi‘ā)                    | Yāʿfar al-Sādiq (Imamāh Shi‘ā)                    | Yāʿfar al-Sādiq (Imamāh Shi‘ā)                    |                          |                          | Fatima bint al-Hussain'l-Athram bin al-Hasan-al-mujtaba | Fatima bint al-Hussain'l-Athram bin al-Hasan-al-mujtaba | Fatima bint al-Hussain'l-Athram bin al-Hasan-al-mujtaba | Fatima bint al-Hussain'l-Athram bin al-Hasan-al-mujtaba | Fatima bint al-Hussain'l-Athram bin al-Hasan-al-mujtaba | Fatima bint al-Hussain'l-Athram bin al-Hasan-al-mujtaba |                            |                            |                            |                            |  |  |  |  |  |  |  |  |  |  |  |  |  |  |  |  |  |  |  |  |  |  |  |  |  |  |
|  |  |  |  |  |  |  |  |  |  |  |  |  |  |  |  |  |  |  |  |  |  |  |  |  |  |  |  |  |  |                               |                               |                               |                               | Yāʿfar al-Sādiq (Imamāh Shi‘ā)                    | Yāʿfar al-Sādiq (Imamāh Shi‘ā)                    | Yāʿfar al-Sādiq (Imamāh Shi‘ā)                    | Yāʿfar al-Sādiq (Imamāh Shi‘ā)                    | Yāʿfar al-Sādiq (Imamāh Shi‘ā)                    | Yāʿfar al-Sādiq (Imamāh Shi‘ā)                    |                          |                          | Fatima bint al-Hussain'l-Athram bin al-Hasan-al-mujtaba | Fatima bint al-Hussain'l-Athram bin al-Hasan-al-mujtaba | Fatima bint al-Hussain'l-Athram bin al-Hasan-al-mujtaba | Fatima bint al-Hussain'l-Athram bin al-Hasan-al-mujtaba | Fatima bint al-Hussain'l-Athram bin al-Hasan-al-mujtaba | Fatima bint al-Hussain'l-Athram bin al-Hasan-al-mujtaba |                            |                            |                            |                            |  |  |  |  |  |  |  |  |  |  |  |  |  |  |  |  |  |  |  |  |  |  |  |  |  |  |
|  |  |  |  |  |  |  |  |  |  |  |  |  |  |  |  |  |  |  |  |  |  |  |  |  |  |  |  |  |  |                               |                               |                               |                               |                                                   |                                                   |                                                   |                                                   |                                                   |                                                   |                          |                          |                                                         |                                                         |                                                         |                                                         |                                                         |                                                         |                            |                            |                            |                            |  |  |  |  |  |  |  |  |  |  |  |  |  |  |  |  |  |  |  |  |  |  |  |  |  |  |
|  |  |  |  |  |  |  |  |  |  |  |  |  |  |  |  |  |  |  |  |  |  |  |  |  |  |  |  |  |  |                               |                               |                               |                               |                                                   |                                                   |                                                   |                                                   |                                                   |                                                   |                          |                          |                                                         |                                                         |                                                         |                                                         |                                                         |                                                         |                            |                            |                            |                            |  |  |  |  |  |  |  |  |  |  |  |  |  |  |  |  |  |  |  |  |  |  |  |  |  |  |
|  |  |  |  |  |  |  |  |  |  |  |  |  |  |  |  |  |  |  |  |  |  |  |  |  |  |  |  |  |  |                               |                               |                               |                               | 'ʿAbd Allāh al-Aftāh' (Aftāhīyyah)                | 'ʿAbd Allāh al-Aftāh' (Aftāhīyyah)                | 'ʿAbd Allāh al-Aftāh' (Aftāhīyyah)                | 'ʿAbd Allāh al-Aftāh' (Aftāhīyyah)                | 'ʿAbd Allāh al-Aftāh' (Aftāhīyyah)                | 'ʿAbd Allāh al-Aftāh' (Aftāhīyyah)                |                          |                          | Ismāʿīl ibn Ŷa‘far al-Mubārak (Ismā‘il’īyyah)           | Ismāʿīl ibn Ŷa‘far al-Mubārak (Ismā‘il’īyyah)           | Ismāʿīl ibn Ŷa‘far al-Mubārak (Ismā‘il’īyyah)           | Ismāʿīl ibn Ŷa‘far al-Mubārak (Ismā‘il’īyyah)           | Ismāʿīl ibn Ŷa‘far al-Mubārak (Ismā‘il’īyyah)           | Ismāʿīl ibn Ŷa‘far al-Mubārak (Ismā‘il’īyyah)           |                            |                            |                            |                            |  |  |  |  |  |  |  |  |  |  |  |  |  |  |  |  |  |  |  |  |  |  |  |  |  |  |
|  |  |  |  |  |  |  |  |  |  |  |  |  |  |  |  |  |  |  |  |  |  |  |  |  |  |  |  |  |  |                               |                               |                               |                               | 'ʿAbd Allāh al-Aftāh' (Aftāhīyyah)                | 'ʿAbd Allāh al-Aftāh' (Aftāhīyyah)                | 'ʿAbd Allāh al-Aftāh' (Aftāhīyyah)                | 'ʿAbd Allāh al-Aftāh' (Aftāhīyyah)                | 'ʿAbd Allāh al-Aftāh' (Aftāhīyyah)                | 'ʿAbd Allāh al-Aftāh' (Aftāhīyyah)                |                          |                          | Ismāʿīl ibn Ŷa‘far al-Mubārak (Ismā‘il’īyyah)           | Ismāʿīl ibn Ŷa‘far al-Mubārak (Ismā‘il’īyyah)           | Ismāʿīl ibn Ŷa‘far al-Mubārak (Ismā‘il’īyyah)           | Ismāʿīl ibn Ŷa‘far al-Mubārak (Ismā‘il’īyyah)           | Ismāʿīl ibn Ŷa‘far al-Mubārak (Ismā‘il’īyyah)           | Ismāʿīl ibn Ŷa‘far al-Mubārak (Ismā‘il’īyyah)           |                            |                            |                            |                            |  |  |  |  |  |  |  |  |  |  |  |  |  |  |  |  |  |  |  |  |  |  |  |  |  |  |
|  |  |  |  |  |  |  |  |  |  |  |  |  |  |  |  |  |  |  |  |  |  |  |  |  |  |  |  |  |  |                               |                               |                               |                               |                                                   |                                                   |                                                   |                                                   |                                                   |                                                   |                          |                          |                                                         |                                                         |                                                         |                                                         |                                                         |                                                         |                            |                            |                            |                            |  |  |  |  |  |  |  |  |  |  |  |  |  |  |  |  |  |  |  |  |  |  |  |  |  |  |
|  |  |  |  |  |  |  |  |  |  |  |  |  |  |  |  |  |  |  |  |  |  |  |  |  |  |  |  |  |  |                               |                               |                               |                               |                                                   |                                                   |                                                   |                                                   |                                                   |                                                   |                          |                          |                                                         |                                                         |                                                         |                                                         |                                                         |                                                         |                            |                            |                            |                            |  |  |  |  |  |  |  |  |  |  |  |  |  |  |  |  |  |  |  |  |  |  |  |  |  |  |
|  |  |  |  |  |  |  |  |  |  |  |  |  |  |  |  |  |  |  |  |  |  |  |  |  |  |  |  |  |  |                               |                               |                               |                               | Muhammad ibn Abdullah al-Aftah (Maymūn al-Qaddāḥ) | Muhammad ibn Abdullah al-Aftah (Maymūn al-Qaddāḥ) | Muhammad ibn Abdullah al-Aftah (Maymūn al-Qaddāḥ) | Muhammad ibn Abdullah al-Aftah (Maymūn al-Qaddāḥ) | Muhammad ibn Abdullah al-Aftah (Maymūn al-Qaddāḥ) | Muhammad ibn Abdullah al-Aftah (Maymūn al-Qaddāḥ) |                          |                          | Muḥammad ibn Ismā‘īl                                    | Muḥammad ibn Ismā‘īl                                    | Muḥammad ibn Ismā‘īl                                    | Muḥammad ibn Ismā‘īl                                    | Muḥammad ibn Ismā‘īl                                    | Muḥammad ibn Ismā‘īl                                    |                            |                            |                            |                            |  |  |  |  |  |  |  |  |  |  |  |  |  |  |  |  |  |  |  |  |  |  |  |  |  |  |
|  |  |  |  |  |  |  |  |  |  |  |  |  |  |  |  |  |  |  |  |  |  |  |  |  |  |  |  |  |  |                               |                               |                               |                               | Muhammad ibn Abdullah al-Aftah (Maymūn al-Qaddāḥ) | Muhammad ibn Abdullah al-Aftah (Maymūn al-Qaddāḥ) | Muhammad ibn Abdullah al-Aftah (Maymūn al-Qaddāḥ) | Muhammad ibn Abdullah al-Aftah (Maymūn al-Qaddāḥ) | Muhammad ibn Abdullah al-Aftah (Maymūn al-Qaddāḥ) | Muhammad ibn Abdullah al-Aftah (Maymūn al-Qaddāḥ) |                          |                          | Muḥammad ibn Ismā‘īl                                    | Muḥammad ibn Ismā‘īl                                    | Muḥammad ibn Ismā‘īl                                    | Muḥammad ibn Ismā‘īl                                    | Muḥammad ibn Ismā‘īl                                    | Muḥammad ibn Ismā‘īl                                    |                            |                            |                            |                            |  |  |  |  |  |  |  |  |  |  |  |  |  |  |  |  |  |  |  |  |  |  |  |  |  |  |
|  |  |  |  |  |  |  |  |  |  |  |  |  |  |  |  |  |  |  |  |  |  |  |  |  |  |  |  |  |  |                               |                               |                               |                               |                                                   |                                                   |                                                   |                                                   |                                                   |                                                   |                          |                          |                                                         |                                                         |                                                         |                                                         |                                                         |                                                         |                            |                            |                            |                            |  |  |  |  |  |  |  |  |  |  |  |  |  |  |  |  |  |  |  |  |  |  |  |  |  |  |
|  |  |  |  |  |  |  |  |  |  |  |  |  |  |  |  |  |  |  |  |  |  |  |  |  |  |  |  |  |  |                               |                               |                               |                               | Imanes Mustawda‘-Qaddāḥid                         | Imanes Mustawda‘-Qaddāḥid                         | Imanes Mustawda‘-Qaddāḥid                         | Imanes Mustawda‘-Qaddāḥid                         | Imanes Mustawda‘-Qaddāḥid                         | Imanes Mustawda‘-Qaddāḥid                         |                          |                          | 'Mustaqarr-Alid Imāms'                                  | 'Mustaqarr-Alid Imāms'                                  | 'Mustaqarr-Alid Imāms'                                  | 'Mustaqarr-Alid Imāms'                                  | 'Mustaqarr-Alid Imāms'                                  | 'Mustaqarr-Alid Imāms'                                  |                            |                            |                            |                            |  |  |  |  |  |  |  |  |  |  |  |  |  |  |  |  |  |  |  |  |  |  |  |  |  |  |
|  |  |  |  |  |  |  |  |  |  |  |  |  |  |  |  |  |  |  |  |  |  |  |  |  |  |  |  |  |  |                               |                               |                               |                               | Imanes Mustawda‘-Qaddāḥid                         | Imanes Mustawda‘-Qaddāḥid                         | Imanes Mustawda‘-Qaddāḥid                         | Imanes Mustawda‘-Qaddāḥid                         | Imanes Mustawda‘-Qaddāḥid                         | Imanes Mustawda‘-Qaddāḥid                         |                          |                          | 'Mustaqarr-Alid Imāms'                                  | 'Mustaqarr-Alid Imāms'                                  | 'Mustaqarr-Alid Imāms'                                  | 'Mustaqarr-Alid Imāms'                                  | 'Mustaqarr-Alid Imāms'                                  | 'Mustaqarr-Alid Imāms'                                  |                            |                            |                            |                            |  |  |  |  |  |  |  |  |  |  |  |  |  |  |  |  |  |  |  |  |  |  |  |  |  |  |
|  |  |  |  |  |  |  |  |  |  |  |  |  |  |  |  |  |  |  |  |  |  |  |  |  |  |  |  |  |  |                               |                               |                               |                               |                                                   |                                                   |                                                   |                                                   |                                                   |                                                   |                          |                          |                                                         |                                                         |                                                         |                                                         |                                                         |                                                         |                            |                            |                            |                            |  |  |  |  |  |  |  |  |  |  |  |  |  |  |  |  |  |  |  |  |  |  |  |  |  |  |
|  |  |  |  |  |  |  |  |  |  |  |  |  |  |  |  |  |  |  |  |  |  |  |  |  |  |  |  |  |  |                               |                               |                               |                               |                                                   |                                                   |                                                   |                                                   |                                                   |                                                   |                          |                          |                                                         |                                                         |                                                         |                                                         |                                                         |                                                         |                            |                            |                            |                            |  |  |  |  |  |  |  |  |  |  |  |  |  |  |  |  |  |  |  |  |  |  |  |  |  |  |
|  |  |  |  |  |  |  |  |  |  |  |  |  |  |  |  |  |  |  |  |  |  |  |  |  |  |  |  |  |  |                               |                               |                               |                               | Al-Wāfī Aḥmad                                     | Al-Wāfī Aḥmad                                     | Al-Wāfī Aḥmad                                     | Al-Wāfī Aḥmad                                     | Al-Wāfī Aḥmad                                     | Al-Wāfī Aḥmad                                     |                          |                          | ʿAbadullāh                                              | ʿAbadullāh                                              | ʿAbadullāh                                              | ʿAbadullāh                                              | ʿAbadullāh                                              | ʿAbadullāh                                              |                            |                            |                            |                            |  |  |  |  |  |  |  |  |  |  |  |  |  |  |  |  |  |  |  |  |  |  |  |  |  |  |
|  |  |  |  |  |  |  |  |  |  |  |  |  |  |  |  |  |  |  |  |  |  |  |  |  |  |  |  |  |  |                               |                               |                               |                               | Al-Wāfī Aḥmad                                     | Al-Wāfī Aḥmad                                     | Al-Wāfī Aḥmad                                     | Al-Wāfī Aḥmad                                     | Al-Wāfī Aḥmad                                     | Al-Wāfī Aḥmad                                     |                          |                          | ʿAbadullāh                                              | ʿAbadullāh                                              | ʿAbadullāh                                              | ʿAbadullāh                                              | ʿAbadullāh                                              | ʿAbadullāh                                              |                            |                            |                            |                            |  |  |  |  |  |  |  |  |  |  |  |  |  |  |  |  |  |  |  |  |  |  |  |  |  |  |
|  |  |  |  |  |  |  |  |  |  |  |  |  |  |  |  |  |  |  |  |  |  |  |  |  |  |  |  |  |  |                               |                               |                               |                               |                                                   |                                                   |                                                   |                                                   |                                                   |                                                   |                          |                          |                                                         |                                                         |                                                         |                                                         |                                                         |                                                         |                            |                            |                            |                            |  |  |  |  |  |  |  |  |  |  |  |  |  |  |  |  |  |  |  |  |  |  |  |  |  |  |
|  |  |  |  |  |  |  |  |  |  |  |  |  |  |  |  |  |  |  |  |  |  |  |  |  |  |  |  |  |  |                               |                               |                               |                               | At-Tāqī Muḥammad                                  | At-Tāqī Muḥammad                                  | At-Tāqī Muḥammad                                  | At-Tāqī Muḥammad                                  | At-Tāqī Muḥammad                                  | At-Tāqī Muḥammad                                  |                          |                          | Aḥmad ibn ʿAbadullāh                                    | Aḥmad ibn ʿAbadullāh                                    | Aḥmad ibn ʿAbadullāh                                    | Aḥmad ibn ʿAbadullāh                                    | Aḥmad ibn ʿAbadullāh                                    | Aḥmad ibn ʿAbadullāh                                    |                            |                            |                            |                            |  |  |  |  |  |  |  |  |  |  |  |  |  |  |  |  |  |  |  |  |  |  |  |  |  |  |
|  |  |  |  |  |  |  |  |  |  |  |  |  |  |  |  |  |  |  |  |  |  |  |  |  |  |  |  |  |  |                               |                               |                               |                               | At-Tāqī Muḥammad                                  | At-Tāqī Muḥammad                                  | At-Tāqī Muḥammad                                  | At-Tāqī Muḥammad                                  | At-Tāqī Muḥammad                                  | At-Tāqī Muḥammad                                  |                          |                          | Aḥmad ibn ʿAbadullāh                                    | Aḥmad ibn ʿAbadullāh                                    | Aḥmad ibn ʿAbadullāh                                    | Aḥmad ibn ʿAbadullāh                                    | Aḥmad ibn ʿAbadullāh                                    | Aḥmad ibn ʿAbadullāh                                    |                            |                            |                            |                            |  |  |  |  |  |  |  |  |  |  |  |  |  |  |  |  |  |  |  |  |  |  |  |  |  |  |
|  |  |  |  |  |  |  |  |  |  |  |  |  |  |  |  |  |  |  |  |  |  |  |  |  |  |  |  |  |  |                               |                               |                               |                               |                                                   |                                                   |                                                   |                                                   |                                                   |                                                   |                          |                          |                                                         |                                                         |                                                         |                                                         |                                                         |                                                         |                            |                            |                            |                            |  |  |  |  |  |  |  |  |  |  |  |  |  |  |  |  |  |  |  |  |  |  |  |  |  |  |
|  |  |  |  |  |  |  |  |  |  |  |  |  |  |  |  |  |  |  |  |  |  |  |  |  |  |  |  |  |  |                               |                               |                               |                               | Ar-Rāḍī ʿAbdullāh                                 | Ar-Rāḍī ʿAbdullāh                                 | Ar-Rāḍī ʿAbdullāh                                 | Ar-Rāḍī ʿAbdullāh                                 | Ar-Rāḍī ʿAbdullāh                                 | Ar-Rāḍī ʿAbdullāh                                 |                          |                          | al-Ḥusayn ibn Aḥmad                                     | al-Ḥusayn ibn Aḥmad                                     | al-Ḥusayn ibn Aḥmad                                     | al-Ḥusayn ibn Aḥmad                                     | al-Ḥusayn ibn Aḥmad                                     | al-Ḥusayn ibn Aḥmad                                     |                            |                            |                            |                            |  |  |  |  |  |  |  |  |  |  |  |  |  |  |  |  |  |  |  |  |  |  |  |  |  |  |
|  |  |  |  |  |  |  |  |  |  |  |  |  |  |  |  |  |  |  |  |  |  |  |  |  |  |  |  |  |  |                               |                               |                               |                               | Ar-Rāḍī ʿAbdullāh                                 | Ar-Rāḍī ʿAbdullāh                                 | Ar-Rāḍī ʿAbdullāh                                 | Ar-Rāḍī ʿAbdullāh                                 | Ar-Rāḍī ʿAbdullāh                                 | Ar-Rāḍī ʿAbdullāh                                 |                          |                          | al-Ḥusayn ibn Aḥmad                                     | al-Ḥusayn ibn Aḥmad                                     | al-Ḥusayn ibn Aḥmad                                     | al-Ḥusayn ibn Aḥmad                                     | al-Ḥusayn ibn Aḥmad                                     | al-Ḥusayn ibn Aḥmad                                     |                            |                            |                            |                            |  |  |  |  |  |  |  |  |  |  |  |  |  |  |  |  |  |  |  |  |  |  |  |  |  |  |
|  |  |  |  |  |  |  |  |  |  |  |  |  |  |  |  |  |  |  |  |  |  |  |  |  |  |  |  |  |  |                               |                               |                               |                               |                                                   |                                                   |                                                   |                                                   |                                                   |                                                   |                          |                          |                                                         |                                                         |                                                         |                                                         |                                                         |                                                         |                            |                            |                            |                            |  |  |  |  |  |  |  |  |  |  |  |  |  |  |  |  |  |  |  |  |  |  |  |  |  |  |
|  |  |  |  |  |  |  |  |  |  |  |  |  |  |  |  |  |  |  |  |  |  |  |  |  |  |  |  |  |  |                               |                               |                               |                               | ʿAbdullah Mahdi                                   | ʿAbdullah Mahdi                                   | ʿAbdullah Mahdi                                   | ʿAbdullah Mahdi                                   | ʿAbdullah Mahdi                                   | ʿAbdullah Mahdi                                   |                          |                          | ʿAlī ibn al-Ḥusayn                                      | ʿAlī ibn al-Ḥusayn                                      | ʿAlī ibn al-Ḥusayn                                      | ʿAlī ibn al-Ḥusayn                                      | ʿAlī ibn al-Ḥusayn                                      | ʿAlī ibn al-Ḥusayn                                      |                            |                            |                            |                            |  |  |  |  |  |  |  |  |  |  |  |  |  |  |  |  |  |  |  |  |  |  |  |  |  |  |
|  |  |  |  |  |  |  |  |  |  |  |  |  |  |  |  |  |  |  |  |  |  |  |  |  |  |  |  |  |  |                               |                               |                               |                               | ʿAbdullah Mahdi                                   | ʿAbdullah Mahdi                                   | ʿAbdullah Mahdi                                   | ʿAbdullah Mahdi                                   | ʿAbdullah Mahdi                                   | ʿAbdullah Mahdi                                   |                          |                          | ʿAlī ibn al-Ḥusayn                                      | ʿAlī ibn al-Ḥusayn                                      | ʿAlī ibn al-Ḥusayn                                      | ʿAlī ibn al-Ḥusayn                                      | ʿAlī ibn al-Ḥusayn                                      | ʿAlī ibn al-Ḥusayn                                      |                            |                            |                            |                            |  |  |  |  |  |  |  |  |  |  |  |  |  |  |  |  |  |  |  |  |  |  |  |  |  |  |
|  |  |  |  |  |  |  |  |  |  |  |  |  |  |  |  |  |  |  |  |  |  |  |  |  |  |  |  |  |  |                               |                               |                               |                               |                                                   |                                                   |                                                   |                                                   |                                                   |                                                   |                          |                          |                                                         |                                                         |                                                         |                                                         |                                                         |                                                         |                            |                            |                            |                            |  |  |  |  |  |  |  |  |  |  |  |  |  |  |  |  |  |  |  |  |  |  |  |  |  |  |
|  |  |  |  |  |  |  |  |  |  |  |  |  |  |  |  |  |  |  |  |  |  |  |  |  |  |  |  |  |  |                               |                               |                               |                               |                                                   |                                                   |                                                   |                                                   |                                                   |                                                   |                          |                          |                                                         |                                                         |                                                         |                                                         |                                                         |                                                         |                            |                            |                            |                            |  |  |  |  |  |  |  |  |  |  |  |  |  |  |  |  |  |  |  |  |  |  |  |  |  |  |
|  |  |  |  |  |  |  |  |  |  |  |  |  |  |  |  |  |  |  |  |  |  |  |  |  |  |  |  |  |  |                               |                               |                               |                               |                                                   |                                                   |                                                   |                                                   | Fatimíes (Ismailismo)                             |                                                   |                          |                          |                                                         |                                                         |                                                         |                                                         |                                                         |                                                         |                            |                            |                            |                            |  |  |  |  |  |  |  |  |  |  |  |  |  |  |  |  |  |  |  |  |  |  |  |  |  |  |
|  |  |  |  |  |  |  |  |  |  |  |  |  |  |  |  |  |  |  |  |  |  |  |  |  |  |  |  |  |  |                               |                               |                               |                               |                                                   |                                                   |                                                   |                                                   |                                                   |                                                   |                          |                          |                                                         |                                                         |                                                         |                                                         |                                                         |                                                         |                            |                            |                            |                            |  |  |  |  |  |  |  |  |  |  |  |  |  |  |  |  |  |  |  |  |  |  |  |  |  |  |
|  |  |  |  |  |  |  |  |  |  |  |  |  |  |  |  |  |  |  |  |  |  |  |  |  |  |  |  |  |  |                               |                               |                               |                               |                                                   |                                                   |                                                   |                                                   |                                                   |                                                   |                          |                          |                                                         |                                                         |                                                         |                                                         |                                                         |                                                         |                            |                            |                            |                            |  |  |  |  |  |  |  |  |  |  |  |  |  |  |  |  |  |  |  |  |  |  |  |  |  |  |
|  |  |  |  |  |  |  |  |  |  |  |  |  |  |  |  |  |  |  |  |  |  |  |  |  |  |  |  |  |  |                               |                               |                               |                               |                                                   |                                                   |                                                   |                                                   | 'Al-Qā'im'                                        |                                                   |                          |                          |                                                         |                                                         |                                                         |                                                         |                                                         |                                                         |                            |                            |                            |                            |  |  |  |  |  |  |  |  |  |  |  |  |  |  |  |  |  |  |  |  |  |  |  |  |  |  |
|  |  |  |  |  |  |  |  |  |  |  |  |  |  |  |  |  |  |  |  |  |  |  |  |  |  |  |  |  |  |                               |                               |                               |                               |                                                   |                                                   |                                                   |                                                   |                                                   |                                                   |                          |                          |                                                         |                                                         |                                                         |                                                         |                                                         |                                                         |                            |                            |                            |                            |  |  |  |  |  |  |  |  |  |  |  |  |  |  |  |  |  |  |  |  |  |  |  |  |  |  |
|  |  |  |  |  |  |  |  |  |  |  |  |  |  |  |  |  |  |  |  |  |  |  |  |  |  |  |  |  |  |                               |                               |                               |                               |                                                   |                                                   |                                                   |                                                   | 'Al-Mansur'                                       |                                                   |                          |                          |                                                         |                                                         |                                                         |                                                         |                                                         |                                                         |                            |                            |                            |                            |  |  |  |  |  |  |  |  |  |  |  |  |  |  |  |  |  |  |  |  |  |  |  |  |  |  |
|  |  |  |  |  |  |  |  |  |  |  |  |  |  |  |  |  |  |  |  |  |  |  |  |  |  |  |  |  |  |                               |                               |                               |                               |                                                   |                                                   |                                                   |                                                   |                                                   |                                                   |                          |                          |                                                         |                                                         |                                                         |                                                         |                                                         |                                                         |                            |                            |                            |                            |  |  |  |  |  |  |  |  |  |  |  |  |  |  |  |  |  |  |  |  |  |  |  |  |  |  |
|  |  |  |  |  |  |  |  |  |  |  |  |  |  |  |  |  |  |  |  |  |  |  |  |  |  |  |  |  |  |                               |                               |                               |                               |                                                   |                                                   |                                                   |                                                   | 'Al-Mu'izz'                                       |                                                   |                          |                          |                                                         |                                                         |                                                         |                                                         |                                                         |                                                         |                            |                            |                            |                            |  |  |  |  |  |  |  |  |  |  |  |  |  |  |  |  |  |  |  |  |  |  |  |  |  |  |
|  |  |  |  |  |  |  |  |  |  |  |  |  |  |  |  |  |  |  |  |  |  |  |  |  |  |  |  |  |  |                               |                               |                               |                               |                                                   |                                                   |                                                   |                                                   |                                                   |                                                   |                          |                          |                                                         |                                                         |                                                         |                                                         |                                                         |                                                         |                            |                            |                            |                            |  |  |  |  |  |  |  |  |  |  |  |  |  |  |  |  |  |  |  |  |  |  |  |  |  |  |
|  |  |  |  |  |  |  |  |  |  |  |  |  |  |  |  |  |  |  |  |  |  |  |  |  |  |  |  |  |  |                               |                               |                               |                               |                                                   |                                                   |                                                   |                                                   | 'Al-Aziz'                                         |                                                   |                          |                          |                                                         |                                                         |                                                         |                                                         |                                                         |                                                         |                            |                            |                            |                            |  |  |  |  |  |  |  |  |  |  |  |  |  |  |  |  |  |  |  |  |  |  |  |  |  |  |
|  |  |  |  |  |  |  |  |  |  |  |  |  |  |  |  |  |  |  |  |  |  |  |  |  |  |  |  |  |  |                               |                               |                               |                               |                                                   |                                                   |                                                   |                                                   |                                                   |                                                   |                          |                          |                                                         |                                                         |                                                         |                                                         |                                                         |                                                         |                            |                            |                            |                            |  |  |  |  |  |  |  |  |  |  |  |  |  |  |  |  |  |  |  |  |  |  |  |  |  |  |
|  |  |  |  |  |  |  |  |  |  |  |  |  |  |  |  |  |  |  |  |  |  |  |  |  |  |  |  |  |  |                               |                               |                               |                               |                                                   |                                                   |                                                   |                                                   | 'Al-Hakim'                                        |                                                   |                          |                          |                                                         |                                                         |                                                         |                                                         |                                                         |                                                         |                            |                            |                            |                            |  |  |  |  |  |  |  |  |  |  |  |  |  |  |  |  |  |  |  |  |  |  |  |  |  |  |
|  |  |  |  |  |  |  |  |  |  |  |  |  |  |  |  |  |  |  |  |  |  |  |  |  |  |  |  |  |  |                               |                               |                               |                               |                                                   |                                                   |                                                   |                                                   |                                                   |                                                   |                          |                          |                                                         |                                                         |                                                         |                                                         |                                                         |                                                         |                            |                            |                            |                            |  |  |  |  |  |  |  |  |  |  |  |  |  |  |  |  |  |  |  |  |  |  |  |  |  |  |
|  |  |  |  |  |  |  |  |  |  |  |  |  |  |  |  |  |  |  |  |  |  |  |  |  |  |  |  |  |  |                               |                               |                               |                               |                                                   |                                                   |                                                   |                                                   | 'Az-Zahir'                                        |                                                   |                          |                          |                                                         |                                                         |                                                         |                                                         |                                                         |                                                         |                            |                            |                            |                            |  |  |  |  |  |  |  |  |  |  |  |  |  |  |  |  |  |  |  |  |  |  |  |  |  |  |
|  |  |  |  |  |  |  |  |  |  |  |  |  |  |  |  |  |  |  |  |  |  |  |  |  |  |  |  |  |  |                               |                               |                               |                               |                                                   |                                                   |                                                   |                                                   |                                                   |                                                   |                          |                          |                                                         |                                                         |                                                         |                                                         |                                                         |                                                         |                            |                            |                            |                            |  |  |  |  |  |  |  |  |  |  |  |  |  |  |  |  |  |  |  |  |  |  |  |  |  |  |
|  |  |  |  |  |  |  |  |  |  |  |  |  |  |  |  |  |  |  |  |  |  |  |  |  |  |  |  |  |  |                               |                               |                               |                               |                                                   |                                                   |                                                   |                                                   | 'Al-Mustansir'                                    |                                                   |                          |                          |                                                         |                                                         |                                                         |                                                         |                                                         |                                                         |                            |                            |                            |                            |  |  |  |  |  |  |  |  |  |  |  |  |  |  |  |  |  |  |  |  |  |  |  |  |  |  |
|  |  |  |  |  |  |  |  |  |  |  |  |  |  |  |  |  |  |  |  |  |  |  |  |  |  |  |  |  |  |                               |                               |                               |                               |                                                   |                                                   |                                                   |                                                   |                                                   |                                                   |                          |                          |                                                         |                                                         |                                                         |                                                         |                                                         |                                                         |                            |                            |                            |                            |  |  |  |  |  |  |  |  |  |  |  |  |  |  |  |  |  |  |  |  |  |  |  |  |  |  |
|  |  |  |  |  |  |  |  |  |  |  |  |  |  |  |  |  |  |  |  |  |  |  |  |  |  |  |  |  |  |                               |                               |                               |                               |                                                   |                                                   |                                                   |                                                   |                                                   |                                                   |                          |                          |                                                         |                                                         |                                                         |                                                         |                                                         |                                                         |                            |                            |                            |                            |  |  |  |  |  |  |  |  |  |  |  |  |  |  |  |  |  |  |  |  |  |  |  |  |  |  |
|  |  |  |  |  |  |  |  |  |  |  |  |  |  |  |  |  |  |  |  |  |  |  |  |  |  |  |  |  |  | Nizār al-Muṣṭafá (Nizārīyyah) | Nizār al-Muṣṭafá (Nizārīyyah) | Nizār al-Muṣṭafá (Nizārīyyah) | Nizār al-Muṣṭafá (Nizārīyyah) | Nizār al-Muṣṭafá (Nizārīyyah)                     | Nizār al-Muṣṭafá (Nizārīyyah)                     |                                                   |                                                   | Muhammad                                          | Muhammad                                          | Muhammad                 | Muhammad                 | Muhammad                                                | Muhammad                                                |                                                         |                                                         | Al-Mustā‘lī (Mustā‘līyyah)                              | Al-Mustā‘lī (Mustā‘līyyah)                              | Al-Mustā‘lī (Mustā‘līyyah) | Al-Mustā‘lī (Mustā‘līyyah) | Al-Mustā‘lī (Mustā‘līyyah) | Al-Mustā‘lī (Mustā‘līyyah) |  |  |  |  |  |  |  |  |  |  |  |  |  |  |  |  |  |  |  |  |  |  |  |  |  |  |
|  |  |  |  |  |  |  |  |  |  |  |  |  |  |  |  |  |  |  |  |  |  |  |  |  |  |  |  |  |  | Nizār al-Muṣṭafá (Nizārīyyah) | Nizār al-Muṣṭafá (Nizārīyyah) | Nizār al-Muṣṭafá (Nizārīyyah) | Nizār al-Muṣṭafá (Nizārīyyah) | Nizār al-Muṣṭafá (Nizārīyyah)                     | Nizār al-Muṣṭafá (Nizārīyyah)                     |                                                   |                                                   | Muhammad                                          | Muhammad                                          | Muhammad                 | Muhammad                 | Muhammad                                                | Muhammad                                                |                                                         |                                                         | Al-Mustā‘lī (Mustā‘līyyah)                              | Al-Mustā‘lī (Mustā‘līyyah)                              | Al-Mustā‘lī (Mustā‘līyyah) | Al-Mustā‘lī (Mustā‘līyyah) | Al-Mustā‘lī (Mustā‘līyyah) | Al-Mustā‘lī (Mustā‘līyyah) |  |  |  |  |  |  |  |  |  |  |  |  |  |  |  |  |  |  |  |  |  |  |  |  |  |  |
|  |  |  |  |  |  |  |  |  |  |  |  |  |  |  |  |  |  |  |  |  |  |  |  |  |  |  |  |  |  |                               |                               |                               |                               |                                                   |                                                   |                                                   |                                                   |                                                   |                                                   |                          |                          |                                                         |                                                         |                                                         |                                                         | 'Al-Āmīr'                                               |                                                         |                            |                            |                            |                            |  |  |  |  |  |  |  |  |  |  |  |  |  |  |  |  |  |  |  |  |  |  |  |  |  |  |
|  |  |  |  |  |  |  |  |  |  |  |  |  |  |  |  |  |  |  |  |  |  |  |  |  |  |  |  |  |  |                               |                               |                               |                               |                                                   |                                                   |                                                   |                                                   |                                                   |                                                   |                          |                          |                                                         |                                                         |                                                         |                                                         |                                                         |                                                         |                            |                            |                            |                            |  |  |  |  |  |  |  |  |  |  |  |  |  |  |  |  |  |  |  |  |  |  |  |  |  |  |
|  |  |  |  |  |  |  |  |  |  |  |  |  |  |  |  |  |  |  |  |  |  |  |  |  |  |  |  |  |  |                               |                               |                               |                               |                                                   |                                                   |                                                   |                                                   |                                                   |                                                   |                          |                          |                                                         |                                                         |                                                         |                                                         |                                                         |                                                         |                            |                            |                            |                            |  |  |  |  |  |  |  |  |  |  |  |  |  |  |  |  |  |  |  |  |  |  |  |  |  |  |
|  |  |  |  |  |  |  |  |  |  |  |  |  |  |  |  |  |  |  |  |  |  |  |  |  |  |  |  |  |  | Alamut Castle (Hassasins)     | Alamut Castle (Hassasins)     | Alamut Castle (Hassasins)     | Alamut Castle (Hassasins)     | Alamut Castle (Hassasins)                         | Alamut Castle (Hassasins)                         |                                                   |                                                   | 'Al-Hāfeez' (Ḥāfīzīyyah)                          | 'Al-Hāfeez' (Ḥāfīzīyyah)                          | 'Al-Hāfeez' (Ḥāfīzīyyah) | 'Al-Hāfeez' (Ḥāfīzīyyah) | 'Al-Hāfeez' (Ḥāfīzīyyah)                                | 'Al-Hāfeez' (Ḥāfīzīyyah)                                |                                                         |                                                         | Aṭ-Ṭāyyīb (Ṭāyyībīyyah)                                 | Aṭ-Ṭāyyīb (Ṭāyyībīyyah)                                 | Aṭ-Ṭāyyīb (Ṭāyyībīyyah)    | Aṭ-Ṭāyyīb (Ṭāyyībīyyah)    | Aṭ-Ṭāyyīb (Ṭāyyībīyyah)    | Aṭ-Ṭāyyīb (Ṭāyyībīyyah)    |  |  |  |  |  |  |  |  |  |  |  |  |  |  |  |  |  |  |  |  |  |  |  |  |  |  |
|  |  |  |  |  |  |  |  |  |  |  |  |  |  |  |  |  |  |  |  |  |  |  |  |  |  |  |  |  |  | Alamut Castle (Hassasins)     | Alamut Castle (Hassasins)     | Alamut Castle (Hassasins)     | Alamut Castle (Hassasins)     | Alamut Castle (Hassasins)                         | Alamut Castle (Hassasins)                         |                                                   |                                                   | 'Al-Hāfeez' (Ḥāfīzīyyah)                          | 'Al-Hāfeez' (Ḥāfīzīyyah)                          | 'Al-Hāfeez' (Ḥāfīzīyyah) | 'Al-Hāfeez' (Ḥāfīzīyyah) | 'Al-Hāfeez' (Ḥāfīzīyyah)                                | 'Al-Hāfeez' (Ḥāfīzīyyah)                                |                                                         |                                                         | Aṭ-Ṭāyyīb (Ṭāyyībīyyah)                                 | Aṭ-Ṭāyyīb (Ṭāyyībīyyah)                                 | Aṭ-Ṭāyyīb (Ṭāyyībīyyah)    | Aṭ-Ṭāyyīb (Ṭāyyībīyyah)    | Aṭ-Ṭāyyīb (Ṭāyyībīyyah)    | Aṭ-Ṭāyyīb (Ṭāyyībīyyah)    |  |  |  |  |  |  |  |  |  |  |  |  |  |  |  |  |  |  |  |  |  |  |  |  |  |  |
|  |  |  |  |  |  |  |  |  |  |  |  |  |  |  |  |  |  |  |  |  |  |  |  |  |  |  |  |  |  |                               |                               |                               |                               |                                                   |                                                   |                                                   |                                                   |                                                   |                                                   |                          |                          |                                                         |                                                         |                                                         |                                                         |                                                         |                                                         |                            |                            |                            |                            |  |  |  |  |  |  |  |  |  |  |  |  |  |  |  |  |  |  |  |  |  |  |  |  |  |  |
|  |  |  |  |  |  |  |  |  |  |  |  |  |  |  |  |  |  |  |  |  |  |  |  |  |  |  |  |  |  |                               |                               |                               |                               |                                                   |                                                   |                                                   |                                                   |                                                   |                                                   |                          |                          |                                                         |                                                         |                                                         |                                                         |                                                         |                                                         |                            |                            |                            |                            |  |  |  |  |  |  |  |  |  |  |  |  |  |  |  |  |  |  |  |  |  |  |  |  |  |  |
|  |  |  |  |  |  |  |  |  |  |  |  |  |  |  |  |  |  |  |  |  |  |  |  |  |  |  |  |  |  |                               |                               |                               |                               | 'Al-Zāfīr'                                        | 'Al-Zāfīr'                                        | 'Al-Zāfīr'                                        | 'Al-Zāfīr'                                        | 'Al-Zāfīr'                                        | 'Al-Zāfīr'                                        |                          |                          | Yūssuf                                                  | Yūssuf                                                  | Yūssuf                                                  | Yūssuf                                                  | Yūssuf                                                  | Yūssuf                                                  |                            |                            |                            |                            |  |  |  |  |  |  |  |  |  |  |  |  |  |  |  |  |  |  |  |  |  |  |  |  |  |  |
|  |  |  |  |  |  |  |  |  |  |  |  |  |  |  |  |  |  |  |  |  |  |  |  |  |  |  |  |  |  |                               |                               |                               |                               | 'Al-Zāfīr'                                        | 'Al-Zāfīr'                                        | 'Al-Zāfīr'                                        | 'Al-Zāfīr'                                        | 'Al-Zāfīr'                                        | 'Al-Zāfīr'                                        |                          |                          | Yūssuf                                                  | Yūssuf                                                  | Yūssuf                                                  | Yūssuf                                                  | Yūssuf                                                  | Yūssuf                                                  |                            |                            |                            |                            |  |  |  |  |  |  |  |  |  |  |  |  |  |  |  |  |  |  |  |  |  |  |  |  |  |  |
|  |  |  |  |  |  |  |  |  |  |  |  |  |  |  |  |  |  |  |  |  |  |  |  |  |  |  |  |  |  |                               |                               |                               |                               |                                                   |                                                   |                                                   |                                                   |                                                   |                                                   |                          |                          |                                                         |                                                         |                                                         |                                                         |                                                         |                                                         |                            |                            |                            |                            |  |  |  |  |  |  |  |  |  |  |  |  |  |  |  |  |  |  |  |  |  |  |  |  |  |  |
|  |  |  |  |  |  |  |  |  |  |  |  |  |  |  |  |  |  |  |  |  |  |  |  |  |  |  |  |  |  | 'Nizārī Imāmah'               | 'Nizārī Imāmah'               | 'Nizārī Imāmah'               | 'Nizārī Imāmah'               | 'Nizārī Imāmah'                                   | 'Nizārī Imāmah'                                   |                                                   |                                                   | 'Al-Fā'īz'                                        | 'Al-Fā'īz'                                        | 'Al-Fā'īz'               | 'Al-Fā'īz'               | 'Al-Fā'īz'                                              | 'Al-Fā'īz'                                              |                                                         |                                                         | Taiyabi Dā'ĩs                                           | Taiyabi Dā'ĩs                                           | Taiyabi Dā'ĩs              | Taiyabi Dā'ĩs              | Taiyabi Dā'ĩs              | Taiyabi Dā'ĩs              |  |  |  |  |  |  |  |  |  |  |  |  |  |  |  |  |  |  |  |  |  |  |  |  |  |  |
|  |  |  |  |  |  |  |  |  |  |  |  |  |  |  |  |  |  |  |  |  |  |  |  |  |  |  |  |  |  | 'Nizārī Imāmah'               | 'Nizārī Imāmah'               | 'Nizārī Imāmah'               | 'Nizārī Imāmah'               | 'Nizārī Imāmah'                                   | 'Nizārī Imāmah'                                   |                                                   |                                                   | 'Al-Fā'īz'                                        | 'Al-Fā'īz'                                        | 'Al-Fā'īz'               | 'Al-Fā'īz'               | 'Al-Fā'īz'                                              | 'Al-Fā'īz'                                              |                                                         |                                                         | Taiyabi Dā'ĩs                                           | Taiyabi Dā'ĩs                                           | Taiyabi Dā'ĩs              | Taiyabi Dā'ĩs              | Taiyabi Dā'ĩs              | Taiyabi Dā'ĩs              |  |  |  |  |  |  |  |  |  |  |  |  |  |  |  |  |  |  |  |  |  |  |  |  |  |  |
|  |  |  |  |  |  |  |  |  |  |  |  |  |  |  |  |  |  |  |  |  |  |  |  |  |  |  |  |  |  |                               |                               |                               |                               |                                                   |                                                   |                                                   |                                                   |                                                   |                                                   |                          |                          |                                                         |                                                         |                                                         |                                                         |                                                         |                                                         |                            |                            |                            |                            |  |  |  |  |  |  |  |  |  |  |  |  |  |  |  |  |  |  |  |  |  |  |  |  |  |  |
|  |  |  |  |  |  |  |  |  |  |  |  |  |  |  |  |  |  |  |  |  |  |  |  |  |  |  |  |  |  |                               |                               |                               |                               |                                                   |                                                   |                                                   |                                                   |                                                   |                                                   |                          |                          |                                                         |                                                         |                                                         |                                                         |                                                         |                                                         |                            |                            |                            |                            |  |  |  |  |  |  |  |  |  |  |  |  |  |  |  |  |  |  |  |  |  |  |  |  |  |  |
|  |  |  |  |  |  |  |  |  |  |  |  |  |  |  |  |  |  |  |  |  |  |  |  |  |  |  |  |  |  |                               |                               |                               |                               |                                                   |                                                   |                                                   |                                                   | Al-'Āḍīd                                          |                                                   |                          |                          |                                                         |                                                         |                                                         |                                                         |                                                         |                                                         |                            |                            |                            |                            |  |  |  |  |  |  |  |  |  |  |  |  |  |  |  |  |  |  |  |  |  |  |  |  |  |  |
|  |  |  |  |  |  |  |  |  |  |  |  |  |  |  |  |  |  |  |  |  |  |  |  |  |  |  |  |  |  |                               |                               |                               |                               |                                                   |                                                   |                                                   |                                                   |                                                   |                                                   |                          |                          |                                                         |                                                         |                                                         |                                                         |                                                         |                                                         |                            |                            |                            |                            |  |  |  |  |  |  |  |  |  |  |  |  |  |  |  |  |  |  |  |  |  |  |  |  |  |  |
|  |  |  |  |  |  |  |  |  |  |  |  |  |  |  |  |  |  |  |  |  |  |  |  |  |  |  |  |  |  |                               |                               |                               |                               |                                                   |                                                   |                                                   |                                                   |                                                   |                                                   |                          |                          |                                                         |                                                         |                                                         |                                                         |                                                         |                                                         |                            |                            |                            |                            |  |  |  |  |  |  |  |  |  |  |  |  |  |  |  |  |  |  |  |  |  |  |  |  |  |  |
|  |  |  |  |  |  |  |  |  |  |  |  |  |  |  |  |  |  |  |  |  |  |  |  |  |  |  |  |  |  | 'Nizārī Ismāilism'            | 'Nizārī Ismāilism'            | 'Nizārī Ismāilism'            | 'Nizārī Ismāilism'            | 'Nizārī Ismāilism'                                | 'Nizārī Ismāilism'                                |                                                   |                                                   |                                                   |                                                   |                          |                          |                                                         |                                                         |                                                         |                                                         | Dawoodi Dā'ĩs                                           | Dawoodi Dā'ĩs                                           | Dawoodi Dā'ĩs              | Dawoodi Dā'ĩs              | Dawoodi Dā'ĩs              | Dawoodi Dā'ĩs              |  |  |  |  |  |  |  |  |  |  |  |  |  |  |  |  |  |  |  |  |  |  |  |  |  |  |
|  |  |  |  |  |  |  |  |  |  |  |  |  |  |  |  |  |  |  |  |  |  |  |  |  |  |  |  |  |  | 'Nizārī Ismāilism'            | 'Nizārī Ismāilism'            | 'Nizārī Ismāilism'            | 'Nizārī Ismāilism'            | 'Nizārī Ismāilism'                                | 'Nizārī Ismāilism'                                |                                                   |                                                   |                                                   |                                                   |                          |                          |                                                         |                                                         |                                                         |                                                         | Dawoodi Dā'ĩs                                           | Dawoodi Dā'ĩs                                           | Dawoodi Dā'ĩs              | Dawoodi Dā'ĩs              | Dawoodi Dā'ĩs              | Dawoodi Dā'ĩs              |  |  |  |  |  |  |  |  |  |  |  |  |  |  |  |  |  |  |  |  |  |  |  |  |  |  |
|  |  |  |  |  |  |  |  |  |  |  |  |  |  |  |  |  |  |  |  |  |  |  |  |  |  |  |  |  |  |                               |                               |                               |                               |                                                   |                                                   |                                                   |                                                   |                                                   |                                                   |                          |                          |                                                         |                                                         |                                                         |                                                         |                                                         |                                                         |                            |                            |                            |                            |  |  |  |  |  |  |  |  |  |  |  |  |  |  |  |  |  |  |  |  |  |  |  |  |  |  |

### Árbol genealógico
| Árbol genealógico de la dinastía fatimí \| \| \| \| \| \| \| \| \| \| \| \| \| \| \| \| \| \| \| \| \| \| \| \| \| \| \| \| \| \| \| \| \| \| \| \| \| \| \| \| \| \| \| \| \| \| \| \| \| Abu Muhammad Abdallah al-Mahdi bi-Illah (reinó\\|909\\|934) \| \| \| \| \| \| \| \| \| \| \| \| \| \| \| \| \| \| \| \| \| \| \| \| \| \| \| \| \| \| \| \| \| \| \| \| \| \| \| \| \| \| \| \| \| \| \| \| \| \| \| \| \| \| \| \| \| \| \| \| \| \| \| \| \| \| \| \| \| \| \| \| \| \| \| \| \| \| \| \| \| \| \| \| \| \| \| \| \| \| \| \| \| \| \| \| \| \| \| \| \| \| \| \| \| \| \| \| \| \| \| \| \| \| \| \| \| \| \| \| \| \| \| \| \| \| \| \| \| \| \| \| \| \| \| \| \| \| \| \| \| \| \| \| \| \| \| \| \| \| \| \| \| \| \| \| \| \| \| \| \| \| \| \| \| \| \| \| \| \| \| \| \| \| \| \| \| \| \| \| \| \| \| \| \| \| \| \| \| \| \| \| \| \| \| \| \| \| \| \| \| \| \| \| \| \| \| \| \| \| \| \| \| \| \| \| \| \| \| \| \| \| \| \| \| \| \| \| \| \| \| \| \| \| \| \| \| \| \| \| \| \| \| \| \| \| \| \| \| \| \| \| \| \| \| \| \| \| \| \| \| \| \| \| \| \| \| \| \| \| \| \| \| \| \| \| \| \| \| \| \| \| \| \| \| \| \| \| \| \| \| \| \| \| \| \| \| \| \| \| \| \| \| \| \| \| \| \| \| Abu'l-Qasim Muhammad al-Qa'im bi-Amr Allah (reinó\\|934\\|946) \| Abu'l-Qasim Muhammad al-Qa'im bi-Amr Allah (reinó\\|934\\|946) \| Abu'l-Qasim Muhammad al-Qa'im bi-Amr Allah (reinó\\|934\\|946) \| Abu'l-Qasim Muhammad al-Qa'im bi-Amr Allah (reinó\\|934\\|946) \| Abu'l-Qasim Muhammad al-Qa'im bi-Amr Allah (reinó\\|934\\|946) \| Abu'l-Qasim Muhammad al-Qa'im bi-Amr Allah (reinó\\|934\\|946) \| \| \| Abu Ali Ahmad \| Abu Ali Ahmad \| Abu Ali Ahmad \| Abu Ali Ahmad \| Abu Ali Ahmad \| Abu Ali Ahmad \| \| \| Otros hijos \| Otros hijos \| Otros hijos \| Otros hijos \| Otros hijos \| Otros hijos \| \| \| \| \| \| \| \| \| \| \| \| \| \| \| \| \| \| \| \| \| \| \| \| \| \| \| \| \| \| \| \| \| \| \| \| \| \| \| \| \| \| \| \| \| \| \| \| \| \| \| \| \| \| \| \| \| \| \| \| \| \| \| \| \| \| \| \| \| \| \| \| \| \| \| \| \| \| \| \| \| \| Abu'l-Qasim Muhammad al-Qa'im bi-Amr Allah (reinó\\|934\\|946) \| Abu'l-Qasim Muhammad al-Qa'im bi-Amr Allah (reinó\\|934\\|946) \| Abu'l-Qasim Muhammad al-Qa'im bi-Amr Allah (reinó\\|934\\|946) \| Abu'l-Qasim Muhammad al-Qa'im bi-Amr Allah (reinó\\|934\\|946) \| Abu'l-Qasim Muhammad al-Qa'im bi-Amr Allah (reinó\\|934\\|946) \| Abu'l-Qasim Muhammad al-Qa'im bi-Amr Allah (reinó\\|934\\|946) \| \| \| Abu Ali Ahmad \| Abu Ali Ahmad \| Abu Ali Ahmad \| Abu Ali Ahmad \| Abu Ali Ahmad \| Abu Ali Ahmad \| \| \| Otros hijos \| Otros hijos \| Otros hijos \| Otros hijos \| Otros hijos \| Otros hijos \| \| \| \| \| \| \| \| \| \| \| \| \| \| \| \| \| \| \| \| \| \| \| \| \| \| \| \| \| \| \| \| \| \| \| \| \| \| \| \| \| \| \| \| \| \| \| \| \| \| \| \| \| \| \| \| \| \| \| \| \| \| \| \| \| \| \| \| \| \| \| \| \| \| \| \| \| \| \| \| \| \| \| \| \| \| \| \| \| \| \| \| \| \| \| \| \| \| \| \| \| \| \| \| \| \| \| \| \| \| \| \| \| \| \| \| \| \| \| \| \| \| \| \| \| \| \| \| \| \| \| \| \| \| \| \| \| \| \| \| \| \| \| \| \| \| \| \| \| \| \| \| \| \| \| \| \| \| \| \| \| \| \| \| \| \| \| \| \| \| \| \| \| \| \| \| \| al-Qasim§ \| al-Qasim§ \| al-Qasim§ \| al-Qasim§ \| al-Qasim§ \| al-Qasim§ \| \| \| Abu Tahir Isma'il al-Mansur bi-Illah (reinó\\|946\\|953) \| Abu Tahir Isma'il al-Mansur bi-Illah (reinó\\|946\\|953) \| Abu Tahir Isma'il al-Mansur bi-Illah (reinó\\|946\\|953) \| Abu Tahir Isma'il al-Mansur bi-Illah (reinó\\|946\\|953) \| Abu Tahir Isma'il al-Mansur bi-Illah (reinó\\|946\\|953) \| Abu Tahir Isma'il al-Mansur bi-Illah (reinó\\|946\\|953) \| \| \| Otros hijos \| Otros hijos \| Otros hijos \| Otros hijos \| Otros hijos \| Otros hijos \| \| \| \| \| \| \| \| \| \| \| \| \| \| \| \| \| \| \| \| \| \| \| \| \| \| \| \| \| \| \| \| \| \| \| \| \| \| \| \| \| \| \| \| \| \| \| \| \| \| \| \| \| \| \| \| \| \| \| \| \| \| \| \| \| \| \| \| \| \| \| \| \| \| \| \| \| \| \| \| \| \| al-Qasim§ \| al-Qasim§ \| al-Qasim§ \| al-Qasim§ \| al-Qasim§ \| al-Qasim§ \| \| \| Abu Tahir Isma'il al-Mansur bi-Illah (reinó\\|946\\|953) \| Abu Tahir Isma'il al-Mansur bi-Illah (reinó\\|946\\|953) \| Abu Tahir Isma'il al-Mansur bi-Illah (reinó\\|946\\|953) \| Abu Tahir Isma'il al-Mansur bi-Illah (reinó\\|946\\|953) \| Abu Tahir Isma'il al-Mansur bi-Illah (reinó\\|946\\|953) \| Abu Tahir Isma'il al-Mansur bi-Illah (reinó\\|946\\|953) \| \| \| Otros hijos \| Otros hijos \| Otros hijos \| Otros hijos \| Otros hijos \| Otros hijos \| \| \| \| \| \| \| \| \| \| \| \| \| \| \| \| \| \| \| \| \| \| \| \| \| \| \| \| \| \| \| \| \| \| \| \| \| \| \| \| \| \| \| \| \| \| \| \| \| \| \| \| \| \| \| \| \| \| \| \| \| \| \| \| \| \| \| \| \| \| \| \| \| \| \| \| \| \| \| \| \| \| \| \| \| \| \| \| \| \| Abu Tamim Ma'ad al-Mu'izz li-Din Allah (reinó\\|953\\|975) \| Abu Tamim Ma'ad al-Mu'izz li-Din Allah (reinó\\|953\\|975) \| Abu Tamim Ma'ad al-Mu'izz li-Din Allah (reinó\\|953\\|975) \| Abu Tamim Ma'ad al-Mu'izz li-Din Allah (reinó\\|953\\|975) \| Abu Tamim Ma'ad al-Mu'izz li-Din Allah (reinó\\|953\\|975) \| Abu Tamim Ma'ad al-Mu'izz li-Din Allah (reinó\\|953\\|975) \| \| \| \| \| \| \| \| \| \| \| Abd al-Rahim§ \| Abd al-Rahim§ \| Abd al-Rahim§ \| Abd al-Rahim§ \| Abd al-Rahim§ \| Abd al-Rahim§ \| \| \| \| \| \| \| \| \| \| \| \| \| \| \| \| \| \| \| \| \| \| \| \| \| \| \| \| \| \| \| \| \| \| \| \| \| \| \| \| \| \| \| \| \| \| \| \| \| \| \| \| \| \| \| \| \| \| \| \| \| \| \| \| \| \| \| \| \| \| \| \| \| \| \| \| \| \| \| \| \| \| Abu Tamim Ma'ad al-Mu'izz li-Din Allah (reinó\\|953\\|975) \| Abu Tamim Ma'ad al-Mu'izz li-Din Allah (reinó\\|953\\|975) \| Abu Tamim Ma'ad al-Mu'izz li-Din Allah (reinó\\|953\\|975) \| Abu Tamim Ma'ad al-Mu'izz li-Din Allah (reinó\\|953\\|975) \| Abu Tamim Ma'ad al-Mu'izz li-Din Allah (reinó\\|953\\|975) \| Abu Tamim Ma'ad al-Mu'izz li-Din Allah (reinó\\|953\\|975) \| \| \| \| \| \| \| \| \| \| \| Abd al-Rahim§ \| Abd al-Rahim§ \| Abd al-Rahim§ \| Abd al-Rahim§ \| Abd al-Rahim§ \| Abd al-Rahim§ \| \| \| \| \| \| \| \| \| \| \| \| \| \| \| \| \| \| \| \| \| \| \| \| \| \| \| \| \| \| \| \| \| \| \| \| \| \| \| \| \| \| \| \| \| \| \| \| \| \| \| \| \| \| \| \| \| \| \| \| \| \| \| \| \| \| \| \| \| \| \| \| \| \| \| \| \| \| \| \| \| \| \| \| \| \| \| \| \| \| \| \| \| \| \| \| \| \| \| \| \| \| \| \| \| \| \| \| \| \| \| \| \| \| \| \| \| \| \| \| \| \| \| \| \| \| \| \| \| \| \| \| \| \| \| \| \| \| \| \| \| \| \| \| \| \| \| \| \| \| \| \| \| \| \| \| \| \| \| \| \| \| \| \| \| \| \| \| \| Tamim \| Tamim \| Tamim \| Tamim \| Tamim \| Tamim \| \| \| Abdallah§ \| Abdallah§ \| Abdallah§ \| Abdallah§ \| Abdallah§ \| Abdallah§ \| \| \| Abu Mansur Nizar al-Aziz bi-Illah (reinó\\|975\\|996) \| Abu Mansur Nizar al-Aziz bi-Illah (reinó\\|975\\|996) \| Abu Mansur Nizar al-Aziz bi-Illah (reinó\\|975\\|996) \| Abu Mansur Nizar al-Aziz bi-Illah (reinó\\|975\\|996) \| Abu Mansur Nizar al-Aziz bi-Illah (reinó\\|975\\|996) \| Abu Mansur Nizar al-Aziz bi-Illah (reinó\\|975\\|996) \| \| \| Sitt al-Malik \| Sitt al-Malik \| Sitt al-Malik \| Sitt al-Malik \| Sitt al-Malik \| Sitt al-Malik \| \| \| Rashida \| Rashida \| Rashida \| Rashida \| Rashida \| Rashida \| \| \| Abda \| Abda \| Abda \| Abda \| Abda \| Abda \| \| \| Otros hijos \| Otros hijos \| Otros hijos \| Otros hijos \| Otros hijos \| Otros hijos \| \| \| \| \| \| \| \| \| \| \| \| \| \| \| \| \| \| \| \| \| \| \| \| \| \| \| \| \| \| \| \| \| \| \| \| \| \| \| \| \| \| \| \| \| \| \| \| \| \| Tamim \| Tamim \| Tamim \| Tamim \| Tamim \| Tamim \| \| \| Abdallah§ \| Abdallah§ \| Abdallah§ \| Abdallah§ \| Abdallah§ \| Abdallah§ \| \| \| Abu Mansur Nizar al-Aziz bi-Illah (reinó\\|975\\|996) \| Abu Mansur Nizar al-Aziz bi-Illah (reinó\\|975\\|996) \| Abu Mansur Nizar al-Aziz bi-Illah (reinó\\|975\\|996) \| Abu Mansur Nizar al-Aziz bi-Illah (reinó\\|975\\|996) \| Abu Mansur Nizar al-Aziz bi-Illah (reinó\\|975\\|996) \| Abu Mansur Nizar al-Aziz bi-Illah (reinó\\|975\\|996) \| \| \| Sitt al-Malik \| Sitt al-Malik \| Sitt al-Malik \| Sitt al-Malik \| Sitt al-Malik \| Sitt al-Malik \| \| \| Rashida \| Rashida \| Rashida \| Rashida \| Rashida \| Rashida \| \| \| Abda \| Abda \| Abda \| Abda \| Abda \| Abda \| \| \| Otros hijos \| Otros hijos \| Otros hijos \| Otros hijos \| Otros hijos \| Otros hijos \| \| \| \| \| \| \| \| \| \| \| \| \| \| \| \| \| \| \| \| \| \| \| \| \| \| \| \| \| \| \| \| \| \| \| \| \| \| \| \| \| \| \| \| \| \| \| \| \| \| \| \| \| \| \| \| \| \| \| \| \| \| \| \| \| \| \| \| \| \| \| \| \| \| \| \| \| \| \| \| \| \| \| \| \| \| \| \| \| \| \| \| \| \| \| \| \| \| \| \| \| \| \| \| \| \| \| \| \| \| \| \| \| \| \| \| \| \| \| \| \| \| \| \| \| \| \| \| \| \| \| \| \| \| \| \| \| \| \| \| \| \| \| \| \| \| \| \| \| \| \| \| \| \| \| \| \| \| \| \| \| Sitt al-Mulk \| Sitt al-Mulk \| Sitt al-Mulk \| Sitt al-Mulk \| Sitt al-Mulk \| Sitt al-Mulk \| \| \| Abu Ali Mansur al-Hakim bi-Amr Allah (reinó\\|996\\|1021) \| Abu Ali Mansur al-Hakim bi-Amr Allah (reinó\\|996\\|1021) \| Abu Ali Mansur al-Hakim bi-Amr Allah (reinó\\|996\\|1021) \| Abu Ali Mansur al-Hakim bi-Amr Allah (reinó\\|996\\|1021) \| Abu Ali Mansur al-Hakim bi-Amr Allah (reinó\\|996\\|1021) \| Abu Ali Mansur al-Hakim bi-Amr Allah (reinó\\|996\\|1021) \| \| \| Otros hijos \| Otros hijos \| Otros hijos \| Otros hijos \| Otros hijos \| Otros hijos \| \| \| \| \| \| \| \| \| \| \| \| \| \| \| \| \| \| \| \| \| \| \| \| \| \| \| \| \| \| \| \| \| \| \| \| \| \| \| \| \| \| \| \| \| \| \| \| \| \| \| \| \| \| \| \| \| \| \| \| \| \| \| \| \| \| \| \| \| \| \| \| \| \| \| \| \| \| \| \| \| \| Sitt al-Mulk \| Sitt al-Mulk \| Sitt al-Mulk \| Sitt al-Mulk \| Sitt al-Mulk \| Sitt al-Mulk \| \| \| Abu Ali Mansur al-Hakim bi-Amr Allah (reinó\\|996\\|1021) \| Abu Ali Mansur al-Hakim bi-Amr Allah (reinó\\|996\\|1021) \| Abu Ali Mansur al-Hakim bi-Amr Allah (reinó\\|996\\|1021) \| Abu Ali Mansur al-Hakim bi-Amr Allah (reinó\\|996\\|1021) \| Abu Ali Mansur al-Hakim bi-Amr Allah (reinó\\|996\\|1021) \| Abu Ali Mansur al-Hakim bi-Amr Allah (reinó\\|996\\|1021) \| \| \| Otros hijos \| Otros hijos \| Otros hijos \| Otros hijos \| Otros hijos \| Otros hijos \| \| \| \| \| \| \| \| \| \| \| \| \| \| \| \| \| \| \| \| \| \| \| \| \| \| \| \| \| \| \| \| \| \| \| \| \| \| \| \| \| \| \| \| \| \| \| \| \| \| \| \| \| \| \| \| \| \| \| \| \| \| \| \| \| \| \| \| \| \| \| \| \| \| \| \| \| \| \| \| \| \| \| \| \| \| \| \| \| \| Abu'l-Hasan Ali al-Zahir li-I'zaz Din Allah (reinó\\|1021\\|1036) \| \| \| \| \| \| \| \| \| \| \| \| \| \| \| \| \| \| \| \| \| \| \| \| \| \| \| \| \| \| \| \| \| \| \| \| \| \| \| \| \| \| \| \| \| \| \| \| \| \| \| \| \| \| \| \| \| \| \| \| \| \| \| \| \| \| \| \| \| \| \| \| \| \| \| \| \| \| \| \| \| \| \| \| \| \| \| \| \| \| \| \| \| \| \| \| \| \| \| \| \| \| \| \| \| \| \| \| \| \| \| \| \| \| \| \| \| \| \| \| \| \| \| \| \| \| \| \| \| \| \| \| \| \| \| \| \| \| \| \| \| \| \| \| \| \| \| \| \| \| \| \| \| \| \| \| \| \| \| \| \| \| \| \| \| \| \| \| \| \| \| \| \| \| \| \| \| \| \| \| \| \| \| \| \| \| \| \| \| \| \| \| \| \| \| \| \| \| \| \| \| \| \| \| \| \| Abu Tamim Ma'ad al-Mustansir bi-Illah (reinó\\|1036\\|1094) \| \| \| \| \| \| \| \| \| \| \| \| \| \| \| \| \| \| \| \| \| \| \| \| \| \| \| \| \| \| \| \| \| \| \| \| \| \| \| \| \| \| \| \| \| \| \| \| \| \| \| \| \| \| \| \| \| \| \| \| \| \| \| \| \| \| \| \| \| \| \| \| \| \| \| \| \| \| \| \| \| \| \| \| \| \| \| \| \| \| \| \| \| \| \| \| \| \| \| \| \| \| \| \| \| \| \| \| \| \| \| \| \| \| \| \| \| \| \| \| \| \| \| \| \| \| \| \| \| \| \| \| \| \| \| \| \| \| \| \| \| \| \| \| \| \| \| \| \| \| \| \| \| \| \| \| \| \| \| \| \| \| \| \| \| \| \| \| \| \| \| \| \| \| \| \| \| \| \| \| \| \| \| \| \| \| \| \| \| \| \| \| \| \| \| \| \| \| \| \| \| \| \| \| \| \| \| \| \| \| \| \| \| \| \| \| \| \| \| \| \| \| \| \| \| \| \| \| \| \| \| \| \| \| \| \| \| \| \| \| \| \| \| \| \| \| \| \| \| \| \| \| \| \| \| \| \| \| \| \| \| Abu Mansur Nizar§ \| Abu Mansur Nizar§ \| Abu Mansur Nizar§ \| Abu Mansur Nizar§ \| Abu Mansur Nizar§ \| Abu Mansur Nizar§ \| \| \| Abu Abdallah \| Abu Abdallah \| Abu Abdallah \| Abu Abdallah \| Abu Abdallah \| Abu Abdallah \| \| \| Abdallah \| Abdallah \| Abdallah \| Abdallah \| Abdallah \| Abdallah \| \| \| Isma'il \| Isma'il \| Isma'il \| Isma'il \| Isma'il \| Isma'il \| \| \| Abu'l-Qasim Muhammad \| Abu'l-Qasim Muhammad \| Abu'l-Qasim Muhammad \| Abu'l-Qasim Muhammad \| Abu'l-Qasim Muhammad \| Abu'l-Qasim Muhammad \| \| \| Otros hijos \| Otros hijos \| Otros hijos \| Otros hijos \| Otros hijos \| Otros hijos \| \| \| Abu'l-Qasim Ahmad al-Musta'li bi-Illah (reinó\\|1094\\|1101) \| Abu'l-Qasim Ahmad al-Musta'li bi-Illah (reinó\\|1094\\|1101) \| Abu'l-Qasim Ahmad al-Musta'li bi-Illah (reinó\\|1094\\|1101) \| Abu'l-Qasim Ahmad al-Musta'li bi-Illah (reinó\\|1094\\|1101) \| Abu'l-Qasim Ahmad al-Musta'li bi-Illah (reinó\\|1094\\|1101) \| Abu'l-Qasim Ahmad al-Musta'li bi-Illah (reinó\\|1094\\|1101) \| \| \| \| \| \| \| \| \| \| \| \| \| \| \| \| \| \| \| \| \| \| \| \| \| \| \| \| \| \| \| \| \| \| \| \| \| \| \| \| \| \| \| \| \| \| \| \| \| \| Abu Mansur Nizar§ \| Abu Mansur Nizar§ \| Abu Mansur Nizar§ \| Abu Mansur Nizar§ \| Abu Mansur Nizar§ \| Abu Mansur Nizar§ \| \| \| Abu Abdallah \| Abu Abdallah \| Abu Abdallah \| Abu Abdallah \| Abu Abdallah \| Abu Abdallah \| \| \| Abdallah \| Abdallah \| Abdallah \| Abdallah \| Abdallah \| Abdallah \| \| \| Isma'il \| Isma'il \| Isma'il \| Isma'il \| Isma'il \| Isma'il \| \| \| Abu'l-Qasim Muhammad \| Abu'l-Qasim Muhammad \| Abu'l-Qasim Muhammad \| Abu'l-Qasim Muhammad \| Abu'l-Qasim Muhammad \| Abu'l-Qasim Muhammad \| \| \| Otros hijos \| Otros hijos \| Otros hijos \| Otros hijos \| Otros hijos \| Otros hijos \| \| \| Abu'l-Qasim Ahmad al-Musta'li bi-Illah (reinó\\|1094\\|1101) \| Abu'l-Qasim Ahmad al-Musta'li bi-Illah (reinó\\|1094\\|1101) \| Abu'l-Qasim Ahmad al-Musta'li bi-Illah (reinó\\|1094\\|1101) \| Abu'l-Qasim Ahmad al-Musta'li bi-Illah (reinó\\|1094\\|1101) \| Abu'l-Qasim Ahmad al-Musta'li bi-Illah (reinó\\|1094\\|1101) \| Abu'l-Qasim Ahmad al-Musta'li bi-Illah (reinó\\|1094\\|1101) \| \| \| \| \| \| \| \| \| \| \| \| \| \| \| \| \| \| \| \| \| \| \| \| \| \| \| \| \| \| \| \| \| \| \| \| \| \| \| \| \| \| \| \| \| \| \| \| \| \| Imanes nizaríes (descendencia declarada) \| Imanes nizaríes (descendencia declarada) \| Imanes nizaríes (descendencia declarada) \| Imanes nizaríes (descendencia declarada) \| Imanes nizaríes (descendencia declarada) \| Imanes nizaríes (descendencia declarada) \| \| \| \| \| \| \| \| \| \| \| \| \| \| \| \| \| \| \| Abu'l-Maymun Abd al-Majid al-Hafiz li-Din Allah (reinó\\|1132\\|1149) \| Abu'l-Maymun Abd al-Majid al-Hafiz li-Din Allah (reinó\\|1132\\|1149) \| Abu'l-Maymun Abd al-Majid al-Hafiz li-Din Allah (reinó\\|1132\\|1149) \| Abu'l-Maymun Abd al-Majid al-Hafiz li-Din Allah (reinó\\|1132\\|1149) \| Abu'l-Maymun Abd al-Majid al-Hafiz li-Din Allah (reinó\\|1132\\|1149) \| Abu'l-Maymun Abd al-Majid al-Hafiz li-Din Allah (reinó\\|1132\\|1149) \| \| \| \| \| \| \| \| \| \| \| \| \| \| \| \| \| \| \| Abu Ali Mansur al-Amir bi-Ahkam Allah (reinó\\|1101\\|1130) \| Abu Ali Mansur al-Amir bi-Ahkam Allah (reinó\\|1101\\|1130) \| Abu Ali Mansur al-Amir bi-Ahkam Allah (reinó\\|1101\\|1130) \| Abu Ali Mansur al-Amir bi-Ahkam Allah (reinó\\|1101\\|1130) \| Abu Ali Mansur al-Amir bi-Ahkam Allah (reinó\\|1101\\|1130) \| Abu Ali Mansur al-Amir bi-Ahkam Allah (reinó\\|1101\\|1130) \| \| \| \| \| \| \| \| \| \| \| \| \| \| \| \| \| \| \| \| \| \| \| \| \| \| \| \| \| \| \| \| \| \| \| \| \| \| \| \| \| \| \| \| \| \| \| \| \| \| Imanes nizaríes (descendencia declarada) \| Imanes nizaríes (descendencia declarada) \| Imanes nizaríes (descendencia declarada) \| Imanes nizaríes (descendencia declarada) \| Imanes nizaríes (descendencia declarada) \| Imanes nizaríes (descendencia declarada) \| \| \| \| \| \| \| \| \| \| \| \| \| \| \| \| \| \| \| Abu'l-Maymun Abd al-Majid al-Hafiz li-Din Allah (reinó\\|1132\\|1149) \| Abu'l-Maymun Abd al-Majid al-Hafiz li-Din Allah (reinó\\|1132\\|1149) \| Abu'l-Maymun Abd al-Majid al-Hafiz li-Din Allah (reinó\\|1132\\|1149) \| Abu'l-Maymun Abd al-Majid al-Hafiz li-Din Allah (reinó\\|1132\\|1149) \| Abu'l-Maymun Abd al-Majid al-Hafiz li-Din Allah (reinó\\|1132\\|1149) \| Abu'l-Maymun Abd al-Majid al-Hafiz li-Din Allah (reinó\\|1132\\|1149) \| \| \| \| \| \| \| \| \| \| \| \| \| \| \| \| \| \| \| Abu Ali Mansur al-Amir bi-Ahkam Allah (reinó\\|1101\\|1130) \| Abu Ali Mansur al-Amir bi-Ahkam Allah (reinó\\|1101\\|1130) \| Abu Ali Mansur al-Amir bi-Ahkam Allah (reinó\\|1101\\|1130) \| Abu Ali Mansur al-Amir bi-Ahkam Allah (reinó\\|1101\\|1130) \| Abu Ali Mansur al-Amir bi-Ahkam Allah (reinó\\|1101\\|1130) \| Abu Ali Mansur al-Amir bi-Ahkam Allah (reinó\\|1101\\|1130) \| \| \| \| \| \| \| \| \| \| \| \| \| \| \| \| \| \| \| \| \| \| \| \| \| \| \| \| \| \| \| \| \| \| \| \| \| \| \| \| \| \| \| \| \| \| \| \| \| \| \| \| \| \| \| \| \| \| \| \| \| \| \| \| \| \| \| \| \| \| \| \| \| \| \| \| \| \| \| \| \| \| \| \| \| \| \| \| \| \| \| \| \| \| \| \| \| \| \| \| \| \| \| \| \| \| \| \| \| \| \| \| \| \| \| \| \| \| \| \| \| \| \| \| \| \| \| \| \| \| \| \| \| \| \| \| \| \| \| \| \| \| \| \| \| \| \| \| \| \| \| \| \| Sulayman§ \| Sulayman§ \| Sulayman§ \| Sulayman§ \| Sulayman§ \| Sulayman§ \| \| \| Haydara§ \| Haydara§ \| Haydara§ \| Haydara§ \| Haydara§ \| Haydara§ \| \| \| Hasan§ \| Hasan§ \| Hasan§ \| Hasan§ \| Hasan§ \| Hasan§ \| \| \| Abu Mansur Isma'il al-Zafir bi-Amr Allah (reinó\\|1149\\|1154) \| Abu Mansur Isma'il al-Zafir bi-Amr Allah (reinó\\|1149\\|1154) \| Abu Mansur Isma'il al-Zafir bi-Amr Allah (reinó\\|1149\\|1154) \| Abu Mansur Isma'il al-Zafir bi-Amr Allah (reinó\\|1149\\|1154) \| Abu Mansur Isma'il al-Zafir bi-Amr Allah (reinó\\|1149\\|1154) \| Abu Mansur Isma'il al-Zafir bi-Amr Allah (reinó\\|1149\\|1154) \| \| \| Yusuf \| Yusuf \| Yusuf \| Yusuf \| Yusuf \| Yusuf \| \| \| Otros hijos \| Otros hijos \| Otros hijos \| Otros hijos \| Otros hijos \| Otros hijos \| \| \| Abu'l-Qasim al-Tayyib§ \| Abu'l-Qasim al-Tayyib§ \| Abu'l-Qasim al-Tayyib§ \| Abu'l-Qasim al-Tayyib§ \| Abu'l-Qasim al-Tayyib§ \| Abu'l-Qasim al-Tayyib§ \| \| \| \| \| \| \| \| \| \| \| \| \| \| \| \| \| \| \| \| \| \| \| \| \| \| \| \| \| \| \| \| \| \| \| \| \| \| \| \| \| \| \| \| \| \| \| \| \| \| Sulayman§ \| Sulayman§ \| Sulayman§ \| Sulayman§ \| Sulayman§ \| Sulayman§ \| \| \| Haydara§ \| Haydara§ \| Haydara§ \| Haydara§ \| Haydara§ \| Haydara§ \| \| \| Hasan§ \| Hasan§ \| Hasan§ \| Hasan§ \| Hasan§ \| Hasan§ \| \| \| Abu Mansur Isma'il al-Zafir bi-Amr Allah (reinó\\|1149\\|1154) \| Abu Mansur Isma'il al-Zafir bi-Amr Allah (reinó\\|1149\\|1154) \| Abu Mansur Isma'il al-Zafir bi-Amr Allah (reinó\\|1149\\|1154) \| Abu Mansur Isma'il al-Zafir bi-Amr Allah (reinó\\|1149\\|1154) \| Abu Mansur Isma'il al-Zafir bi-Amr Allah (reinó\\|1149\\|1154) \| Abu Mansur Isma'il al-Zafir bi-Amr Allah (reinó\\|1149\\|1154) \| \| \| Yusuf \| Yusuf \| Yusuf \| Yusuf \| Yusuf \| Yusuf \| \| \| Otros hijos \| Otros hijos \| Otros hijos \| Otros hijos \| Otros hijos \| Otros hijos \| \| \| Abu'l-Qasim al-Tayyib§ \| Abu'l-Qasim al-Tayyib§ \| Abu'l-Qasim al-Tayyib§ \| Abu'l-Qasim al-Tayyib§ \| Abu'l-Qasim al-Tayyib§ \| Abu'l-Qasim al-Tayyib§ \| \| \| \| \| \| \| \| \| \| \| \| \| \| \| \| \| \| \| \| \| \| \| \| \| \| \| \| \| \| \| \| \| \| \| \| \| \| \| \| \| \| \| \| \| \| \| \| \| \| \| \| \| \| \| \| \| \| \| \| \| \| \| \| \| \| \| \| \| \| \| \| \| \| Abu'l-Qasim Isa al-Fa'iz bi-Nasr Allah (reinó\\|1154\\|1160) \| Abu'l-Qasim Isa al-Fa'iz bi-Nasr Allah (reinó\\|1154\\|1160) \| Abu'l-Qasim Isa al-Fa'iz bi-Nasr Allah (reinó\\|1154\\|1160) \| Abu'l-Qasim Isa al-Fa'iz bi-Nasr Allah (reinó\\|1154\\|1160) \| Abu'l-Qasim Isa al-Fa'iz bi-Nasr Allah (reinó\\|1154\\|1160) \| Abu'l-Qasim Isa al-Fa'iz bi-Nasr Allah (reinó\\|1154\\|1160) \| \| \| Abu Muhammad Abdallah al-Adid li-Din Allah (reinó\\|1160\\|1171) \| Abu Muhammad Abdallah al-Adid li-Din Allah (reinó\\|1160\\|1171) \| Abu Muhammad Abdallah al-Adid li-Din Allah (reinó\\|1160\\|1171) \| Abu Muhammad Abdallah al-Adid li-Din Allah (reinó\\|1160\\|1171) \| Abu Muhammad Abdallah al-Adid li-Din Allah (reinó\\|1160\\|1171) \| Abu Muhammad Abdallah al-Adid li-Din Allah (reinó\\|1160\\|1171) \| \| \| \| \| \| \| \| \| \| \| Imanes ocultos tayibíes (descendencia declarada) \| Imanes ocultos tayibíes (descendencia declarada) \| Imanes ocultos tayibíes (descendencia declarada) \| Imanes ocultos tayibíes (descendencia declarada) \| Imanes ocultos tayibíes (descendencia declarada) \| Imanes ocultos tayibíes (descendencia declarada) \| \| \| \| \| \| \| \| \| \| \| \| \| \| \| \| \| \| \| \| \| \| \| \| \| \| \| \| \| \| \| \| \| \| \| \| \| \| \| \| \| \| \| \| \| \| \| \| \| \| \| \| \| \| \| \| \| \| \| \| \| \| \| \| \| \| \| \| \| \| \| \| \| \| Abu'l-Qasim Isa al-Fa'iz bi-Nasr Allah (reinó\\|1154\\|1160) \| Abu'l-Qasim Isa al-Fa'iz bi-Nasr Allah (reinó\\|1154\\|1160) \| Abu'l-Qasim Isa al-Fa'iz bi-Nasr Allah (reinó\\|1154\\|1160) \| Abu'l-Qasim Isa al-Fa'iz bi-Nasr Allah (reinó\\|1154\\|1160) \| Abu'l-Qasim Isa al-Fa'iz bi-Nasr Allah (reinó\\|1154\\|1160) \| Abu'l-Qasim Isa al-Fa'iz bi-Nasr Allah (reinó\\|1154\\|1160) \| \| \| Abu Muhammad Abdallah al-Adid li-Din Allah (reinó\\|1160\\|1171) \| Abu Muhammad Abdallah al-Adid li-Din Allah (reinó\\|1160\\|1171) \| Abu Muhammad Abdallah al-Adid li-Din Allah (reinó\\|1160\\|1171) \| Abu Muhammad Abdallah al-Adid li-Din Allah (reinó\\|1160\\|1171) \| Abu Muhammad Abdallah al-Adid li-Din Allah (reinó\\|1160\\|1171) \| Abu Muhammad Abdallah al-Adid li-Din Allah (reinó\\|1160\\|1171) \| \| \| \| \| \| \| \| \| \| \| Imanes ocultos tayibíes (descendencia declarada) \| Imanes ocultos tayibíes (descendencia declarada) \| Imanes ocultos tayibíes (descendencia declarada) \| Imanes ocultos tayibíes (descendencia declarada) \| Imanes ocultos tayibíes (descendencia declarada) \| Imanes ocultos tayibíes (descendencia declarada) \| \| \| \| \| \| \| \| \| \| \| \| \| \| \| \| \| \| \| \| \| \| \| \| \| \| \| \| \| \| \| \| \| \| \| \| \| \| \| \| \| \| \| \| \| \| \| \| \| \| \| \| \| \| \| \| \| \| \| \| \| \| \| \| \| \| \| \| \| \| \| \| \| \| \| \| \| \| \| \| \| \| Dawud \| \| \| \| \| \| \| \| \| \| \| \| \| \| \| \| \| \| \| \| \| \| \| \| \| \| \| \| \| \| \| \| \| \| \| \| \| \| \| \| \| \| \| \| \| \| \| \| \| \| \| \| \| \| \| \| \| \| \| \| \| \| \| \| \| \| \| \| \| \| \| \| \| \| \| \| \| \| \| \| \| \| \| \| \| \| \| \| \| \| \| \| \| \| \| \| \| \| \| \| \| \| \| \| \| \| \| \| \| \| \| \| \| \| \| \| \| \| \| \| \| \| \| \| \| \| \| \| \| \| \| \| \| \| \| \| \| \| \| \| \| \| \| \| \| \| \| \| \| \| \| \| \| \| \| \| \| \| \| \| \| \| \| \| \| \| \| \| \| \| \| \| \| \| \| \| \| \| \| \| \| \| \| \| \| \| \| \| \| \| \| \| \| \| \| \| \| \| \| \| \| \| \| \| \| \| Sulayman \| \| \| \| \| \| \| \| \| \| \| \| \| \| \| \| \| \| \| \| \| \| \| \| \| \| \| \| \| \| \| \| \| \| \| \| \| \| \| \| \| \| \| \| \| \| \| \| \| \| \| \| \| \| \| \| \| \| \| \| \| \| \| \| \| \| \| \| \| \| § designa a los herederos designados que no accedieron al trono El color verde indica los califas fatimíes gobernantes (con los nombres en negrita y las fechas) |                                          |                                          |                                          |                                          |                                          |  |  |              |              |              |              |              |              |  |  |          |          |          |          |          |          |  |  |                                                                     |                                                                     |                                                                     |                                                                     |                                                                     |                                                                     |  |  |                                                                |                                                                |                                                                |                                                                |                                                                |                                                                |  |  |              |              |              |              |              |              |  |  |                                                                 |                                                              |                                                              |                                                              |                                                              |                                                              |  |  |               |               |               |               |               |               |  |  |               |               |               |               |               |               |  |  |      |      |      |      |      |      |  |  |             |             |             |             |             |             |  |  |  |  |  |  |  |  |  |  |  |  |  |  |  |  |
| |                                          |                                          |                                          |                                          |                                          |  |  |              |              |              |              |              |              |  |  |          |          |          |          |          |          |  |  |                                                                     |                                                                     |                                                                     |                                                                     |                                                                     |                                                                     |  |  |                                                                |                                                                |                                                                |                                                                |                                                                |                                                                |  |  |              |              |              |              |              |              |  |  | Abu Muhammad Abdallah al-Mahdi bi-Illah (reinó\|909\|934)       |                                                              |                                                              |                                                              |                                                              |                                                              |  |  |               |               |               |               |               |               |  |  |               |               |               |               |               |               |  |  |      |      |      |      |      |      |  |  |             |             |             |             |             |             |  |  |  |  |  |  |  |  |  |  |  |  |  |  |  |  |
| |                                          |                                          |                                          |                                          |                                          |  |  |              |              |              |              |              |              |  |  |          |          |          |          |          |          |  |  |                                                                     |                                                                     |                                                                     |                                                                     |                                                                     |                                                                     |  |  |                                                                |                                                                |                                                                |                                                                |                                                                |                                                                |  |  |              |              |              |              |              |              |  |  |                                                                 |                                                              |                                                              |                                                              |                                                              |                                                              |  |  |               |               |               |               |               |               |  |  |               |               |               |               |               |               |  |  |      |      |      |      |      |      |  |  |             |             |             |             |             |             |  |  |  |  |  |  |  |  |  |  |  |  |  |  |  |  |
| |                                          |                                          |                                          |                                          |                                          |  |  |              |              |              |              |              |              |  |  |          |          |          |          |          |          |  |  |                                                                     |                                                                     |                                                                     |                                                                     |                                                                     |                                                                     |  |  |                                                                |                                                                |                                                                |                                                                |                                                                |                                                                |  |  |              |              |              |              |              |              |  |  |                                                                 |                                                              |                                                              |                                                              |                                                              |                                                              |  |  |               |               |               |               |               |               |  |  |               |               |               |               |               |               |  |  |      |      |      |      |      |      |  |  |             |             |             |             |             |             |  |  |  |  |  |  |  |  |  |  |  |  |  |  |  |  |
| |                                          |                                          |                                          |                                          |                                          |  |  |              |              |              |              |              |              |  |  |          |          |          |          |          |          |  |  |                                                                     |                                                                     |                                                                     |                                                                     |                                                                     |                                                                     |  |  |                                                                |                                                                |                                                                |                                                                |                                                                |                                                                |  |  |              |              |              |              |              |              |  |  | Abu'l-Qasim Muhammad al-Qa'im bi-Amr Allah (reinó\|934\|946)    | Abu'l-Qasim Muhammad al-Qa'im bi-Amr Allah (reinó\|934\|946) | Abu'l-Qasim Muhammad al-Qa'im bi-Amr Allah (reinó\|934\|946) | Abu'l-Qasim Muhammad al-Qa'im bi-Amr Allah (reinó\|934\|946) | Abu'l-Qasim Muhammad al-Qa'im bi-Amr Allah (reinó\|934\|946) | Abu'l-Qasim Muhammad al-Qa'im bi-Amr Allah (reinó\|934\|946) |  |  | Abu Ali Ahmad | Abu Ali Ahmad | Abu Ali Ahmad | Abu Ali Ahmad | Abu Ali Ahmad | Abu Ali Ahmad |  |  | Otros hijos   | Otros hijos   | Otros hijos   | Otros hijos   | Otros hijos   | Otros hijos   |  |  |      |      |      |      |      |      |  |  |             |             |             |             |             |             |  |  |  |  |  |  |  |  |  |  |  |  |  |  |  |  |
| |                                          |                                          |                                          |                                          |                                          |  |  |              |              |              |              |              |              |  |  |          |          |          |          |          |          |  |  |                                                                     |                                                                     |                                                                     |                                                                     |                                                                     |                                                                     |  |  |                                                                |                                                                |                                                                |                                                                |                                                                |                                                                |  |  |              |              |              |              |              |              |  |  | Abu'l-Qasim Muhammad al-Qa'im bi-Amr Allah (reinó\|934\|946)    | Abu'l-Qasim Muhammad al-Qa'im bi-Amr Allah (reinó\|934\|946) | Abu'l-Qasim Muhammad al-Qa'im bi-Amr Allah (reinó\|934\|946) | Abu'l-Qasim Muhammad al-Qa'im bi-Amr Allah (reinó\|934\|946) | Abu'l-Qasim Muhammad al-Qa'im bi-Amr Allah (reinó\|934\|946) | Abu'l-Qasim Muhammad al-Qa'im bi-Amr Allah (reinó\|934\|946) |  |  | Abu Ali Ahmad | Abu Ali Ahmad | Abu Ali Ahmad | Abu Ali Ahmad | Abu Ali Ahmad | Abu Ali Ahmad |  |  | Otros hijos   | Otros hijos   | Otros hijos   | Otros hijos   | Otros hijos   | Otros hijos   |  |  |      |      |      |      |      |      |  |  |             |             |             |             |             |             |  |  |  |  |  |  |  |  |  |  |  |  |  |  |  |  |
| |                                          |                                          |                                          |                                          |                                          |  |  |              |              |              |              |              |              |  |  |          |          |          |          |          |          |  |  |                                                                     |                                                                     |                                                                     |                                                                     |                                                                     |                                                                     |  |  |                                                                |                                                                |                                                                |                                                                |                                                                |                                                                |  |  |              |              |              |              |              |              |  |  |                                                                 |                                                              |                                                              |                                                              |                                                              |                                                              |  |  |               |               |               |               |               |               |  |  |               |               |               |               |               |               |  |  |      |      |      |      |      |      |  |  |             |             |             |             |             |             |  |  |  |  |  |  |  |  |  |  |  |  |  |  |  |  |
| |                                          |                                          |                                          |                                          |                                          |  |  |              |              |              |              |              |              |  |  |          |          |          |          |          |          |  |  |                                                                     |                                                                     |                                                                     |                                                                     |                                                                     |                                                                     |  |  |                                                                |                                                                |                                                                |                                                                |                                                                |                                                                |  |  | al-Qasim§    | al-Qasim§    | al-Qasim§    | al-Qasim§    | al-Qasim§    | al-Qasim§    |  |  | Abu Tahir Isma'il al-Mansur bi-Illah (reinó\|946\|953)          | Abu Tahir Isma'il al-Mansur bi-Illah (reinó\|946\|953)       | Abu Tahir Isma'il al-Mansur bi-Illah (reinó\|946\|953)       | Abu Tahir Isma'il al-Mansur bi-Illah (reinó\|946\|953)       | Abu Tahir Isma'il al-Mansur bi-Illah (reinó\|946\|953)       | Abu Tahir Isma'il al-Mansur bi-Illah (reinó\|946\|953)       |  |  | Otros hijos   | Otros hijos   | Otros hijos   | Otros hijos   | Otros hijos   | Otros hijos   |  |  |               |               |               |               |               |               |  |  |      |      |      |      |      |      |  |  |             |             |             |             |             |             |  |  |  |  |  |  |  |  |  |  |  |  |  |  |  |  |
| |                                          |                                          |                                          |                                          |                                          |  |  |              |              |              |              |              |              |  |  |          |          |          |          |          |          |  |  |                                                                     |                                                                     |                                                                     |                                                                     |                                                                     |                                                                     |  |  |                                                                |                                                                |                                                                |                                                                |                                                                |                                                                |  |  | al-Qasim§    | al-Qasim§    | al-Qasim§    | al-Qasim§    | al-Qasim§    | al-Qasim§    |  |  | Abu Tahir Isma'il al-Mansur bi-Illah (reinó\|946\|953)          | Abu Tahir Isma'il al-Mansur bi-Illah (reinó\|946\|953)       | Abu Tahir Isma'il al-Mansur bi-Illah (reinó\|946\|953)       | Abu Tahir Isma'il al-Mansur bi-Illah (reinó\|946\|953)       | Abu Tahir Isma'il al-Mansur bi-Illah (reinó\|946\|953)       | Abu Tahir Isma'il al-Mansur bi-Illah (reinó\|946\|953)       |  |  | Otros hijos   | Otros hijos   | Otros hijos   | Otros hijos   | Otros hijos   | Otros hijos   |  |  |               |               |               |               |               |               |  |  |      |      |      |      |      |      |  |  |             |             |             |             |             |             |  |  |  |  |  |  |  |  |  |  |  |  |  |  |  |  |
| |                                          |                                          |                                          |                                          |                                          |  |  |              |              |              |              |              |              |  |  |          |          |          |          |          |          |  |  |                                                                     |                                                                     |                                                                     |                                                                     |                                                                     |                                                                     |  |  |                                                                |                                                                |                                                                |                                                                |                                                                |                                                                |  |  |              |              |              |              |              |              |  |  | Abu Tamim Ma'ad al-Mu'izz li-Din Allah (reinó\|953\|975)        | Abu Tamim Ma'ad al-Mu'izz li-Din Allah (reinó\|953\|975)     | Abu Tamim Ma'ad al-Mu'izz li-Din Allah (reinó\|953\|975)     | Abu Tamim Ma'ad al-Mu'izz li-Din Allah (reinó\|953\|975)     | Abu Tamim Ma'ad al-Mu'izz li-Din Allah (reinó\|953\|975)     | Abu Tamim Ma'ad al-Mu'izz li-Din Allah (reinó\|953\|975)     |  |  |               |               |               |               |               |               |  |  | Abd al-Rahim§ | Abd al-Rahim§ | Abd al-Rahim§ | Abd al-Rahim§ | Abd al-Rahim§ | Abd al-Rahim§ |  |  |      |      |      |      |      |      |  |  |             |             |             |             |             |             |  |  |  |  |  |  |  |  |  |  |  |  |  |  |  |  |
| |                                          |                                          |                                          |                                          |                                          |  |  |              |              |              |              |              |              |  |  |          |          |          |          |          |          |  |  |                                                                     |                                                                     |                                                                     |                                                                     |                                                                     |                                                                     |  |  |                                                                |                                                                |                                                                |                                                                |                                                                |                                                                |  |  |              |              |              |              |              |              |  |  | Abu Tamim Ma'ad al-Mu'izz li-Din Allah (reinó\|953\|975)        | Abu Tamim Ma'ad al-Mu'izz li-Din Allah (reinó\|953\|975)     | Abu Tamim Ma'ad al-Mu'izz li-Din Allah (reinó\|953\|975)     | Abu Tamim Ma'ad al-Mu'izz li-Din Allah (reinó\|953\|975)     | Abu Tamim Ma'ad al-Mu'izz li-Din Allah (reinó\|953\|975)     | Abu Tamim Ma'ad al-Mu'izz li-Din Allah (reinó\|953\|975)     |  |  |               |               |               |               |               |               |  |  | Abd al-Rahim§ | Abd al-Rahim§ | Abd al-Rahim§ | Abd al-Rahim§ | Abd al-Rahim§ | Abd al-Rahim§ |  |  |      |      |      |      |      |      |  |  |             |             |             |             |             |             |  |  |  |  |  |  |  |  |  |  |  |  |  |  |  |  |
| |                                          |                                          |                                          |                                          |                                          |  |  |              |              |              |              |              |              |  |  |          |          |          |          |          |          |  |  |                                                                     |                                                                     |                                                                     |                                                                     |                                                                     |                                                                     |  |  |                                                                |                                                                |                                                                |                                                                |                                                                |                                                                |  |  |              |              |              |              |              |              |  |  |                                                                 |                                                              |                                                              |                                                              |                                                              |                                                              |  |  |               |               |               |               |               |               |  |  |               |               |               |               |               |               |  |  |      |      |      |      |      |      |  |  |             |             |             |             |             |             |  |  |  |  |  |  |  |  |  |  |  |  |  |  |  |  |
| |                                          |                                          |                                          |                                          |                                          |  |  |              |              |              |              |              |              |  |  |          |          |          |          |          |          |  |  |                                                                     |                                                                     |                                                                     |                                                                     |                                                                     |                                                                     |  |  | Tamim                                                          | Tamim                                                          | Tamim                                                          | Tamim                                                          | Tamim                                                          | Tamim                                                          |  |  | Abdallah§    | Abdallah§    | Abdallah§    | Abdallah§    | Abdallah§    | Abdallah§    |  |  | Abu Mansur Nizar al-Aziz bi-Illah (reinó\|975\|996)             | Abu Mansur Nizar al-Aziz bi-Illah (reinó\|975\|996)          | Abu Mansur Nizar al-Aziz bi-Illah (reinó\|975\|996)          | Abu Mansur Nizar al-Aziz bi-Illah (reinó\|975\|996)          | Abu Mansur Nizar al-Aziz bi-Illah (reinó\|975\|996)          | Abu Mansur Nizar al-Aziz bi-Illah (reinó\|975\|996)          |  |  | Sitt al-Malik | Sitt al-Malik | Sitt al-Malik | Sitt al-Malik | Sitt al-Malik | Sitt al-Malik |  |  | Rashida       | Rashida       | Rashida       | Rashida       | Rashida       | Rashida       |  |  | Abda | Abda | Abda | Abda | Abda | Abda |  |  | Otros hijos | Otros hijos | Otros hijos | Otros hijos | Otros hijos | Otros hijos |  |  |  |  |  |  |  |  |  |  |  |  |  |  |  |  |
| |                                          |                                          |                                          |                                          |                                          |  |  |              |              |              |              |              |              |  |  |          |          |          |          |          |          |  |  |                                                                     |                                                                     |                                                                     |                                                                     |                                                                     |                                                                     |  |  | Tamim                                                          | Tamim                                                          | Tamim                                                          | Tamim                                                          | Tamim                                                          | Tamim                                                          |  |  | Abdallah§    | Abdallah§    | Abdallah§    | Abdallah§    | Abdallah§    | Abdallah§    |  |  | Abu Mansur Nizar al-Aziz bi-Illah (reinó\|975\|996)             | Abu Mansur Nizar al-Aziz bi-Illah (reinó\|975\|996)          | Abu Mansur Nizar al-Aziz bi-Illah (reinó\|975\|996)          | Abu Mansur Nizar al-Aziz bi-Illah (reinó\|975\|996)          | Abu Mansur Nizar al-Aziz bi-Illah (reinó\|975\|996)          | Abu Mansur Nizar al-Aziz bi-Illah (reinó\|975\|996)          |  |  | Sitt al-Malik | Sitt al-Malik | Sitt al-Malik | Sitt al-Malik | Sitt al-Malik | Sitt al-Malik |  |  | Rashida       | Rashida       | Rashida       | Rashida       | Rashida       | Rashida       |  |  | Abda | Abda | Abda | Abda | Abda | Abda |  |  | Otros hijos | Otros hijos | Otros hijos | Otros hijos | Otros hijos | Otros hijos |  |  |  |  |  |  |  |  |  |  |  |  |  |  |  |  |
| |                                          |                                          |                                          |                                          |                                          |  |  |              |              |              |              |              |              |  |  |          |          |          |          |          |          |  |  |                                                                     |                                                                     |                                                                     |                                                                     |                                                                     |                                                                     |  |  |                                                                |                                                                |                                                                |                                                                |                                                                |                                                                |  |  |              |              |              |              |              |              |  |  |                                                                 |                                                              |                                                              |                                                              |                                                              |                                                              |  |  |               |               |               |               |               |               |  |  |               |               |               |               |               |               |  |  |      |      |      |      |      |      |  |  |             |             |             |             |             |             |  |  |  |  |  |  |  |  |  |  |  |  |  |  |  |  |
| |                                          |                                          |                                          |                                          |                                          |  |  |              |              |              |              |              |              |  |  |          |          |          |          |          |          |  |  |                                                                     |                                                                     |                                                                     |                                                                     |                                                                     |                                                                     |  |  |                                                                |                                                                |                                                                |                                                                |                                                                |                                                                |  |  | Sitt al-Mulk | Sitt al-Mulk | Sitt al-Mulk | Sitt al-Mulk | Sitt al-Mulk | Sitt al-Mulk |  |  | Abu Ali Mansur al-Hakim bi-Amr Allah (reinó\|996\|1021)         | Abu Ali Mansur al-Hakim bi-Amr Allah (reinó\|996\|1021)      | Abu Ali Mansur al-Hakim bi-Amr Allah (reinó\|996\|1021)      | Abu Ali Mansur al-Hakim bi-Amr Allah (reinó\|996\|1021)      | Abu Ali Mansur al-Hakim bi-Amr Allah (reinó\|996\|1021)      | Abu Ali Mansur al-Hakim bi-Amr Allah (reinó\|996\|1021)      |  |  | Otros hijos   | Otros hijos   | Otros hijos   | Otros hijos   | Otros hijos   | Otros hijos   |  |  |               |               |               |               |               |               |  |  |      |      |      |      |      |      |  |  |             |             |             |             |             |             |  |  |  |  |  |  |  |  |  |  |  |  |  |  |  |  |
| |                                          |                                          |                                          |                                          |                                          |  |  |              |              |              |              |              |              |  |  |          |          |          |          |          |          |  |  |                                                                     |                                                                     |                                                                     |                                                                     |                                                                     |                                                                     |  |  |                                                                |                                                                |                                                                |                                                                |                                                                |                                                                |  |  | Sitt al-Mulk | Sitt al-Mulk | Sitt al-Mulk | Sitt al-Mulk | Sitt al-Mulk | Sitt al-Mulk |  |  | Abu Ali Mansur al-Hakim bi-Amr Allah (reinó\|996\|1021)         | Abu Ali Mansur al-Hakim bi-Amr Allah (reinó\|996\|1021)      | Abu Ali Mansur al-Hakim bi-Amr Allah (reinó\|996\|1021)      | Abu Ali Mansur al-Hakim bi-Amr Allah (reinó\|996\|1021)      | Abu Ali Mansur al-Hakim bi-Amr Allah (reinó\|996\|1021)      | Abu Ali Mansur al-Hakim bi-Amr Allah (reinó\|996\|1021)      |  |  | Otros hijos   | Otros hijos   | Otros hijos   | Otros hijos   | Otros hijos   | Otros hijos   |  |  |               |               |               |               |               |               |  |  |      |      |      |      |      |      |  |  |             |             |             |             |             |             |  |  |  |  |  |  |  |  |  |  |  |  |  |  |  |  |
| |                                          |                                          |                                          |                                          |                                          |  |  |              |              |              |              |              |              |  |  |          |          |          |          |          |          |  |  |                                                                     |                                                                     |                                                                     |                                                                     |                                                                     |                                                                     |  |  |                                                                |                                                                |                                                                |                                                                |                                                                |                                                                |  |  |              |              |              |              |              |              |  |  | Abu'l-Hasan Ali al-Zahir li-I'zaz Din Allah (reinó\|1021\|1036) |                                                              |                                                              |                                                              |                                                              |                                                              |  |  |               |               |               |               |               |               |  |  |               |               |               |               |               |               |  |  |      |      |      |      |      |      |  |  |             |             |             |             |             |             |  |  |  |  |  |  |  |  |  |  |  |  |  |  |  |  |
| |                                          |                                          |                                          |                                          |                                          |  |  |              |              |              |              |              |              |  |  |          |          |          |          |          |          |  |  |                                                                     |                                                                     |                                                                     |                                                                     |                                                                     |                                                                     |  |  |                                                                |                                                                |                                                                |                                                                |                                                                |                                                                |  |  |              |              |              |              |              |              |  |  |                                                                 |                                                              |                                                              |                                                              |                                                              |                                                              |  |  |               |               |               |               |               |               |  |  |               |               |               |               |               |               |  |  |      |      |      |      |      |      |  |  |             |             |             |             |             |             |  |  |  |  |  |  |  |  |  |  |  |  |  |  |  |  |
| |                                          |                                          |                                          |                                          |                                          |  |  |              |              |              |              |              |              |  |  |          |          |          |          |          |          |  |  |                                                                     |                                                                     |                                                                     |                                                                     |                                                                     |                                                                     |  |  |                                                                |                                                                |                                                                |                                                                |                                                                |                                                                |  |  |              |              |              |              |              |              |  |  | Abu Tamim Ma'ad al-Mustansir bi-Illah (reinó\|1036\|1094)       |                                                              |                                                              |                                                              |                                                              |                                                              |  |  |               |               |               |               |               |               |  |  |               |               |               |               |               |               |  |  |      |      |      |      |      |      |  |  |             |             |             |             |             |             |  |  |  |  |  |  |  |  |  |  |  |  |  |  |  |  |
| |                                          |                                          |                                          |                                          |                                          |  |  |              |              |              |              |              |              |  |  |          |          |          |          |          |          |  |  |                                                                     |                                                                     |                                                                     |                                                                     |                                                                     |                                                                     |  |  |                                                                |                                                                |                                                                |                                                                |                                                                |                                                                |  |  |              |              |              |              |              |              |  |  |                                                                 |                                                              |                                                              |                                                              |                                                              |                                                              |  |  |               |               |               |               |               |               |  |  |               |               |               |               |               |               |  |  |      |      |      |      |      |      |  |  |             |             |             |             |             |             |  |  |  |  |  |  |  |  |  |  |  |  |  |  |  |  |
| |                                          |                                          |                                          |                                          |                                          |  |  |              |              |              |              |              |              |  |  |          |          |          |          |          |          |  |  |                                                                     |                                                                     |                                                                     |                                                                     |                                                                     |                                                                     |  |  |                                                                |                                                                |                                                                |                                                                |                                                                |                                                                |  |  |              |              |              |              |              |              |  |  |                                                                 |                                                              |                                                              |                                                              |                                                              |                                                              |  |  |               |               |               |               |               |               |  |  |               |               |               |               |               |               |  |  |      |      |      |      |      |      |  |  |             |             |             |             |             |             |  |  |  |  |  |  |  |  |  |  |  |  |  |  |  |  |
| Abu Mansur Nizar§ | Abu Mansur Nizar§                        | Abu Mansur Nizar§                        | Abu Mansur Nizar§                        | Abu Mansur Nizar§                        | Abu Mansur Nizar§                        |  |  | Abu Abdallah | Abu Abdallah | Abu Abdallah | Abu Abdallah | Abu Abdallah | Abu Abdallah |  |  | Abdallah | Abdallah | Abdallah | Abdallah | Abdallah | Abdallah |  |  | Isma'il                                                             | Isma'il                                                             | Isma'il                                                             | Isma'il                                                             | Isma'il                                                             | Isma'il                                                             |  |  | Abu'l-Qasim Muhammad                                           | Abu'l-Qasim Muhammad                                           | Abu'l-Qasim Muhammad                                           | Abu'l-Qasim Muhammad                                           | Abu'l-Qasim Muhammad                                           | Abu'l-Qasim Muhammad                                           |  |  | Otros hijos  | Otros hijos  | Otros hijos  | Otros hijos  | Otros hijos  | Otros hijos  |  |  | Abu'l-Qasim Ahmad al-Musta'li bi-Illah (reinó\|1094\|1101)      | Abu'l-Qasim Ahmad al-Musta'li bi-Illah (reinó\|1094\|1101)   | Abu'l-Qasim Ahmad al-Musta'li bi-Illah (reinó\|1094\|1101)   | Abu'l-Qasim Ahmad al-Musta'li bi-Illah (reinó\|1094\|1101)   | Abu'l-Qasim Ahmad al-Musta'li bi-Illah (reinó\|1094\|1101)   | Abu'l-Qasim Ahmad al-Musta'li bi-Illah (reinó\|1094\|1101)   |  |  |               |               |               |               |               |               |  |  |               |               |               |               |               |               |  |  |      |      |      |      |      |      |  |  |             |             |             |             |             |             |  |  |  |  |  |  |  |  |  |  |  |  |  |  |  |  |
| Abu Mansur Nizar§ | Abu Mansur Nizar§                        | Abu Mansur Nizar§                        | Abu Mansur Nizar§                        | Abu Mansur Nizar§                        | Abu Mansur Nizar§                        |  |  | Abu Abdallah | Abu Abdallah | Abu Abdallah | Abu Abdallah | Abu Abdallah | Abu Abdallah |  |  | Abdallah | Abdallah | Abdallah | Abdallah | Abdallah | Abdallah |  |  | Isma'il                                                             | Isma'il                                                             | Isma'il                                                             | Isma'il                                                             | Isma'il                                                             | Isma'il                                                             |  |  | Abu'l-Qasim Muhammad                                           | Abu'l-Qasim Muhammad                                           | Abu'l-Qasim Muhammad                                           | Abu'l-Qasim Muhammad                                           | Abu'l-Qasim Muhammad                                           | Abu'l-Qasim Muhammad                                           |  |  | Otros hijos  | Otros hijos  | Otros hijos  | Otros hijos  | Otros hijos  | Otros hijos  |  |  | Abu'l-Qasim Ahmad al-Musta'li bi-Illah (reinó\|1094\|1101)      | Abu'l-Qasim Ahmad al-Musta'li bi-Illah (reinó\|1094\|1101)   | Abu'l-Qasim Ahmad al-Musta'li bi-Illah (reinó\|1094\|1101)   | Abu'l-Qasim Ahmad al-Musta'li bi-Illah (reinó\|1094\|1101)   | Abu'l-Qasim Ahmad al-Musta'li bi-Illah (reinó\|1094\|1101)   | Abu'l-Qasim Ahmad al-Musta'li bi-Illah (reinó\|1094\|1101)   |  |  |               |               |               |               |               |               |  |  |               |               |               |               |               |               |  |  |      |      |      |      |      |      |  |  |             |             |             |             |             |             |  |  |  |  |  |  |  |  |  |  |  |  |  |  |  |  |
| Imanes nizaríes (descendencia declarada) | Imanes nizaríes (descendencia declarada) | Imanes nizaríes (descendencia declarada) | Imanes nizaríes (descendencia declarada) | Imanes nizaríes (descendencia declarada) | Imanes nizaríes (descendencia declarada) |  |  |              |              |              |              |              |              |  |  |          |          |          |          |          |          |  |  | Abu'l-Maymun Abd al-Majid al-Hafiz li-Din Allah (reinó\|1132\|1149) | Abu'l-Maymun Abd al-Majid al-Hafiz li-Din Allah (reinó\|1132\|1149) | Abu'l-Maymun Abd al-Majid al-Hafiz li-Din Allah (reinó\|1132\|1149) | Abu'l-Maymun Abd al-Majid al-Hafiz li-Din Allah (reinó\|1132\|1149) | Abu'l-Maymun Abd al-Majid al-Hafiz li-Din Allah (reinó\|1132\|1149) | Abu'l-Maymun Abd al-Majid al-Hafiz li-Din Allah (reinó\|1132\|1149) |  |  |                                                                |                                                                |                                                                |                                                                |                                                                |                                                                |  |  |              |              |              |              |              |              |  |  | Abu Ali Mansur al-Amir bi-Ahkam Allah (reinó\|1101\|1130)       | Abu Ali Mansur al-Amir bi-Ahkam Allah (reinó\|1101\|1130)    | Abu Ali Mansur al-Amir bi-Ahkam Allah (reinó\|1101\|1130)    | Abu Ali Mansur al-Amir bi-Ahkam Allah (reinó\|1101\|1130)    | Abu Ali Mansur al-Amir bi-Ahkam Allah (reinó\|1101\|1130)    | Abu Ali Mansur al-Amir bi-Ahkam Allah (reinó\|1101\|1130)    |  |  |               |               |               |               |               |               |  |  |               |               |               |               |               |               |  |  |      |      |      |      |      |      |  |  |             |             |             |             |             |             |  |  |  |  |  |  |  |  |  |  |  |  |  |  |  |  |
| Imanes nizaríes (descendencia declarada) | Imanes nizaríes (descendencia declarada) | Imanes nizaríes (descendencia declarada) | Imanes nizaríes (descendencia declarada) | Imanes nizaríes (descendencia declarada) | Imanes nizaríes (descendencia declarada) |  |  |              |              |              |              |              |              |  |  |          |          |          |          |          |          |  |  | Abu'l-Maymun Abd al-Majid al-Hafiz li-Din Allah (reinó\|1132\|1149) | Abu'l-Maymun Abd al-Majid al-Hafiz li-Din Allah (reinó\|1132\|1149) | Abu'l-Maymun Abd al-Majid al-Hafiz li-Din Allah (reinó\|1132\|1149) | Abu'l-Maymun Abd al-Majid al-Hafiz li-Din Allah (reinó\|1132\|1149) | Abu'l-Maymun Abd al-Majid al-Hafiz li-Din Allah (reinó\|1132\|1149) | Abu'l-Maymun Abd al-Majid al-Hafiz li-Din Allah (reinó\|1132\|1149) |  |  |                                                                |                                                                |                                                                |                                                                |                                                                |                                                                |  |  |              |              |              |              |              |              |  |  | Abu Ali Mansur al-Amir bi-Ahkam Allah (reinó\|1101\|1130)       | Abu Ali Mansur al-Amir bi-Ahkam Allah (reinó\|1101\|1130)    | Abu Ali Mansur al-Amir bi-Ahkam Allah (reinó\|1101\|1130)    | Abu Ali Mansur al-Amir bi-Ahkam Allah (reinó\|1101\|1130)    | Abu Ali Mansur al-Amir bi-Ahkam Allah (reinó\|1101\|1130)    | Abu Ali Mansur al-Amir bi-Ahkam Allah (reinó\|1101\|1130)    |  |  |               |               |               |               |               |               |  |  |               |               |               |               |               |               |  |  |      |      |      |      |      |      |  |  |             |             |             |             |             |             |  |  |  |  |  |  |  |  |  |  |  |  |  |  |  |  |
| |                                          |                                          |                                          |                                          |                                          |  |  |              |              |              |              |              |              |  |  |          |          |          |          |          |          |  |  |                                                                     |                                                                     |                                                                     |                                                                     |                                                                     |                                                                     |  |  |                                                                |                                                                |                                                                |                                                                |                                                                |                                                                |  |  |              |              |              |              |              |              |  |  |                                                                 |                                                              |                                                              |                                                              |                                                              |                                                              |  |  |               |               |               |               |               |               |  |  |               |               |               |               |               |               |  |  |      |      |      |      |      |      |  |  |             |             |             |             |             |             |  |  |  |  |  |  |  |  |  |  |  |  |  |  |  |  |
| Sulayman§ | Sulayman§                                | Sulayman§                                | Sulayman§                                | Sulayman§                                | Sulayman§                                |  |  | Haydara§     | Haydara§     | Haydara§     | Haydara§     | Haydara§     | Haydara§     |  |  | Hasan§   | Hasan§   | Hasan§   | Hasan§   | Hasan§   | Hasan§   |  |  | Abu Mansur Isma'il al-Zafir bi-Amr Allah (reinó\|1149\|1154)        | Abu Mansur Isma'il al-Zafir bi-Amr Allah (reinó\|1149\|1154)        | Abu Mansur Isma'il al-Zafir bi-Amr Allah (reinó\|1149\|1154)        | Abu Mansur Isma'il al-Zafir bi-Amr Allah (reinó\|1149\|1154)        | Abu Mansur Isma'il al-Zafir bi-Amr Allah (reinó\|1149\|1154)        | Abu Mansur Isma'il al-Zafir bi-Amr Allah (reinó\|1149\|1154)        |  |  | Yusuf                                                          | Yusuf                                                          | Yusuf                                                          | Yusuf                                                          | Yusuf                                                          | Yusuf                                                          |  |  | Otros hijos  | Otros hijos  | Otros hijos  | Otros hijos  | Otros hijos  | Otros hijos  |  |  | Abu'l-Qasim al-Tayyib§                                          | Abu'l-Qasim al-Tayyib§                                       | Abu'l-Qasim al-Tayyib§                                       | Abu'l-Qasim al-Tayyib§                                       | Abu'l-Qasim al-Tayyib§                                       | Abu'l-Qasim al-Tayyib§                                       |  |  |               |               |               |               |               |               |  |  |               |               |               |               |               |               |  |  |      |      |      |      |      |      |  |  |             |             |             |             |             |             |  |  |  |  |  |  |  |  |  |  |  |  |  |  |  |  |
| Sulayman§ | Sulayman§                                | Sulayman§                                | Sulayman§                                | Sulayman§                                | Sulayman§                                |  |  | Haydara§     | Haydara§     | Haydara§     | Haydara§     | Haydara§     | Haydara§     |  |  | Hasan§   | Hasan§   | Hasan§   | Hasan§   | Hasan§   | Hasan§   |  |  | Abu Mansur Isma'il al-Zafir bi-Amr Allah (reinó\|1149\|1154)        | Abu Mansur Isma'il al-Zafir bi-Amr Allah (reinó\|1149\|1154)        | Abu Mansur Isma'il al-Zafir bi-Amr Allah (reinó\|1149\|1154)        | Abu Mansur Isma'il al-Zafir bi-Amr Allah (reinó\|1149\|1154)        | Abu Mansur Isma'il al-Zafir bi-Amr Allah (reinó\|1149\|1154)        | Abu Mansur Isma'il al-Zafir bi-Amr Allah (reinó\|1149\|1154)        |  |  | Yusuf                                                          | Yusuf                                                          | Yusuf                                                          | Yusuf                                                          | Yusuf                                                          | Yusuf                                                          |  |  | Otros hijos  | Otros hijos  | Otros hijos  | Otros hijos  | Otros hijos  | Otros hijos  |  |  | Abu'l-Qasim al-Tayyib§                                          | Abu'l-Qasim al-Tayyib§                                       | Abu'l-Qasim al-Tayyib§                                       | Abu'l-Qasim al-Tayyib§                                       | Abu'l-Qasim al-Tayyib§                                       | Abu'l-Qasim al-Tayyib§                                       |  |  |               |               |               |               |               |               |  |  |               |               |               |               |               |               |  |  |      |      |      |      |      |      |  |  |             |             |             |             |             |             |  |  |  |  |  |  |  |  |  |  |  |  |  |  |  |  |
| |                                          |                                          |                                          |                                          |                                          |  |  |              |              |              |              |              |              |  |  |          |          |          |          |          |          |  |  | Abu'l-Qasim Isa al-Fa'iz bi-Nasr Allah (reinó\|1154\|1160)          | Abu'l-Qasim Isa al-Fa'iz bi-Nasr Allah (reinó\|1154\|1160)          | Abu'l-Qasim Isa al-Fa'iz bi-Nasr Allah (reinó\|1154\|1160)          | Abu'l-Qasim Isa al-Fa'iz bi-Nasr Allah (reinó\|1154\|1160)          | Abu'l-Qasim Isa al-Fa'iz bi-Nasr Allah (reinó\|1154\|1160)          | Abu'l-Qasim Isa al-Fa'iz bi-Nasr Allah (reinó\|1154\|1160)          |  |  | Abu Muhammad Abdallah al-Adid li-Din Allah (reinó\|1160\|1171) | Abu Muhammad Abdallah al-Adid li-Din Allah (reinó\|1160\|1171) | Abu Muhammad Abdallah al-Adid li-Din Allah (reinó\|1160\|1171) | Abu Muhammad Abdallah al-Adid li-Din Allah (reinó\|1160\|1171) | Abu Muhammad Abdallah al-Adid li-Din Allah (reinó\|1160\|1171) | Abu Muhammad Abdallah al-Adid li-Din Allah (reinó\|1160\|1171) |  |  |              |              |              |              |              |              |  |  | Imanes ocultos tayibíes (descendencia declarada)                | Imanes ocultos tayibíes (descendencia declarada)             | Imanes ocultos tayibíes (descendencia declarada)             | Imanes ocultos tayibíes (descendencia declarada)             | Imanes ocultos tayibíes (descendencia declarada)             | Imanes ocultos tayibíes (descendencia declarada)             |  |  |               |               |               |               |               |               |  |  |               |               |               |               |               |               |  |  |      |      |      |      |      |      |  |  |             |             |             |             |             |             |  |  |  |  |  |  |  |  |  |  |  |  |  |  |  |  |
| |                                          |                                          |                                          |                                          |                                          |  |  |              |              |              |              |              |              |  |  |          |          |          |          |          |          |  |  | Abu'l-Qasim Isa al-Fa'iz bi-Nasr Allah (reinó\|1154\|1160)          | Abu'l-Qasim Isa al-Fa'iz bi-Nasr Allah (reinó\|1154\|1160)          | Abu'l-Qasim Isa al-Fa'iz bi-Nasr Allah (reinó\|1154\|1160)          | Abu'l-Qasim Isa al-Fa'iz bi-Nasr Allah (reinó\|1154\|1160)          | Abu'l-Qasim Isa al-Fa'iz bi-Nasr Allah (reinó\|1154\|1160)          | Abu'l-Qasim Isa al-Fa'iz bi-Nasr Allah (reinó\|1154\|1160)          |  |  | Abu Muhammad Abdallah al-Adid li-Din Allah (reinó\|1160\|1171) | Abu Muhammad Abdallah al-Adid li-Din Allah (reinó\|1160\|1171) | Abu Muhammad Abdallah al-Adid li-Din Allah (reinó\|1160\|1171) | Abu Muhammad Abdallah al-Adid li-Din Allah (reinó\|1160\|1171) | Abu Muhammad Abdallah al-Adid li-Din Allah (reinó\|1160\|1171) | Abu Muhammad Abdallah al-Adid li-Din Allah (reinó\|1160\|1171) |  |  |              |              |              |              |              |              |  |  | Imanes ocultos tayibíes (descendencia declarada)                | Imanes ocultos tayibíes (descendencia declarada)             | Imanes ocultos tayibíes (descendencia declarada)             | Imanes ocultos tayibíes (descendencia declarada)             | Imanes ocultos tayibíes (descendencia declarada)             | Imanes ocultos tayibíes (descendencia declarada)             |  |  |               |               |               |               |               |               |  |  |               |               |               |               |               |               |  |  |      |      |      |      |      |      |  |  |             |             |             |             |             |             |  |  |  |  |  |  |  |  |  |  |  |  |  |  |  |  |
| |                                          |                                          |                                          |                                          |                                          |  |  |              |              |              |              |              |              |  |  |          |          |          |          |          |          |  |  |                                                                     |                                                                     |                                                                     |                                                                     |                                                                     |                                                                     |  |  | Dawud                                                          |                                                                |                                                                |                                                                |                                                                |                                                                |  |  |              |              |              |              |              |              |  |  |                                                                 |                                                              |                                                              |                                                              |                                                              |                                                              |  |  |               |               |               |               |               |               |  |  |               |               |               |               |               |               |  |  |      |      |      |      |      |      |  |  |             |             |             |             |             |             |  |  |  |  |  |  |  |  |  |  |  |  |  |  |  |  |
| |                                          |                                          |                                          |                                          |                                          |  |  |              |              |              |              |              |              |  |  |          |          |          |          |          |          |  |  |                                                                     |                                                                     |                                                                     |                                                                     |                                                                     |                                                                     |  |  |                                                                |                                                                |                                                                |                                                                |                                                                |                                                                |  |  |              |              |              |              |              |              |  |  |                                                                 |                                                              |                                                              |                                                              |                                                              |                                                              |  |  |               |               |               |               |               |               |  |  |               |               |               |               |               |               |  |  |      |      |      |      |      |      |  |  |             |             |             |             |             |             |  |  |  |  |  |  |  |  |  |  |  |  |  |  |  |  |
| |                                          |                                          |                                          |                                          |                                          |  |  |              |              |              |              |              |              |  |  |          |          |          |          |          |          |  |  |                                                                     |                                                                     |                                                                     |                                                                     |                                                                     |                                                                     |  |  | Sulayman                                                       |                                                                |                                                                |                                                                |                                                                |                                                                |  |  |              |              |              |              |              |              |  |  |                                                                 |                                                              |                                                              |                                                              |                                                              |                                                              |  |  |               |               |               |               |               |               |  |  |               |               |               |               |               |               |  |  |      |      |      |      |      |      |  |  |             |             |             |             |             |             |  |  |  |  |  |  |  |  |  |  |  |  |  |  |  |  |